# البرازيل
البرازيل (باللغة البرتغالية: Brasil؛ بالبرتغالية البرازيلية: [bɾaˈziw])، المعروفة رسميًا باسم جمهورية البرازيل الاتحادية (باللغة البرتغالية: República Federativa do Brasil)، هي أكبر دولة في كل من أمريكا الجنوبية وأمريكا اللاتينية. تبلغ مساحتها 8.5 مليون كيلومتر مربع (3.2 مليون ميل مربع) وهي سابع أكبر دولة من حيث السكان حيث يسكنها أكثر من 213 مليون شخص، وتعد خامس أكبر دولة في العالم من حيث المساحة ، عاصمتها برازيليا، أما ساو باولو فهي أكثر مدنها اكتظاظًا بالسكان. يضم الاتحاد 26 ولاية ومقاطعة فيدرالية واحدة. تشكل البرازيل أكبر الدول التي تستخدم اللغة البرتغالية بمثابة لغة رسمية والوحيدة في الأمريكيتين، وهي أيضًا واحدة من أكثر الدول تنوعًا من الناحيتين الثقافية والعرقية، بسبب الهجرات الجماعية القادمة من جميع أنحاء العالم والتي استمرت أكثر من 100 عام، إضافة إلى كونها البلد الأكثر اكتظاظًا بالسكان الرومان الكاثوليك."
يحدها المحيط الأطلسي من الشرق، وتمتلك البرازيل خطًا ساحليًا يصل طوله إلى 7491 كيلومترًا (4655 ميل). تحدها جميع البلدان الأخرى في أمريكا الجنوبية باستثناء الإكوادور وتشيلي، وتغطي 47.3٪ من مساحة اليابسة في القارة. يشمل حوضها الأمازوني غابة استوائية شاسعة تمثل موطنًا لمختلف أنواع الحياة البرية والنظم البيئيّة والموارد الطبيعية الواسعة التي تضم العديد من الموائل المحمية. يجعل هذا التراث البيئي الفريد من البرازيل واحدة من 17 دولة شديدة التنوع، وهو محط اهتمام عالمي رئيسي، إذ إن التدهور البيئي الناجم عن أنشطة مثل إزالة الغابات يؤثر تأثيرًا مباشرًا على القضايا العالميّة مثل تغير المناخ وفقدان التنوع البيولوجي.
استقرت العديد من الشعوب القبلية في البرازيل قبل عام 1500، حيث وصل المستكشف بيدرو ألفاريز كابرال، الذي ادعى تبعية المنطقة لصالح الإمبراطورية البرتغالية. ظلت البرازيل مستعمرة برتغالية حتى عام 1808، حيث نُقلت عاصمة الإمبراطورية من لشبونة إلى ريو دي جانيرو. رُقيت المستعمرة إلى مرتبة المملكة عند تشكيل المملكة المتحدة للبرتغال والبرازيل والغرب في عام 1815. تحقق الاستقلال في عام 1822 مع إنشاء إمبراطورية البرازيل، دولة موحدة تحكمها ملكية دستورية ونظام برلماني. أفضى التصديق على الدستور الأول للبلاد في عام 1824 إلى تشكيل مجلس تشريعي مؤلف من مجلسين، يحمل الآن اسم المؤتمر الوطني. أصبحت البلاد جمهورية رئاسية في عام 1889 بعد الانقلاب العسكري، بينما وصل المجلس العسكري الاستبدادي إلى السلطة في عام 1964 وحكم حتى عام 1985، ليُستأنف بعدها الحكم المدني. صيغ الدستور البرازيلي الحالي في عام 1988، والذي يعرّف البرازيل على أنها جمهورية فيدرالية ديمقراطية. يُذكر أن البرازيل تحتل المرتبة الثالثة عشرة عالميًا من ناحية عدد مواقع التراث العالمي حسب تصنيف اليونسكو، وهو ما يُعزى إلى حضارتها وتاريخها الحافلان.
يصنف البنك الدولي البرازيل على أنها دولة صناعية حديثة من دول الاقتصاد ذي الدخل المتوسط الأعلى، نظرًا إلى امتلاكها الحصة الأكبر من الثروة العالمية في أمريكا اللاتينية. يُعد اقتصاد البرازيل اقتصادًا ناشئًا متقدمًا، لديه ثاني عشر أكبر ناتج محلي إجمالي في العالم من ناحية القيمة الاسمية، والثامن وفقًا لمقاييس تعادل القوة الشرائية. تعتبر البرازيل إحدى أهم الدول المنتجة للحبوب في العالم، كونها أكبر منتج للبن على مدار آخر 150 عام. تشكل البرازيل قوة إقليمية وتعد أحيانًا قوة عظمى أو متوسطة في الشؤون الدولية. صنف العديد من المحللين الدولة لاحقًا على أنها قوة ناشئة، وقوة عظمى محتملة نظرًا إلى الاعتراف الدولي بها وتأثيرها. تُعد البرازيل عضوًا مؤسسًا في الأمم المتحدة ومجموعة العشرين ومجموعة البريكس والميركوسور ومنظمة الدول الأمريكية ومنظمة الدول الأيبيرية الأمريكية للتربية والعلم والثقافة ومجموعة البلدان الناطقة بالبرتغالية.

## اشتقاق الاسم

قد تكون كلمة «البرازيل» اشتقت من الكلمة البرتغالية (brazilwood) التي تعني خشب البرازيل، وهي شجرة نمت بكثرة على طول الساحل البرازيلي. يُطلق على خشب البرازيل اسم pau-brasil باللغة البرتغالية، فحسب علم اشتقاق الكلمات، تحمل كلمة برازيل عادةً معنى «أحمر مثل الجمرة»، وتتكون منbrasa  (أي جمرة) واللاحقة -il (المأخوذة من -iculum أو -ilium). اكتسب خشب البرازيل قيمة كبيرة في صناعة النسيج الأوروبية، بسبب إنتاجه صبغة حمراء داكنة، وبات حينها أول المنتجات البرازيلية التي جرى استغلالها تجاريًا. حصد السكان الأصليون (معظمهم من شعب التوبي) في القرن السادس عشر كميات هائلة من خشب البرازيل على طول الساحل البرازيلي، وباعوا الأخشاب للتجار الأوروبيين (معظمهم من البرتغاليين، وأحيانًا من الفرنسيين) مقابل سلع استهلاكية أوروبية متنوعة.
كان الاسم البرتغالي الرسمي للبرازيل في السجلات البرتغالية الأصلية «أرض الصليب المقدس» (Terra da Santa Cruz)، لكن البحارة والتجار الأوروبيين أطلقوا عليها عادةً اسم «أرض البرازيل» (Terra do Brasil) بسبب تجارة خشب البرازيل. طغت التسمية الشعبية وحلت محل الاسم البرتغالي الرسمي في نهاية المطاف. يُذكر أن بعض البحارة الأوائل قد أطلقوا على البرازيل اسم «أرض الببغاوات».
تُسمى البرازيل «بيندوراما» في اللغة الغوارانية، وهي لغة رسمية في باراغواي، إذ أطلق السكان الأصليون هناك هذا الاسم الذي يعني «أرض أشجار النخيل».

## تاريخيًا

### حقبة ما قبل الاستعمار (الحقبة ما قبل الكابرالينية)
عُثر على امرأة لوزيا، إحدى أقدم بقايا الإنسان في الأمريكيتين، في منطقة بيدرو ليوبولدو، ميناس جيرايس، ويقدم هذا الاكتشاف دليلًا على أن استيطان الإنسان يعود إلى ما لا يقل عن 11000 عام.
أدت عمليات التنقيب إلى العثور على أقدم فخار مُكتشف في نصف الكرة الغربي في حوض الأمازون بالبرازيل، إضافةً إلى الكربون المشع الذي يعود تاريخه إلى 8000 عام (6000 قبل الميلاد). وعثر على فخار بالقرب من سانتاريم، يقدم دليلاً على أن منطقة الغابات الاستوائية قد احتضنت حضارة متشعبة في مرحلة ما قبل التاريخ. ازدهرت ماراجوارا في ماراجو القابعة في دلتا الأمازون منذ عام 400 م وحتى 1400 م، حيث اشتملت هذه الحضارة على صناعة الفخار المتطور، وتشكيل الطبقات الاجتماعية المختلفة، وتعداد سكاني كبير، وبناء الروابي، وتشكيلات اجتماعية معقدة مثل المشيخات.
وصل عدد السكان الأصليين في المنطقة التي تُعرف اليوم باسم البرازيل إلى 7 ملايين نسمة قرابة وصول البرتغاليين، معظمهم من شبه الرحل، الذين اعتمدوا على صيد الحيوانات والأسماك وجمع الثمار والأنشطة الزراعية التي جلبها المهاجرون. يتألف السكان الأصليون في البرازيل من عدة مجموعات عرقية أصلية كبيرة (مثل شعوب التوبي والغواراني والجي والأراواك). قُسم شعب التوبي إلى شعبي التوبينيكيم والتوبينامبا، إضافةً إلى العديد من التقسيمات الفرعية للمجموعات الأخرى.
قبل وصول الأوروبيين، قامت الحروب ضمن المناطق الحدودية الفاصلة بين هذه الجماعات والمجموعات الفرعية نتيجة الاختلاف في الثقافة واللغة والمعتقدات الأخلاقية. تضمنت هذه الحروب أيضًا عمليات عسكرية واسعة النطاق على الأرض وفي المياه، مع إقامة طقوس أكل لحوم أسرى الحرب. شاع توريث الحكم لديهم في الكثير من الأحيان، لكن بريق مكانة القيادة خفت بمرور الوقت، مقارنةً بما خُصص لها من مراسم الخلافة والاتفاقيات. حملت العبودية معنى مختلف بين الهنود عن معناها عند الأوروبيين، بسبب انبثاقها من منظومة اجتماعية اقتصادية متنوعة، تُرجمت ضمنها التباينات إلى علاقات قرابة.

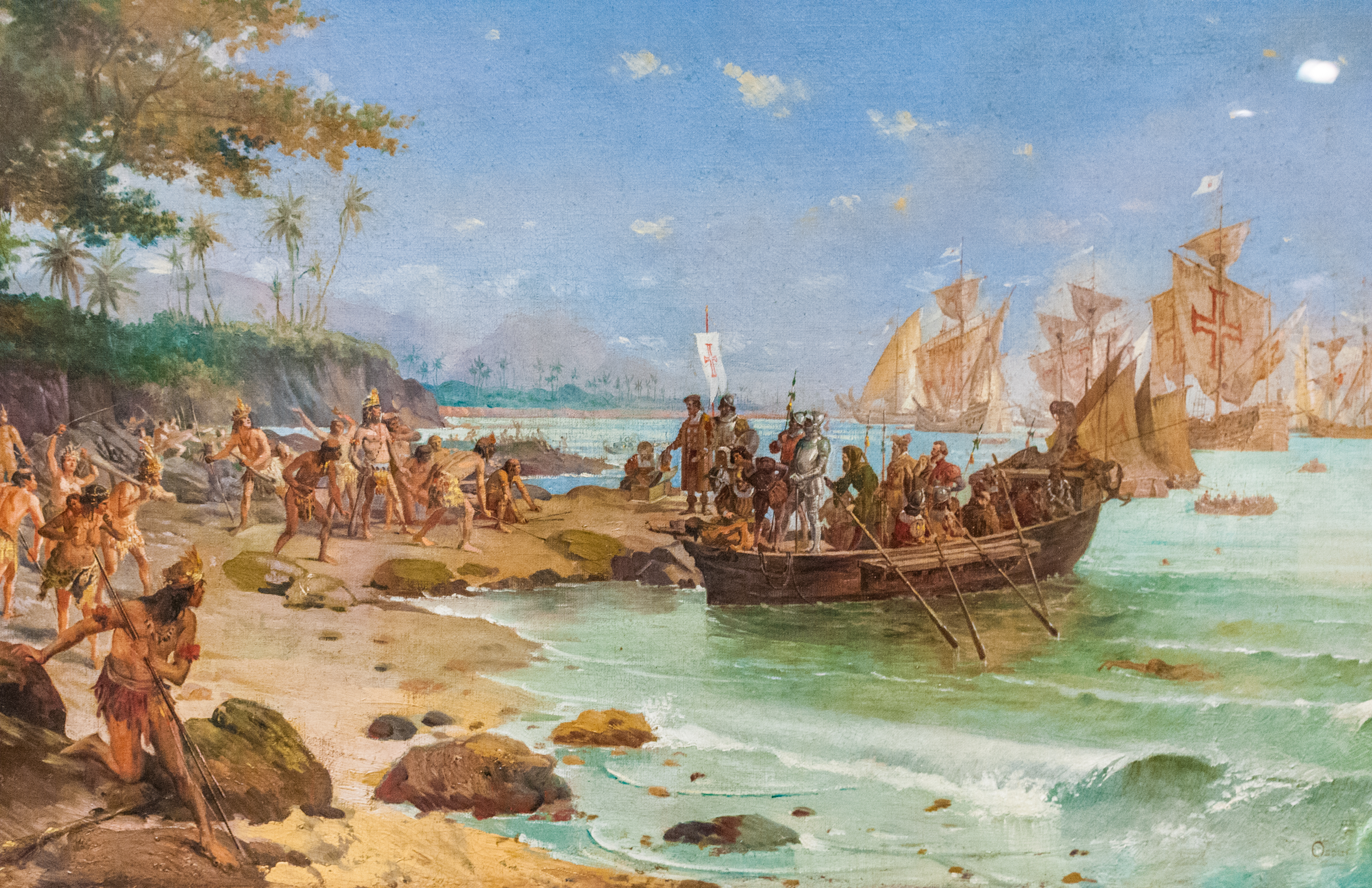
لوحة من عام 1922 تمثل وصول بيدرو ألفاريز كابرال إلى بورتو سيجورو، عام 1500.

### الاستعمار البرتغالي
طالبت الإمبراطورية البرتغالية بالأرض التي تسمى اليوم البرازيل في 22 أبريل 1500، مع وصول الأسطول البرتغالي بقيادة بيدرو ألفاريز كابرال. واجه البرتغاليون شعوبًا أصلية مقسمة إلى عدة قبائل متحاربة فيما بينها، تحدث معظمها بلغات عائلة توبي-غواراني. تأسست أول مستوطنة عام 1532، إلا أن الاستعمار لم يبدأ فعليًا حتى عام 1534، عندما قسم الملك جون الثالث ملك البرتغال البرازيل إلى خمسة عشر مستعمرة رئاسية خاصة ومستقلة.
على أي حال، أثبتت المستعمرات عدم جدواها بسبب النزعات اللامركزية وغير المنظمة، ليعيد الملك البرتغالي هيكلتها في عام 1549 وضمها تحت اسم المحافظة العامة للبرازيل في مدينة سالفادور، التي أصبحت عاصمة لمستعمرة برتغالية واحدة ومركزية في أمريكا الجنوبية. عاشت المجموعات الأصلية والأوروبية حروبًا مستمرة في القرنين الأولين من الاستعمار، وأقامت تحالفات انتهازية بهدف الحصول على مزايا ضد بعضها البعض. أصبح قصب السكر أهم صادرات البرازيل بحلول منتصف القرن السادس عشر، وجرى شراء العبيد من منطقة أفريقيا جنوب الصحراء، في سوق العبيد في غرب أفريقيا (وليس فقط أولئك القادمين من مستعمرات الحلفاء البرتغاليين في أنغولا وموزمبيق)، إذ أصبح العبيد أهم الواردات وأكبرها، بهدف العمل في مزارع قصب السكر، بعد زيادة الطلب العالمي على السكر البرازيلي. استقبلت البرازيل البرتغالية أكثر من 2.8 مليون عبد من أفريقيا بين عامي 1500 و1800.

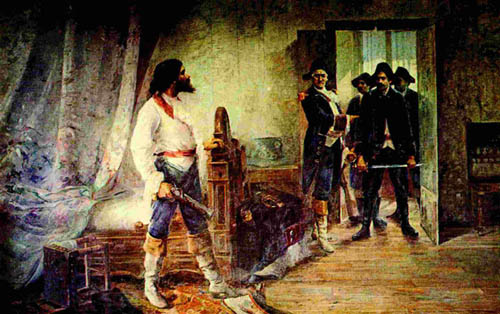
لوحة من عام 1914 تظهر اعتقال تيرادينتيس، وقد حُكم عليه بالإعدام لمشاركته في أشهر الحركات المطالبة بالاستقلال في البرازيل المستعمرة.

بدأت صادرات قصب السكر بالانخفاض بحلول نهاية القرن السابع عشر، إلى جانب اكتشاف البانديرانتيس الذهب في تسعينيات القرن السادس عشر، الذي أصبح عماد اقتصاد المستعمرة، ما أدى إلى ظهور حمى الذهب البرازيلي التي جذبت آلاف المستوطنين الجدد القادمين من البرتغال وسائر المستعمرات البرتغالية حول العالم. أدى تدفق المهاجرين الجدد بدوره إلى نشوب بعض النزاعات بين الوافدين الجدد والمستوطنين القدامى.
تقدمت الحملات البرتغالية المعروفة باسم بانديراس تدريجيًا عبر الحدود الأصلية الاستعمارية البرتغالية في أمريكا الجنوبية، ووصلت إلى منطقة قريبة من الحدود البرازيلية الحالية. حاولت قوى أوروبية أخرى في هذه الفترة استعمار أجزاء من البرازيل، عبر شنها غارات اضطر البرتغاليون إلى صدها وقتالها، أبرزها هجمات الفرنسيين على ريو خلال ستينيات القرن الخامس عشر، ومارانهاو خلال ستينيات القرن السادس عشر، وهجمات الهولنديين على باهيا وبيرنامبوكو خلال الحرب الهولندية-البرتغالية، عقب انهيار الاتحاد الأيبيري.
حددت الإدارة الاستعمارية البرتغالية في البرازيل هدفين من شأنهما ترسيخ أقدام النظام الاستعماري واحتكار أغنى مستعمرات البرتغال وأكبرها: تعزيز سيطرتهم على العبيد والقضاء على جميع أشكال تمردهم، مثل مجتمع كويلومبو دوس بالميرس، وقمع جميع الحركات المطالبة بالحكم الذاتي أو الاستقلال، مثل مؤامرة ميناس.

### المملكة المتحدة مع البرتغال

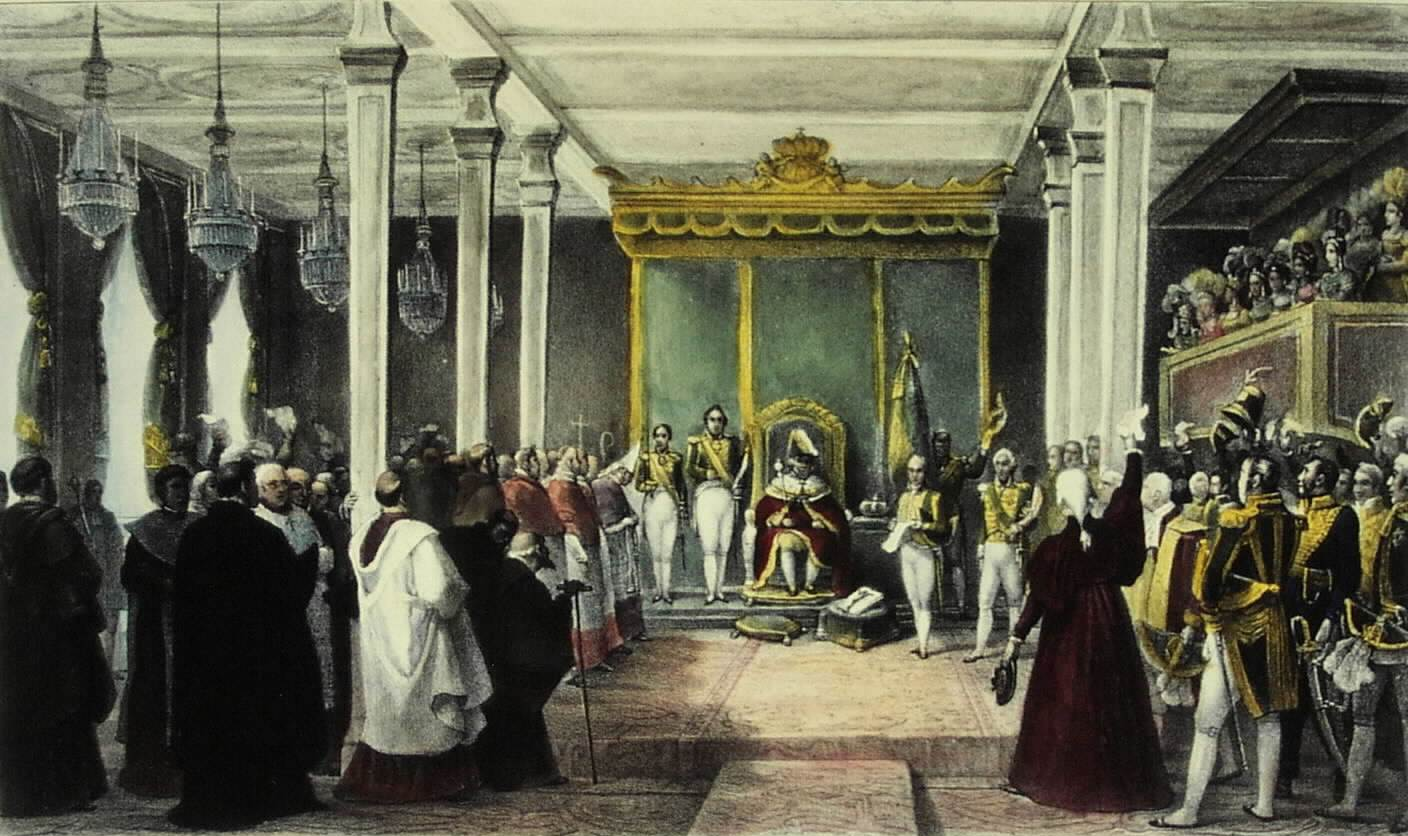
تصفيق الملك جواو السادس ملك المملكة المتحدة للبرتغال والبرازيل والغرب في ريو دي جانيرو، 6 فبراير 1818.

هددت القوات الإسبانية والنابليونية أمن البرتغال القارية في أواخر عام 1807، ما دفع الأمير ريجنت جواو، باسم الملكة ماريا الأولى، إلى نقل البلاط الملكي من لشبونة إلى ريو دي جانيرو، حيث أسس عددًا من أوائل المؤسسات المالية في البرازيل، مثل سوق الأوراق المالية المحلي، والبنك الوطني، إضافةً إلى إنهاء الاحتكار البرتغالي للتجارة البرازيلية وفتح البرازيل أمام دول أخرى. أمر الأمير ريجنت بغزو غويانا الفرنسية في عام 1809، انتقامًا من إجباره على النفي.
مع نهاية حرب شبه الجزيرة في عام 1814، طالبت محاكم أوروبا الملكة ماريا الأولى والأمير ريجنت جواو بالعودة إلى البرتغال، لأنها رأت في إقامة رئيس ملكية أوروبية قديمة في مستعمرة أمرًا غير مناسب. أنشأ التاج المملكة المتحدة للبرتغال والبرازيل والغرب في عام 1815 لتبرير استمرار وجوده في البرازيل، حيث ازدهر البلاط الملكي مدة ست سنوات، ما عنى خلق دولة ملكية متعددة القارات عبر المحيط الأطلسي. على أي حال، مع استيائها من وضع مستعمرتها الأكبر الجديد، استمرت مطالب القيادة في البرتغال بعودة البلاط الملكي إلى لشبونة (عبر الثورة الليبرالية عام 1820). غاد جواو السادس إلى لشبونة في عام 1821، استجابةً لمطالب الثوار الذين استولوا على مدينة بورتو، وأقسم في لشبونة على الدستور الجديد، وترك ابنه الأمير بيدرو دي ألكانتارا وصيًا على مملكة البرازيل.

### مرحلة الإمبراطورية المستقلة

إعلان الأمير بيدرو (لاحقًا الإمبراطور بيدرو الأول) استقلال البرازيل في 7 سبتمبر 1822.

تصاعدت حدة التوترات بين البرتغاليين والبرازيليين، وحاول الكورتيس البرتغاليون، مسترشدين بالنظام السياسي الجديد الذي فرضته الثورة الليبرالية عام 1820، إعادة تأسيس البرازيل كمستعمرة. رفض البرازيليون الاستسلام، وقرر الأمير بيدرو الوقوف معهم، معلنًا استقلال البلاد عن البرتغال في 7 سبتمبر 1822. نُصّب الأمير بيدرو بعد شهر كأول إمبراطور للبرازيل، وحصل على اللقب الملكي دوم بيدرو الأول، لتتأسس بذلك إمبراطورية البرازيل.
توسعت رقعة حرب الاستقلال البرازيلية، التي كانت قد بدأت بالفعل، لتشمل المناطق الشمالية والشمالية الشرقية ومقاطعة سيسبلاتينا. استسلم آخر الجنود البرتغاليين في 8 مارس 1824، لتعترف البرتغال رسميًا بالبرازيل في 29 أغسطس 1825.
ذهب بيدرو الأول إلى البرتغال في 7 أبريل 1831، لاستعادة تاج ابنته، متنازلًا عن العرش البرازيلي لصالح ابنه ووريثه البالغ من العمر خمس سنوات (والذي أصبح بذلك ثاني ملك للإمبراطورية، بلقب دوم بيدرو الثاني)، بعد أن أنهكته سنوات من الاضطرابات الإدارية والمعارضة السياسية من الجانبين الليبرالي والمحافظ، متضمنةً محاولة الانفصال الجمهوري، فضلًا عن عدم رضاه عن استسلام مؤيدي الاستبداد في البرتغال لخلافة الملك جون السادس.

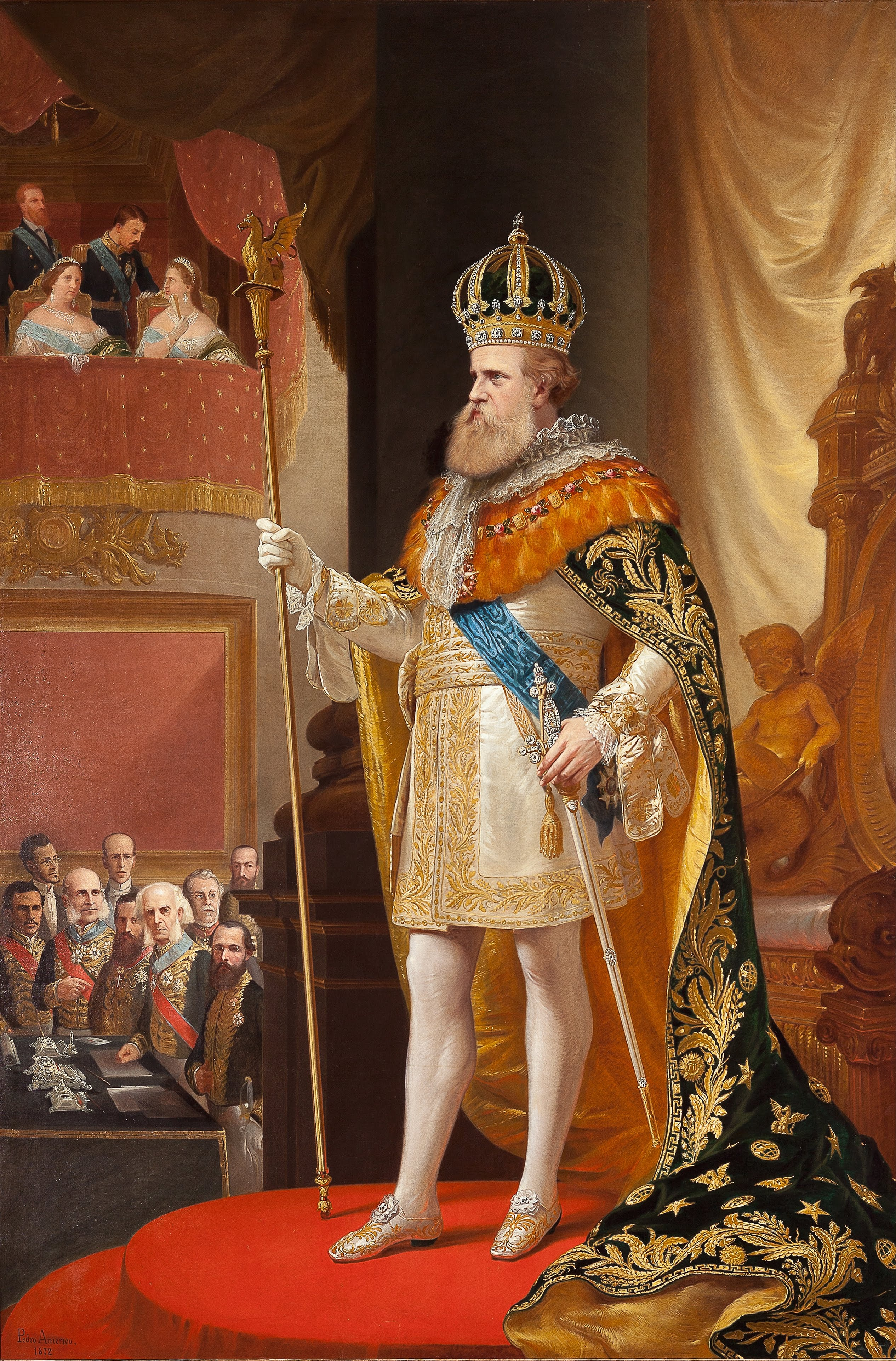
بيدرو الثاني، إمبراطور البرازيل بين عامي 1831 و1889.

وضعت الجمعية الوطنية العرش تحت الوصاية لأن الإمبراطور الجديد لم يستطع ممارسة سلطاته الدستورية حتى يبلغ سن الرشد، ومع غياب شخصية قيادية تمثل وجهًا معتدلًا للسلطة، وقعت سلسلة من التمردات المحلية في تلك الفترة، مثل ثورة الكاباناجيم (ثورة الأكواخ) في ولاية غرو-بارا، وثورة الماليز في سالفادور، باهيا، وثورة بالايادا (في ولاية مارانهاو)، وثورة سابينادا (في ولاية باهيا) وحرب راغاموفين، التي بدأت في ريو غراندي دو سول بدعم من جوزيبي غاريبالدي. نجمت هذه الثورات عن استياء المحافظات من السلطة المركزية، إلى جانب قيامها في ظل دولة قومية مستقلة حديثًا انتشرت فيها توترات اجتماعية قديمة وكامنة. يُذكر أن هذه الفترة من الاضطرابات السياسية والاجتماعية الداخلية، التي تضمنت ثورة برييرا في بيرنامبوكو، لم تصل إلى نهايتها إلا في نهاية أربعينيات القرن التاسع عشر، بعد سنوات من نهاية الوصاية على العرش، مع تتويج بيدرو الثاني المبكر في عام 1841.
تركز النقاش السياسي الداخلي على قضية العبودية في المرحلة الأخيرة من النظام الملكي. جرى التخلي عن تجارة الرقيق في المحيط الأطلسي في عام 1850، بعد سن قانون أبردين البريطاني، لكن العبودية استمرت لحين إلغائها بصورة رسمية في مايو 1888، بعد عملية طويلة من التعبئة الداخلية والنقاش من أجل التوصل إلى حل أخلاقي وقانوني ينهي الاسترقاق في البلاد.
تعاملت سياسات الشؤون الخارجية الملكية مع قضايا دول المخروط الجنوبي التي تشاركت البرازيل حدودًا معها. فازت البرازيل بثلاث حروب دولية خلال 58 عامًا من حكم بيدرو الثاني بعد فترة طويلة من حرب سيسبلاتين التي أدت إلى استقلال أوروغواي: حرب البلاتين، وحرب الأوروغواي، وحرب الباراغواي المدمرة، التي سخرت لها البرازيل أكبر مجهود حربي في تاريخها.
رغم عدم وجود أي رغبة لدى غالبية البرازيليين بتغيير شكل الحكومة في البلاد، أطاح انقلاب عسكري بالنظام الملكي في 15 نوفمبر 1889، عقب خلاف مع غالبية ضباط الجيش، ومع النخب الريفية والمالية (لأسباب مختلفة). يمثل 15 نوفمبر حاليًا عيد الجمهورية؛ عيد وطني في البرازيل.

### الجمهورية المبكرة

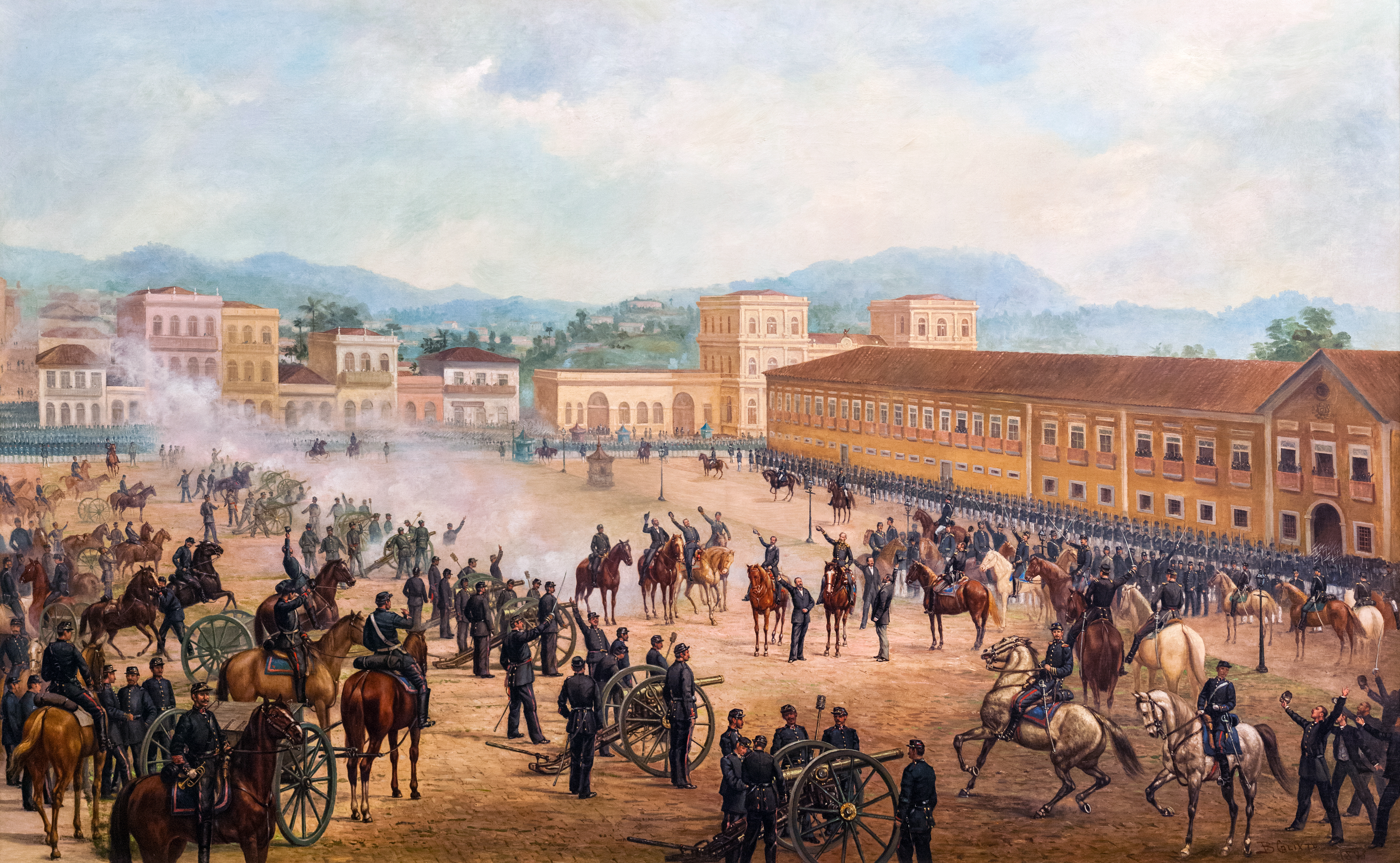
إعلان الجمهورية، 1893، لوحة زيت على قماش رسمها بينديتو كاليكستو.

لم تكن حكومة الجمهورية المبكرة أكثر من ديكتاتورية عسكرية، مع سيطرة الجيش على مختلف الشؤون في كل من ريو دي جانيرو والولايات الأخرى. اختفت حرية الصحافة وسيطر أصحاب السلطة على الانتخابات. لم يتسلم المدنيون السلطة حتى عام 1894، بعد أزمة اقتصادية وعسكرية، واستمرت سلطتهم هذه حتى أكتوبر 1930.
فيما يتعلق بسياستها الخارجية، حافظت الدولة في فترتها الجمهورية الأولى على توازن نسبي تميز بالنجاح في حل النزاعات الحدودية مع البلدان المجاورة، توازن لم يفسده سوى حرب أكري (1899-1902) وانخراط البرازيل في الحرب العالمية الأولى (1914-1918)، وما تلاها من محاولة فاشلة لممارسة دور بارز في عصبة الأمم؛ داخليًا، انطلاقًا من أزمة التوأمة (crisis of Encilhamento) وثورات الأرمادا، بدأت فترة طويلة من عدم الاستقرار المالي والسياسي والاجتماعي استمرت حتى عشرينيات القرن الماضي، ما أبقى البلاد تحت حصار ثورات مختلفة، مدنية وعسكرية.
شيئًا فشيئًا، أدت حلقة التقلبات العامة التي أثارتها هذه الأزمات إلى تقويض النظام، لحين قيام المرشح الرئاسي المعارض المهزوم جيتوليو فارغاس، بانقلاب ناجح عُرف باسم انقلاب أكتوبر 1930، بدعم من معظم الجيش، وذلك في أعقاب مقتل رفيقه في الانتخابات. افتُرض تولي فارغاس والجيش السلطة مؤقتًا، لكنهم عمدوا إلى إغلاق الكونغرس، وإلغاء الدستور، وحكموا بسلطات الطوارئ الاستثنائية واستبدلوا أنصارهم بحكام الولايات.
شهدت ثلاثينيات القرن الماضي ثلاث محاولات فاشلة لإزاحة فارغاس وأنصاره من السلطة؛ كان أولها الثورة الدستورية عام 1932، بقيادة الأوليغارشية من سكان ساو باولو، أما الثانية كانت انتفاضة شيوعية في نوفمبر 1935، والأخيرة ظهرت على يد الفاشيين المحليين الذين حاولوا تنفيذ انقلاب في مايو 1938. خلقت انتفاضة عام 1935 أزمة أمنية منح على إثرها الكونغرس المزيد من الصلاحيات إلى السلطة التنفيذية. أدى انقلاب عام 1937 إلى إلغاء انتخابات عام 1938، وإضفاء الطابع الرسمي على فارغاس الديكتاتور، وانطلاق عهد الدول الجديدة (Estado Novo)، الذي اتسم بوحشية الحكومة ورقابتها على الصحافة.
تميزت السياسة الخارجية خلال سنوات فارغاس بسوابقه، فضلًا عن فترة الحرب العالمية الثانية، إذ بقيت البرازيل حيادية حتى أغسطس 1942، عندما انضمت إلى صف الحلفاء، بعد تكبدها الخسائر بسبب انتقام ألمانيا النازية وإيطاليا الفاشية، في سياق نزاع استراتيجي حول جنوب المحيط الأطلسي. يُذكر أن البرازيل قد أرسلت قوة استكشافية للقتال في الحملة الإيطالية، إضافةً إلى مشاركتها في معركة الأطلسي.
مع انتصار الحلفاء في عام 1945 وانتهاء حقبة الأنظمة النازية الفاشية في أوروبا، أصبح موقف فارغاس غير مستقر وسرعان ما أُطيح به في انقلاب عسكري آخر، أدى إلى «استعادة» الديمقراطية على يد الجيش نفسه الذي أنهاها قبل 15 عامًا. انتحر فارغاس في أغسطس 1954 وسط أزمة سياسية، بعد عودته إلى السلطة من باب الانتخابات في عام 1950.

### الحقبة المعاصرة
تبع انتحار فارغاس عدة حكومات مؤقتة قصيرة الأمد. أصبح جوسيلينو كوبيتشيك رئيسًا للبلاد في عام 1956 وتبنى موقفًا تصالحيًا تجاه المعارضة السياسية التي سمحت له بالحكم دون أزمات كبيرة. نما الاقتصاد والقطاع الصناعي نموًا ملحوظًا، لكن أعظم إنجازاته كان بناء العاصمة الجديدة برازيليا، التي دُشنت في عام 1960.
استقال خليفة كوبيتشيك، جانيو كوادروس، في عام 1961 بعد أقل من عام من توليه منصبه، ليحل محله نائبه جواو جولارت، الذي أثار معارضة سياسية قوية ضده، لينتهي المطاف بإطاحته عبر انقلاب في أبريل 1964 أسفر عن تولي العسكر مقاليد الحكم.
كان من المقرر استمرار النظام الجديد فترة مؤقتة، لكنه انغلق على نفسه تدريجيًا وتحول إلى ديكتاتورية كاملة مع إصدار القانون المؤسسي الخامس في عام 1968. لم يقتصر قمع النظام على أولئك الذين انتهجوا تكتيكات حرب العصابات لمحاربته، بل وصل أيضًا إلى المعارضين المؤسسيين والفنانين والصحفيين وغيرهم من أعضاء المجتمع المدني داخل البلاد وخارجها من طريق «عملية كوندور» سيئة السمعة. رغم وحشيته واستبداده، باتت شعبية النظام في أوجها في أوائل السبعينيات بسبب الطفرة الاقتصادية المعروفة باسم «المعجزة الاقتصادية».
باتت سياسة الانفتاح أمرًا حتميًا مع الأضرار التي حملتها سنوات السلطة الديكتاتورية التي لم تضع حدًا للقمع، حتى بعد هزيمة الميليشيات اليسارية، إضافةً إلى الضغط الشعبي والعجز عن التعامل مع الأزمات الاقتصادية في تلك الفترة، سياسة تبناها النظام عبر جنرالاته إرنستو جيزل وغولبيري دو كوتو إي سيلفا. بدأت البرازيل بالعودة البطيئة إلى الديمقراطية مع سن قانون العفو في عام 1979، والتي تحققت بصورة أشمل خلال الثمانينيات.
عاد المدنيون إلى السلطة في عام 1985 عندما تولى جوسيه سارني الرئاسة، لكنه فقد شعبيته بسبب فشله في السيطرة على الأزمة الاقتصادية والتضخم المفرط الذي ورثه من النظام العسكري. تبع فشل حكومة سارني انتخاب المرشح المغمور حينها فيرناندو كولور في عام 1989، والذي عزله الكونغرس الوطني لاحقًا في عام 1992.
خلف كولور نائبه، إيتامار فرانكو، الذي عيّن فيرناندو أنريك كاردوسو وزيرًا للمالية. قدم كاردوسو في عام 1994 جملة إجراءات اقتصادية ناجحة جدًا تحت اسم بلانو ريال (Plano Real)، بعد عقود من الخطط الاقتصادية الفاشلة التي وضعتها الحكومات السابقة في محاولة للحد من التضخم المفرط، لينجح كاردوسو أخيرًا في تحقيق حالة استقرار في الاقتصاد البرازيلي. يُذكر أن كاردوسو فاز في انتخابات عام 1994، ومرة أخرى في انتخابات عام 1998.
مثّل الانتقال السلمي للسلطة من كاردوسو إلى زعيم المعارضة الأبرز، لويس إيناسيو لولا دا سيلفا (انتخب في عام 2002 وأعيد انتخابه في عام 2006)، دليلًا تحقيق البرازيل استقرارًا سياسيًا طال انتظاره. على أي حال، اندلعت احتجاجات سلمية في البرازيل منذ منتصف الولاية الأولى لديلما روسيف، التي خلفت لولا بعد فوزها في انتخابات عام 2010، ومرة أخرى في انتخابات 2014 بفارق ضئيل، وذلك بسبب السخط والإحباطات المتراكمة على مدى عقود من الفساد ووحشية الشرطة وضعف كفاءة المؤسسة السياسية والخدمات العامة.
عزل الكونغرس البرازيلي روسيف في عام 2016، في منتصف فترة ولايتها الثانية، وحل محلها نائبها ميشيل تامر، الذي تولى سلطات رئاسية كاملة بعد قبول عزل روسيف في 31 أغسطس. اندلعت احتجاجات كبيرة في الشارع لصالحها وأخرى ضدها في أثناء إجراءات العزل. تأججت التهم الموجهة إليها بتأثير أزمات سياسية واقتصادية إلى جانب كشف أدلة على تورط سياسيين (من جميع الأحزاب السياسية الرئيسية) في العديد من مخططات الرشوة والتهرب الضريبي.
طلبت المحكمة العليا في عام 2017 التحقيق مع 71 مشرعًا برازيليًا وتسعة وزراء في حكومة الرئيس ميشال تامر زُعم أنهم على صلة بفضيحة فساد بتروبراس. اتُهم الرئيس تامر نفسه بالفساد. وفقًا لاستطلاع من عام 2018، قال 62٪ من السكان إن الفساد أكبر مشكلة تواجه البرازيل.
انطلاقًا من تحقيقات عملية مغسل السيارات، عملت الشرطة الفيدرالية البرازيلية منذ ذلك الحين على معالجة فساد حزب العمال والأحزاب المتحالفة في ذلك الوقت. شهدت انتخابات 2018 تنافسًا شديدًا، إذ انتُخب المرشح المحافظ المثير للجدل جايير بولسونارو من الحزب الاشتراكي الليبرالي (بّي إس إل) رئيسًا للبلاد، بعد فوزه على فيرناندو حداد من حزب العمال (بّي تي) في الجولة الثانية، وحصوله على 55.13٪ من الأصوات الصحيحة.

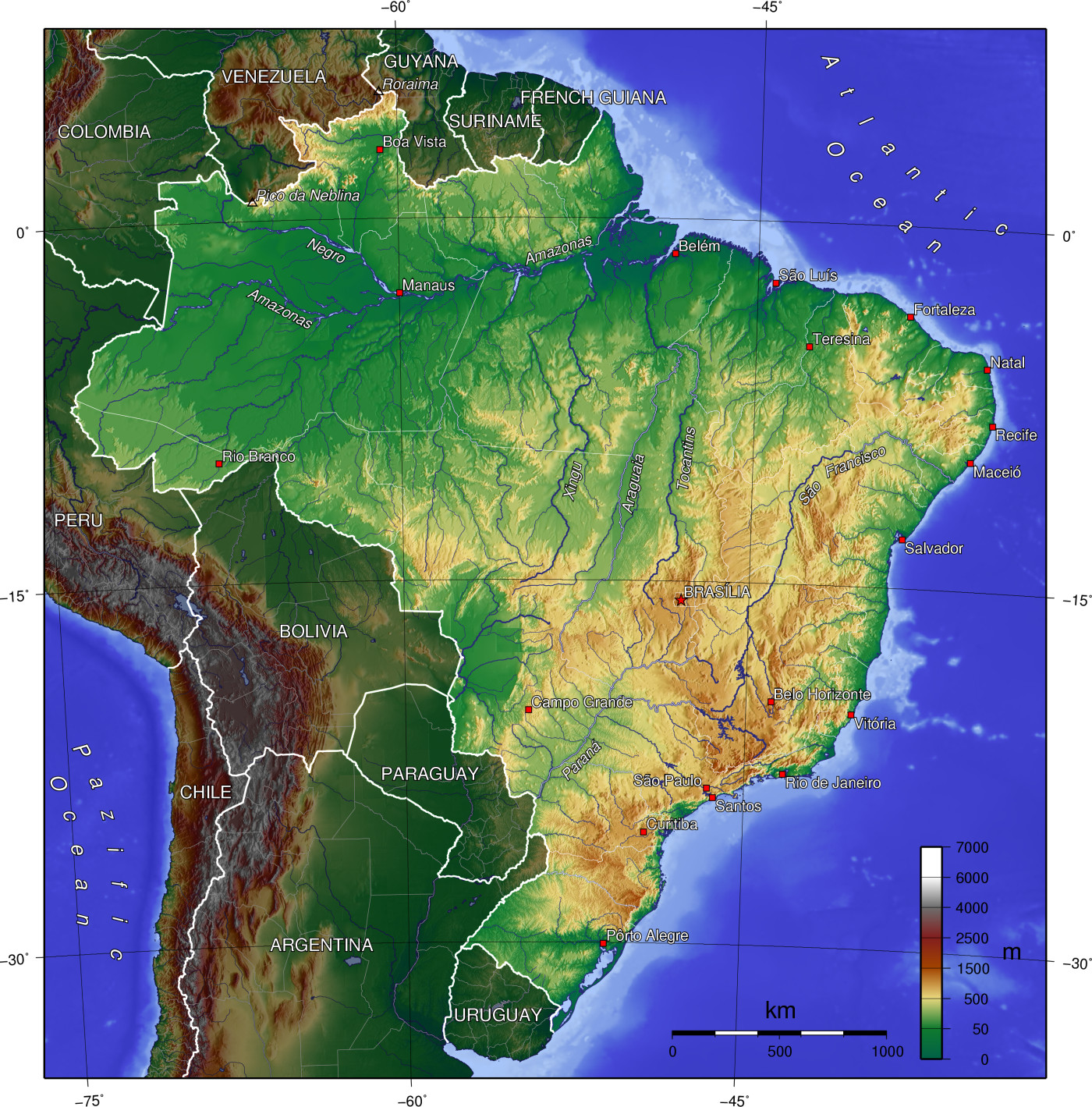
الخريطة الطبوغرافية للبرازيل.

## جغرافيًا
تشغل البرازيل مساحة كبيرة على طول الساحل الشرقي لأمريكا الجنوبية وتشمل الكثير من المناطق الداخلية للقارة، وتتقاسم الحدود البرية مع أوروغواي في الجنوب؛ الأرجنتين وباراغواي في الجنوب الغربي؛ بوليفيا وبيرو في الغرب؛ كولومبيا في الشمال الغربي؛ فنزويلا وغيانا وسورينام وفرنسا (منطقة ما وراء البحار الفرنسية في غويانا الفرنسية) في الشمال. تشترك البرازيل في الحدود مع دول أمريكا الجنوبية كلها باستثناء الإكوادور وتشيلي.
تضم البرازيل أيضًا عددًا من الأرخبيلات المحيطية، مثل فرناندو دي نورونيا، وروكاس أتول، وأرخبيل القديس بطرس والقديس بولس، وترينداد ومارتين فاز. تتميز البرازيل بالتنوع الجغرافي بسبب مساحتها وتضاريسها ومناخها ومواردها الطبيعية، وتقع بين خطي عرض 6 درجات شمالاً و34 درجة جنوباً وخطي طول 28 درجة و74 درجة غرباً، متضمنةً جزر المحيط الأطلسي.
إن البرازيل خامس أكبر دولة في العالم، وثالث أكبر دولة في الأمريكيتين، بمساحة إجمالية قدرها 8,515,767,049 كيلومترًا مربعًا (3,287,956 ميلًا مربعًا)، متضمنةً 55,455 كيلومترًا مربعًا (21,411 ميلًا مربعًا) من المياه. تمتد البرازيل على أربع مناطق زمنية؛ من ت ع م-05:00 التي تضم ولاية أكري والجزء الغربي من ولاية الأمازون، وصولًا إلى ت ع م-04:00 في الولايات الغربية، ثم إلى ت ع م-03:00 في الولايات الشرقية (التوقيت الوطني) وت ع م-02:00 في جزر المحيط الأطلسي.
تُعد البرازيل أطول دولة في العالم، إذ تمتد على مساحة 4395 كم (2731 ميل) من الشمال إلى الجنوب، والدولة الوحيدة في العالم التي يمر فيها خط الاستواء ومدار الجدي. تتنوع التضاريس البرازيلية أيضًا وتشمل التلال والجبال والسهول والمرتفعات والأراضي العشبية. تصل معظم التضاريس إلى ارتفاع يتراوح بين 200 متر (660 قدمًا) و800 متر (2600 قدم). تشغل منطقة المرتفعات الرئيسية معظم النصف الجنوبي من البلاد، بينما تتكون الأجزاء الشمالية الغربية من الهضبة من تضاريس عريضة متموجة تتخللها تلال منخفضة مستديرة.

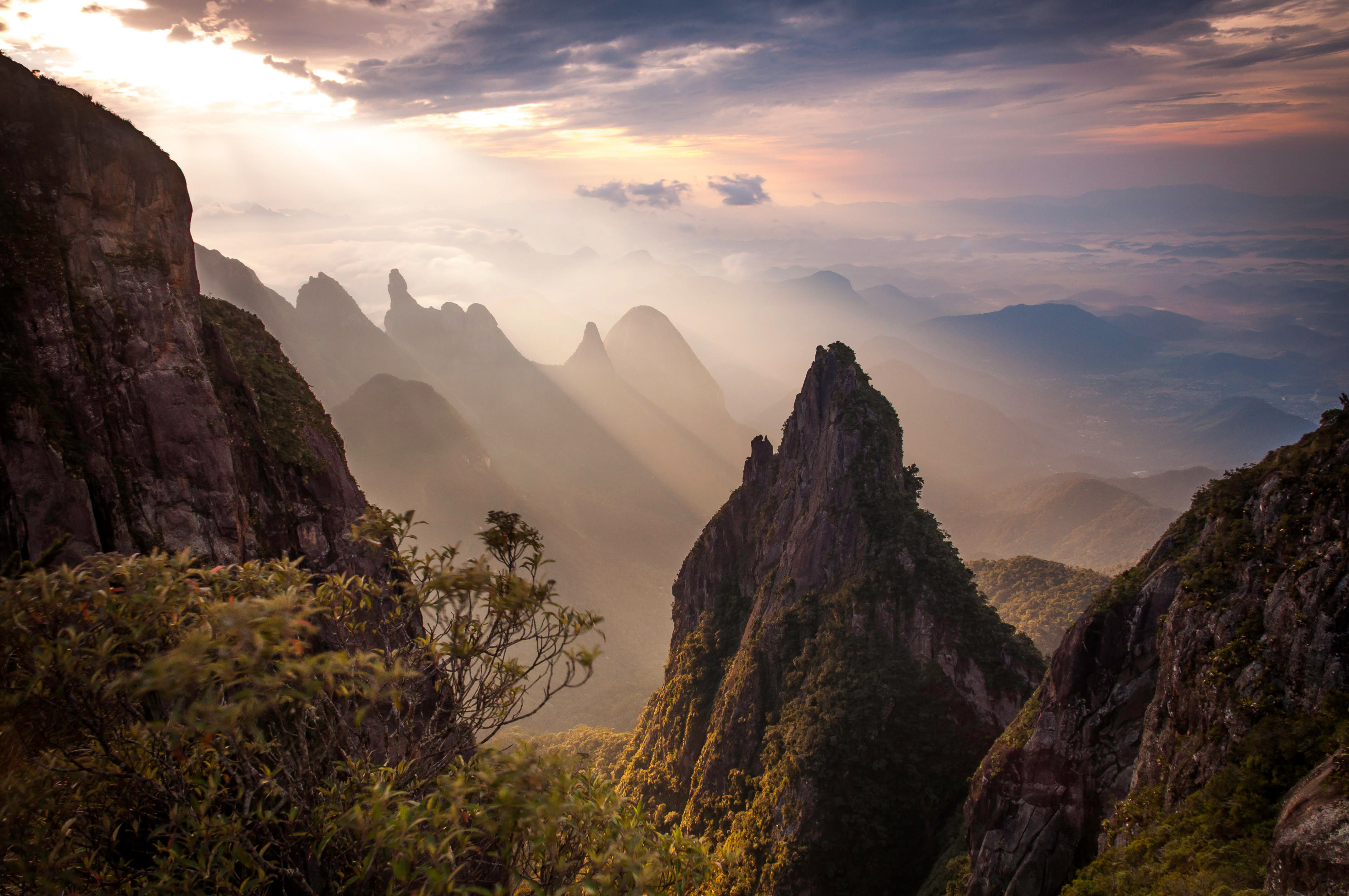
التكوينات الصخرية وقمة ديدو دي ديوس (إصبع الله) في الخلفية، منتزه سيرا دوس أورغاوس الوطني، ولاية ريو دي جانيرو.

إن القسم الجنوبي الشرقي أكثر وعورة، مع وجود كتلة معقدة من التلال والسلاسل الجبلية التي تصل إلى ارتفاعات تبلغ حتى 1200 متر (3900 قدم). تشمل هذه الارتفاعات المختلفة جبال مانتيكويرا وإسبنياسو وسيرا دو مار. عند الاتجاه نحو الشمال، تشكل مرتفعات غيانا حاجز صرف رئيسي يفصل الأنهار التي تتدفق جنوبًا إلى حوض الأمازون عن الأنهار التي تصب في شبكة أنهار أورينوكو في فنزويلا شمالًا. تُعد بيكو دا نبلينا أعلى نقطة في البرازيل على ارتفاع 2994 مترًا (9823 قدمًا)، بينما يمثل المحيط الأطلسي أدنى نقطة في البرازيل.
تمتلك البرازيل إحدى أكثر أنظمة الأنهار كثافةً وتعقيدًا واتساعًا في العالم، مع ثمانية أحواض تصريف رئيسية، تصب كلها في المحيط الأطلسي. تشمل الأنهار الرئيسية نهر الأمازون (ثاني أطول نهر في العالم والأكبر من حيث حجم المياه)، ونهر بارانا ورافده الرئيسي نهر إجوازو (الذي يضم شلالات إجوازو)، ونهر ريو نيغرو، ونهر ساو فرانسيسكو، ونهر شينجو، ونهر ماديرا، ونهر تاباجوس.

### المناخ

خريطة البرازيل مقسمةً حسب تصنيف كوبن للمناخ.

يضم مناخ البرازيل مجموعة واسعة من الظروف الجوية عبر مساحة شاسعة وتضاريس متنوعة، لكن معظم البلاد ذات مناخ استوائي. وفقًا لنظام كوبن، يشمل مناخ البرازيل ستة أنواع فرعية مناخية رئيسية: الصحراوي والاستوائي والمداري وشبه القاحل والمحيطي وشبه المداري. تترافق الظروف المناخية المختلفة مع بيئات متنوعة تتراوح من الغابات الاستوائية المطيرة في الشمال والصحاري شبه القاحلة في الشمال الشرقي إلى الغابات الصنوبرية المعتدلة في الجنوب والسافانا الاستوائية في وسط البرازيل. تتسم العديد من المناطق البرازيلية بمناخات أصغرية مختلفة عن بعضها اختلافًا جذريًا.
يسيطر المناخ الاستوائي على مساحات كبيرة من شمال البرازيل. لا يوجد موسم جفاف حقيقي، بل بعض الاختلافات في فترة السنة التي تسقط فيها معظم الأمطار. يبلغ متوسط درجات الحرارة 25 درجة مئوية (77 درجة فهرنهايت)، مع اختلاف كبير في درجات الحرارة بين الليل والنهار مقارنة باختلافها بين الفصول.
يُعد هطول الأمطار في وسط البرازيل موسميًا بصورة أكبر، سمة تميز مناخ السافانا. إن وسط البرازيل واسع مثل حوض الأمازون، لكن مناخه مختلف تمامًا، إذ يقع في أقصى الجنوب على ارتفاع أعلى. يكون هطول الأمطار الموسمية أكثر حدة في المناطق الشمالية الشرقية الداخلية.
تستقبل المنطقة المناخية شبه القاحلة عمومًا أقل من 800 ملم (31.5 بوصة) من الأمطار، يسقط معظمها في 3-5 أشهر من العام، وأحيانًا أقل من ذلك، ما يسهم في استمرار الجفاف فترات طويلة. تسبب الجفاف العظيم (Grande Seca) في البرازيل بوفاة ما يقارب نصف مليون شخص بين عامي 1877 و1878، ويُعد الأسوأ من نوعه في تاريخ البرازيل. يُذكر أن جفافًا مدمرًا مماثلًا قد حدث في عام 1915.
يتغير توزيع هطول الأمطار في جنوب باهيا، بالقرب من السواحل، ومعظم جنوب ولاية ساو باولو، مع استمرار تساقط الأمطار على مدار العام. يتمتع الجنوب بظروف شبه استوائية، مع فصول شتاء باردة ومتوسط درجات حرارة سنوية لا يتجاوز 18 درجة مئوية (64.4 درجة فهرنهايت)؛ يمكن رصد الصقيع الشتوي وتساقط الثلوج في المناطق الأعلى.

### التنوع البيولوجي والبيئة
تتمتع الأراضي البرازيلية الكبيرة بأنظمة بيئية مختلفة، مثل غابات الأمازون المطيرة، التي اعتُرف بها على أنها أكبر مصدر للتنوع البيولوجي في العالم، مع غابة الأطلسي وسافانا السيرادو، التي تعزز جميعها مكانة البرازيل كصاحبة التنوع البيولوجي الأشمل. في الجنوب، تنمو غابات أروكاريا الصنوبرية في ظروف معتدلة. تعكس الحياة البرية الغنية في البرازيل تنوع الموائل الطبيعية؛ يقدر العلماء العدد الإجمالي للأنواع النباتية والحيوانية في البرازيل بما يقارب أربعة ملايين نوع، معظمها من اللافقاريات.
تشمل الثدييات الأكبر حجمًا الحيوانات آكلة اللحوم، مثل أسد الجبال واليغور والأصلوت وكلاب الآجام النادرة والثعالب، وآكلات العشب مثل الخنازير البيكارية، وحيوانات التابير، وآكلات النمل، والكسلانيات، وحيوانات الأبسوم، وحيوانات المدرع. توجد الغزلان بكثرة في الجنوب، بينما تنتشر أنواع عديدة من قرود العالم الجديد في الغابات المطيرة الشمالية. تزايد الاهتمام بالبيئة استجابة للاهتمام العالمي بالقضايا البيئية. يعد حوض الأمازون في البرازيل موطنًا لمجموعة متنوعة من الأسماك، مثل أسماك البيرانا ذات البطون الحمراء.
بحلول عام 2013، كان «الانخفاض الدراماتيكي في معدل إزالة الغابات في حوض الأمازون، مدفوعًا بالسياسات المنتهجة» في البرازيل «استثناءً عالميًا من ناحية تغير الغابات»، وفقًا لدورية ساينس العلمية. شهدت البرازيل «أكبر انخفاض في الخسارة السنوية للغابات» بين عامي 2003 و2011، مقارنة بجميع البلدان الأخرى في العالم، حسبما أفادت الدراسة التي استخدمت خرائط الأقمار الصناعية عالية الدقة لإظهار تغيرات الغطاء الحرجي العالمي. انخفضت الخسارة السنوية للغطاء الحرجي من أعلى مستوى قياسي مسجل في 2003/2004 أكثر من 40,000 كيلومتر مربع (4000 × 103 هكتار؛ 9.9 × 106 فدان؛ 15000 ميل مربع) لتصل إلى أدنى مستوى مسجل في 2010/2011 بواقع أقل من 20,000 كيلومتر مربع (2000 × 103 هكتار؛ 4.9 × 106 فدان؛ 7700 ميل مربع)، ما عكس تأثير إزالة الغابات واسع النطاق والذي استمر منذ سبعينيات القرن الماضي حتى عام 2003.

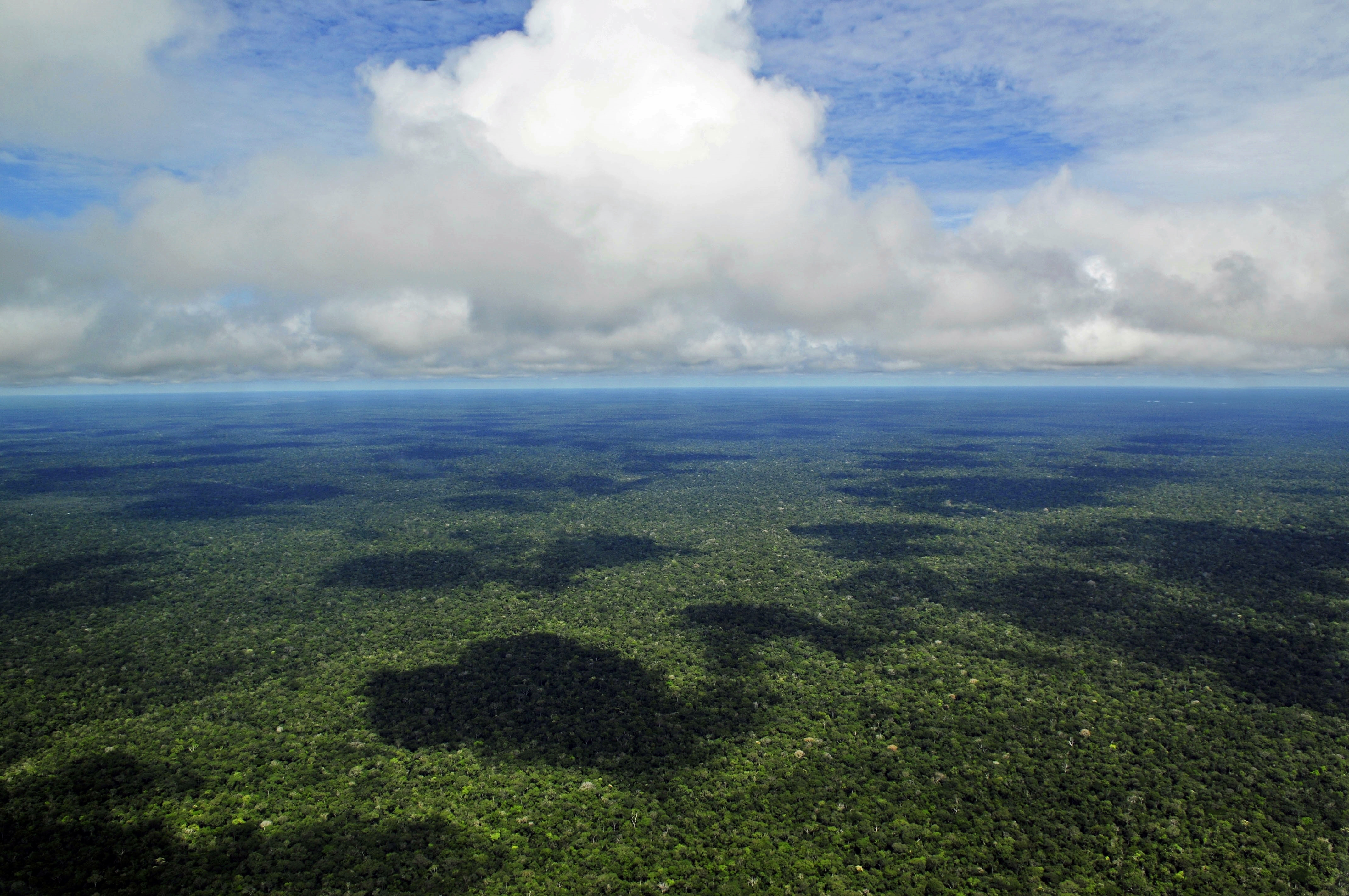
غابات الأمازون المطيرة، أكثر الغابات المطيرة تنوعًا حيويًا في العالم.

على أي حال، زاد معدل إزالة الغابات في غابات الأمازون المطيرة بشكل حاد مع تولي حكومة بولسونارو السلطة في عام 2019، زيادة تهدد بالوصول إلى نقطة حرجة ستنهار بعدها الغابة، ما سيحمل عواقب وخيمة على العالم (انظر نقاط التحول في النظام المناخي) وربما سيعقد اتفاقية التجارة مع الاتحاد الأوروبي.
وفقًا لمقالة نشرتها منظمة غرين بيس عام 2008، فإن التراث الطبيعي للبرازيل يواجه تهديدات كبيرة تتمثل في تربية الماشية والزراعة وقطع الأشجار والتعدين وإعادة التوطين واستخراج النفط والغاز والصيد الجائر وتجارة أنواع الحياة البرية وبناء السدود والبنى التحتية وتلوث المياه وتغير المناخ والحرائق، والأنواع الدخيلة. يهدد تطور البشرية البيئة الطبيعية في العديد من مناطق البلاد، إذ أدى بناء الطرق السريعة إلى فتح مناطق نائية سابقًا للزراعة والاستيطان؛ أغرقت السدود الوديان وغمرت موائل الحياة البرية؛ شوهت الألغام المناظر الطبيعية ولوثتها. يقال إن خطط السلطات تشمل بناء ما لا يقل عن 70 سدًا في منطقة الأمازون، بما فيها سد بيلو مونتي الكهرمائي المثير للجدل. حظرت ولايتا بارانا وسانتا كاتارينا عمليات التصديع المائي في صيف 2019، قرار يتوقع كثيرون أن يحمل آثارًا إيجابية على المناخ وجودة المياه، لأن احتياطيات الغاز الصخري والنفط الصخري في ولاية بارانا هي الأكبر في نصف الكرة الجنوبي.
تعهدت حكومة البرازيل في عام 2020 بخفض انبعاثاتها السنوية من الغازات الدفيئة بنسبة 43٪ بحلول عام 2030، وحددت الوصول إلى الحياد الكربوني بحلول عام 2060 بمثابة هدف إرشادي إذا حصلت البلاد على 10 مليارات دولار سنويًا.

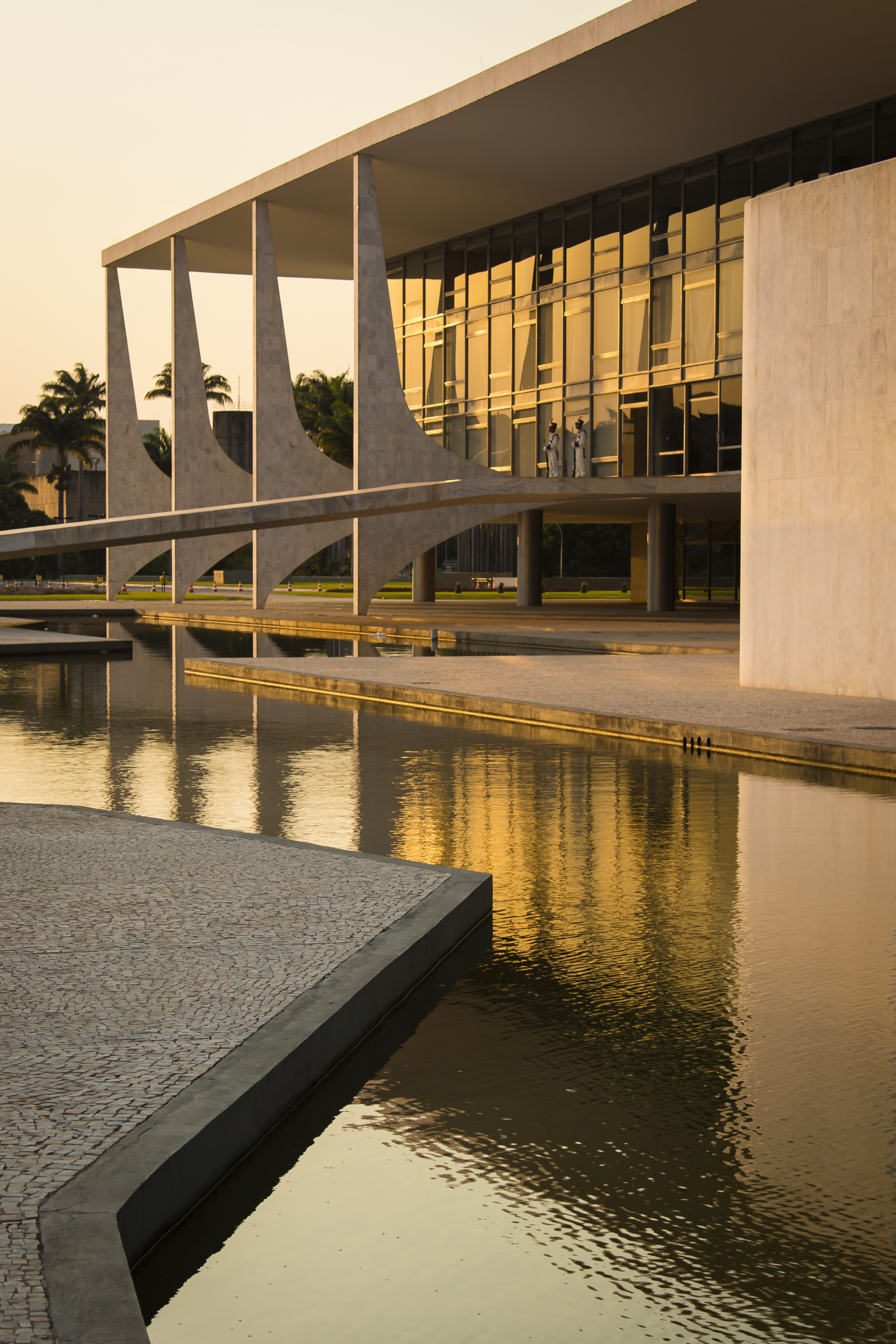
قصر الهضبة (Palácio do Planalto)، مكان العمل الرسمي لرئيس البرازيل.

## الحكومة والسياسة
يتألف شكل الحكم في البلاد من جمهورية اتحادية ديمقراطية ذات نظام رئاسي؛ يكون الرئيس فيها رأس الدولة ورئيس الحكومة في الاتحاد ويُنتخب مدة أربع سنوات، مع إمكانية إعادة انتخابه لولاية ثانية على التوالي. يشغل لويس إيناسيو لولا دا سيلفا منصب الرئيس الحالي للبلاد. حل الرئيس السابق ميشال تامر محل ديلما روسيف بعد عزلها. يعين الرئيس وزراء الدولة الذين يساعدون على الحكم. توفر المجالس التشريعية في كل كيان سياسي المصدر الرئيسي للقانون في البرازيل. يُعد الكونغرس الوطني المجلس التشريعي الاتحادي ويتألف من مجلسين: مجلس النواب ومجلس الشيوخ الاتحادي. تمارس السلطات القضائية واجبات الولاية القضائية على وجه الحصر تقريبًا. يُذكر أن مؤشر الديمقراطية لعام 2010 قد صنف البرازيل بمثابة دولة ديمقراطية.
يتألف التنظيم السياسي-الإداري لجمهورية البرازيل الاتحادية من الاتحاد والولايات والمقاطعة الاتحادية والبلديات، التي تشكل جميعها «قطاعات الحكم». يقوم الاتحاد على خمسة مبادئ أساسية: السيادة، والمواطنة، وكرامة الإنسان، والقيم الاجتماعية للعمل وحرية العمل، والتعددية السياسية. ينص الدستور رسميًا على الفروع الثلاثة الكلاسيكية للحكومة (التنفيذية والتشريعية والقضائية بموجب نظام الضوابط والتوازنات). يجري تنظيم عمل السلطتين التنفيذية والتشريعية بصورة مستقلة في فروع الحكومة الثلاثة جميعها، بينما تُنظم السلطة القضائية فقط ضمن قطاعات الاتحاد والولايات والمقاطعة الاتحادية.
يُنتخب أعضاء السلطتين التنفيذية والتشريعية جميعهم مباشرةً، بينما يُعيّن القضاة وغيرهم من المسؤولين القضائيين بعد اجتياز امتحانات القبول. على امتداد معظم تاريخها الديمقراطي، تبنت البرازيل نظامًا متعدد الأحزاب، مع مبدأ التمثيل النسبي. يُعد التصويت إجباريًا للمتعلمين الذين تتراوح أعمارهم بين 18 و70 عامًا واختياريًا للأميين وأولئك الذين تتراوح أعمارهم بين 16 و18 عامًا أو أكبر من 70 عامًا.

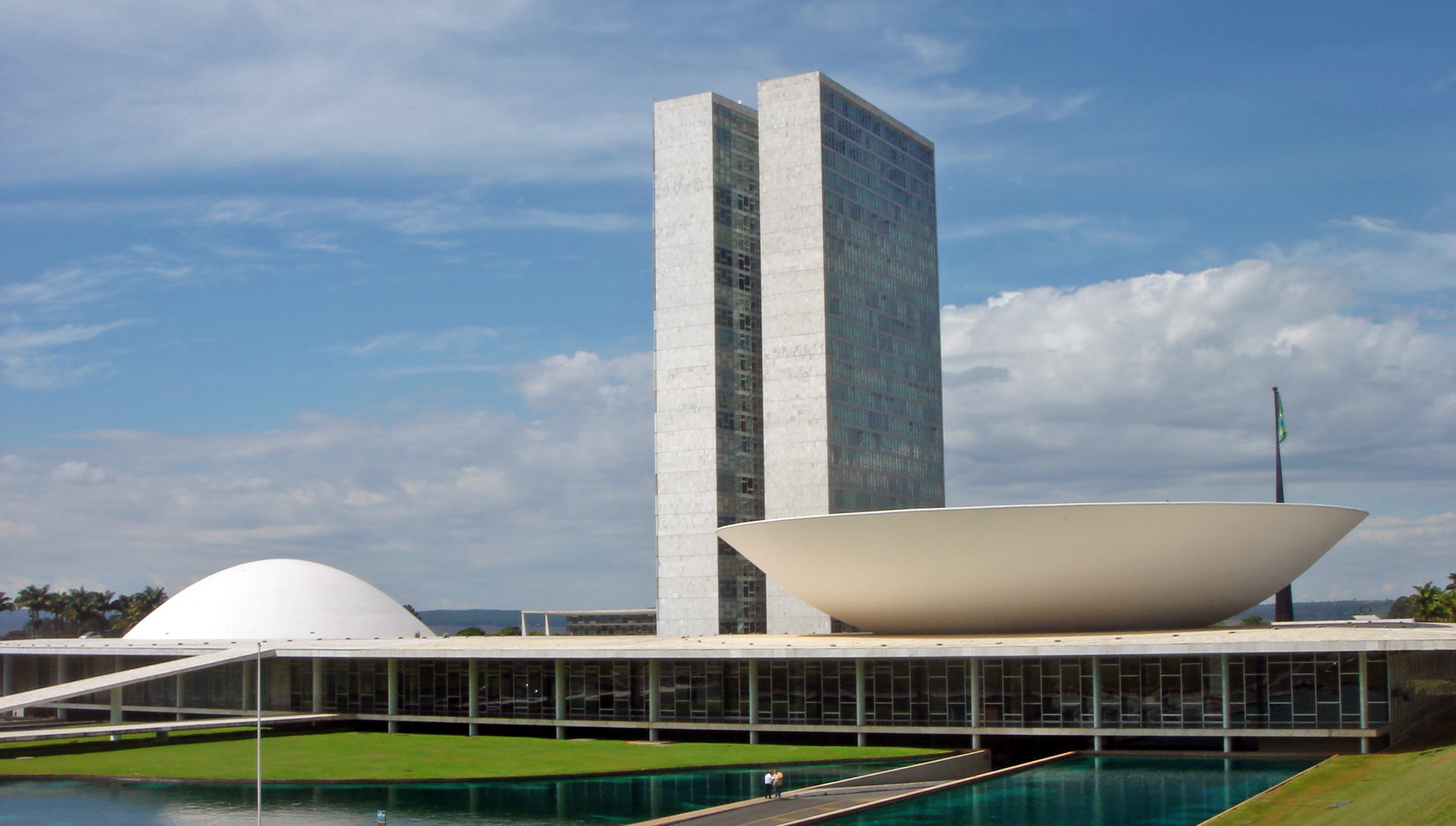
الكونغرس الوطني البرازيلي، مقر السلطة التشريعية.

تبرز في البرازيل أربعة أحزاب سياسية: حزب العمال (بّي تي)، والحزب الديمقراطي الاشتراكي البرازيلي (يّي إس دي بي)، والحركة الديمقراطية البرازيلية (إم دي بي) والحزب الديمقراطي (دي إي إم)، إضافةً إلى العديد من الأحزاب الصغيرة. يوجد خمسة عشر حزبًا سياسيًا في الكونغرس. يشيع تغيير السياسيين ميولهم الحزبية، وعليه تتغير نسبة مقاعد الكونغرس التي تشغلها أحزاب معينة بانتظام. تمارس السلطات والهيئات التابعة للسلطة التنفيذية جميع الوظائف الحكومية والإدارية تقريبًا.
يوجد في البرازيل أكثر من 40 حزبًا سياسيًا نشطًا؛ يُعرّف واحد منهم فقط نفسه على أنه حزب يميني: الحزب الاشتراكي الليبرالي (بّي إس إل)، ما يوحي بوجود خلل سياسي واضح. تضم البلاد العديد من الأحزاب اليسارية المتطرفة مثل حزب الاشتراكية والحرية (بّي إس أو إل) وحزب قضية العمال (بّي سي أو) وحزب العمال الاشتراكي المتحد (بّي إس تي يو) والحزب الشيوعي البرازيلي (بّي سي بي) والحزب الشيوعي في البرازيل (بّي سي دو بي)، إضافةً إلى عدد من الأحزاب اليسارية مثل حزب العمال (بّي تي) والحزب الاشتراكي البرازيلي (بّي إس بي) وحزب العمل الديمقراطي (بّي دي تي) وحزب الخضر (بّي في) وحزب شبكة الاستدامة (ريدي) وحزب التضامن، وأحزاب أخرى تتبع الوسط اليساري مثل الحزب الديمقراطي الاشتراكي البرازيلي (بّي إس دي بي) والحزب الديمقراطي (دي إي إم) وحزب التعبئة الوطنية (بّي إم إن) والحزب الاشتراكي الشعبي. أعلنت عشرة أحزاب عن نفسها بصفتها أحزاب الوسط: الحركة الديمقراطية البرازيلية (إم دي بي) والحزب الليبرالي (بّي إل) والحزب الاشتراكي الديمقراطي (بّي إس دي) وحزب العمال المسيحي (بّي تي سي) والحزب الديمقراطي المسيحي (دي سي) والحزب الجمهوري للنظام الاجتماعي (بّي آر أو إس) وحزب أفانتي وحزب باتريوتا وحزب بوديموس، وحزب المرأة البرازيلية (بّي إم بي). تصنف خمسة أحزاب نفسها على أنها من أحزاب الوسط اليميني: حزب العمل البرازيلي (بّي تي بي)، والحزب التقدمي، والحزب الاشتراكي المسيحي (بّي إس سي)، وحزب التجديد العمالي البرازيلي (بّي آر تي بي)، والحزب الجمهوري البرازيلي. يُعد حزب نوفو (الحزب الجديد) الحزب الوحيد الذي يدعي أنه ليبرالي بحت، دون أي اعتبارات أخرى. تميل الأحزاب البرازيلية عند سؤالها عن طيفها الأيديولوجي إلى إعطاء إجابات غير واضحة وغير قاطعة حول هذا الموضوع.

### القانون

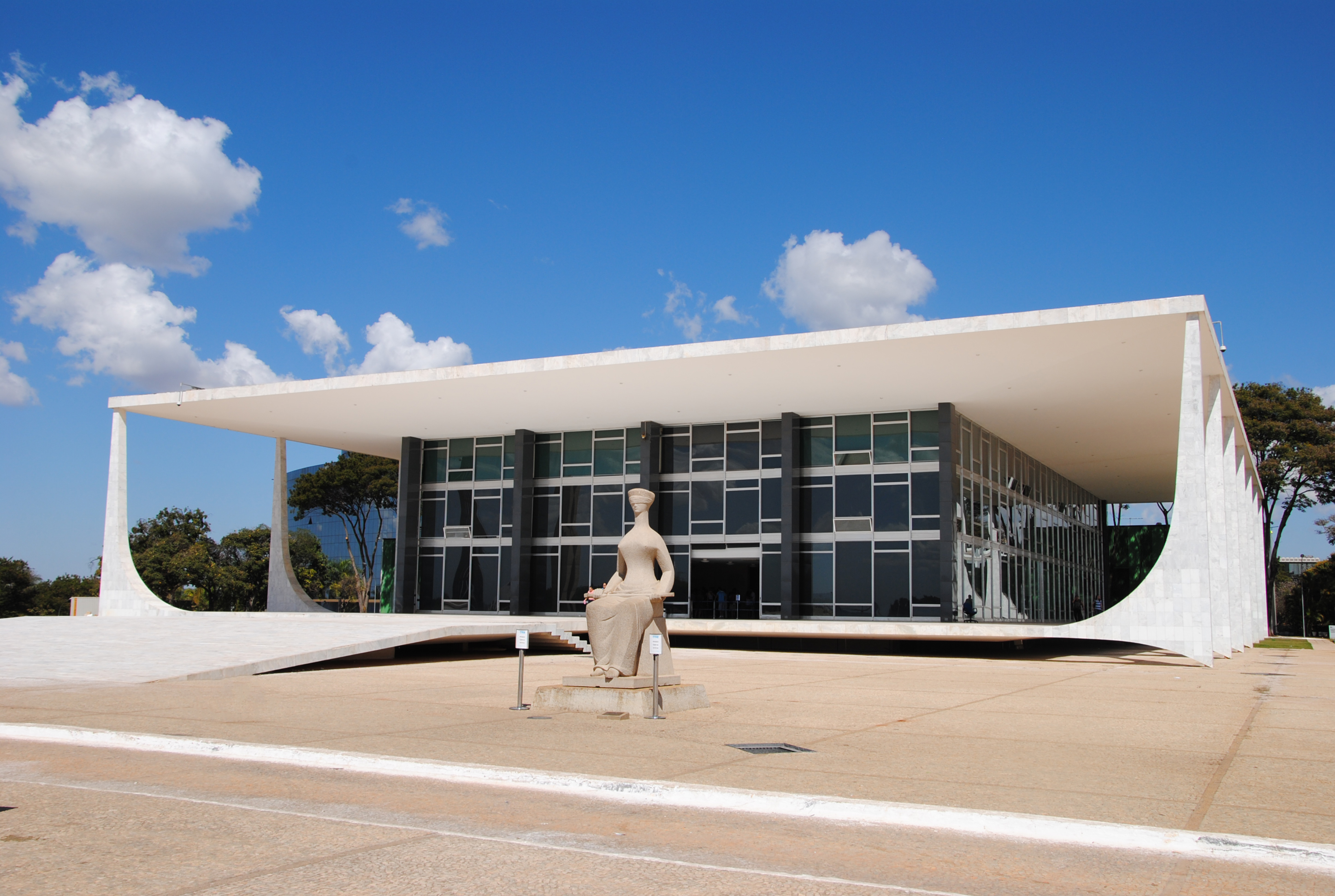
تعمل المحكمة الفيدرالية العليا في البرازيل بصفتها محكمة البلاد الدستورية في المقام الأول.

يستند القانون البرازيلي إلى النظام القانوني الخاص بالقانون المدني، وتغلب مفاهيم القانون المدني على ممارسة القانون العام. إن معظم القانون البرازيلي مقنن، مع أن القوانين غير المقننة تمثل أيضًا جزءًا كبيرًا، وتلعب دورًا تكميليًا. تحدد قرارات المحكمة مبادئ توجيهية وتفسيرية؛ لكن نادرًا ما تكون ملزمة في حالات محددة أخرى. تملك الأعمال الفقهية وأعمال الحقوقيين الأكاديميين تأثيرًا قويًا في إنشاء القانون ومعالجة القضايا القانونية.
يستند النظام القانوني إلى الدستور الاتحادي الصادر في 5 أكتوبر 1988، والقانون الأساسي للبرازيل. يجب أن تتوافق جميع التشريعات الأخرى وقرارات المحاكم مع قواعده. أُجري 53 تعديلًا حتى تاريخ أبريل 2007. تتبع الولايات دساتيرها الخاصة، التي يجب ألا تتعارض مع الدستور الاتحادي، بينما تملك البلديات والمقاطعة الاتحادية «قوانين أساسية» (leis orgânicas)، تُطبق بطريقة مشابهة للدساتير. تمثل الكيانات التشريعية المصدر الرئيسي للقوانين، مع أن الهيئات القضائية والتنفيذية قد تسن الضوابط القانونية في بعض الحالات. تُدار الولاية القضائية عبر الكيانات القضائية، مع أن حالات نادرة يسمح فيها الدستور الفيدرالي لمجلس الشيوخ الاتحادي بإصدار الأحكام القانونية. توجد أيضًا محاكم عسكرية وعمالية وانتخابية متخصصة. إن المحكمة الفيدرالية العليا أعلى محكمة في البلاد.
انتُقد هذا النظام على مدى العقود القليلة الماضية بسبب بطء وتيرة اتخاذ القرار؛ قد يستغرق البت في دعاوى الاستئناف سنوات عدة، وفي بعض الحالات ينقضي أكثر من عقد قبل صدور الأحكام النهائية. على أي حال، فإن المحكمة الفيدرالية العليا كانت أول محكمة في العالم تبث جلساتها على التلفزيون، وأيضًا عبر اليوتيوب. تستخدم المحكمة العليا موقع تويتر منذ ديسمبر 2009 لعرض عناصر مختلفة على المخطط اليومي الخاص بالوزراء، لإعلان الإجراءات اليومية للمحكمة وأهم القرارات التي اتخذتها.

### الجيش
تحتل القوات المسلحة البرازيلية المرتبة الأولى بين دول أمريكا اللاتينية من ناحية عدد الأفراد العاملين وحجم العتاد العسكري، وتشمل: الجيش البرازيلي (متضمنًا قيادة طيران الجيش) والبحرية البرازيلية (متضمنةً سلاح مشاة البحرية والطيران البحري) والقوات الجوية البرازيلية. إن سياسة التجنيد في البرازيل تجعلها إحدى أكبر القوات العسكرية في العالم، مع أكثر من 1.6 مليون احتياطي سنويًا.
يبلغ عدد أفراد القوات المسلحة ما يقارب 236,000 فرد، ويمتلك الجيش البرازيلي أكبر عدد من المركبات المدرعة في أمريكا الجنوبية، متضمنة الناقلات المدرعة والدبابات. تتميز أيضًا القوات البرازيلية في أمريكا اللاتينية بوجود مجموعة ضخمة من قوات النخبة المتخصصة في تنفيذ المهمات غير التقليدية، مثل قيادة العمليات الخاصة البرازيلية وقوة العمل الاستراتيجي السريع متعددة الاختصاصات، والمؤلفة من لواء عمليات خاصة سريع التعبئة، ولواء المشاة المظلي، وكتيبة مشاة الغابة الأولى (جويّة التنقل) ولواء المشاة الخفيف رقم 12 (جوي التنقل)، وتُعد جميعها قادرة على العمل في أي مكان في البلاد خلال وقت قصير لمواجهة العدوان الخارجي، أما الشرطة العسكرية التابعة للولايات وفيلق رجال الإطفاء العسكري تتبع للجيش بموجب الدستور، لكنها تخضع لسيطرة حكام الولايات.
تملك البحرية البرازيلية، التي تعد ثاني أكبر بحرية في الأمريكيتين، بعض أقوى السفن الحربية في العالم مثل مدرعتين من طراز ميناس جيرايس، ما أشعل سباق التسلح بالمدرعات البحرية في أمريكا الجنوبية بين الأرجنتين والبرازيل وتشيلي. تمثل بحريتها اليوم إحدى قوى المياه الخضراء وتضم مجموعة من النخبة المتخصصة في استعادة السفن والمنشآت البحرية، مثل وحدة الغواصين القتالية الخاصة (GRUMEC)؛ وحدة مدربة خصيصًا لحماية منصات النفط البرازيلية على طول سواحلها. يُذكر أنها البحرية الوحيدة في أمريكا اللاتينية التي تملك حاملة طائرات بي إتش إم أتلانتكو، وأحد الأساطيل العشر التي تملك مثلها على مستوى العالم.
تُعد القوة الجوية البرازيلية الأكبر في أمريكا اللاتينية، مع ما يقارب 700 طائرة و67000 فرد في الخدمة.
لم تحاول أي دولة غزو البرازيل منذ عام 1865 حيث وقعت حرب الباراغواي، ولا تنخرط البرازيل بدورها في نزاعات إقليمية مع أي من جيرانها، ولا يوجد أي خصومات بينها وبين دول أخرى، مثل الخصومات بين تشيلي وبوليفيا. تدخل الجيش البرازيلي عسكريًا ثلاث مرات للإطاحة بالحكومة البرازيلية، ويشارك دائمًا في بعثات حفظ السلام التابعة للأمم المتحدة مثل بعثات هاييتي وتيمور الشرقية وجمهورية أفريقيا الوسطى. يُذكر أن البرازيل قد وقّعت على معاهدة الأمم المتحدة لحظر الأسلحة النووية.

### السياسة الخارجية
تستند العلاقات الدولية البرازيلية إلى المادة 4 من الدستور الاتحادي، التي تنص على مبادئ عدم التدخل وتقرير المصير والتعاون الدولي والتسوية السلمية للنزاعات، باعتبارها المبادئ التوجيهية لعلاقة البرازيل مع البلدان الأخرى والمنظمات متعددة الأطراف. يتمتع الرئيس وفقًا للدستور بالسلطة المطلقة على السياسة الخارجية، بينما يتولى الكونغرس مراجعة جميع الترشيحات الدبلوماسية والمعاهدات الدولية ودراستها، فضلاً عن التشريعات المتعلقة بالسياسة الخارجية البرازيلية.
إن السياسة الخارجية للبرازيل نتيجة ثانوية لمكانتها كقوة إقليمية في أمريكا اللاتينية، ودولة رائدة بين الدول النامية، وقوة عالمية ناشئة. استندت السياسة الخارجية البرازيلية عمومًا إلى مبادئ التعددية، والتسوية السلمية للنزاعات، وعدم التدخل في شؤون الدول الأخرى. إن البرازيل عضو مؤسس في مجموعة البلدان الناطقة باللغة البرتغالية (سي بّي إل بّي)، والمعروفة أيضًا باسم كومنولث اللوزوفون؛ منظمة دولية ورابطة سياسية للدول اللوزوفونية عبر أربع قارات، حيث اللغة البرتغالية لغة رسمية.
من الأدوات المتطورة باستمرار في السياسة الخارجية للبرازيل تقديم المساعدة بصفتها متبرعًا لصالح الدول النامية، ولا تستخدم البرازيل قوتها الاقتصادية المتزايدة فقط لتقديم المساعدة المالية، لكنها توفر أيضًا خبرات عالية المستوى، في سياق نهج دبلوماسي هادئ وغير عدواني لتحسين مستويات الحكم. يقدر إجمالي المساعدات البرازيلية بنحو مليار دولار سنويًا، إضافةً إلى إدارتها مهمة حفظ سلام في هايتي (350 مليون دولار) وإسهامات عينية تقدمها لبرنامج الغذاء العالمي (300 مليون دولار)، ومساعدات إنسانية وإسهامات مقدمة لوكالات التنمية متعددة الأطراف. تجعلها هذه المساعدات الضخمة في الصف نفسه مع دول كبرى أخرى مثل الصين والهند. وُصفت المساعدات البرازيلية ضمن بلدان الجنوب العالمي بأنها «نموذج عالمي مُنتَظر».

### إنفاذ القانون والجريمة

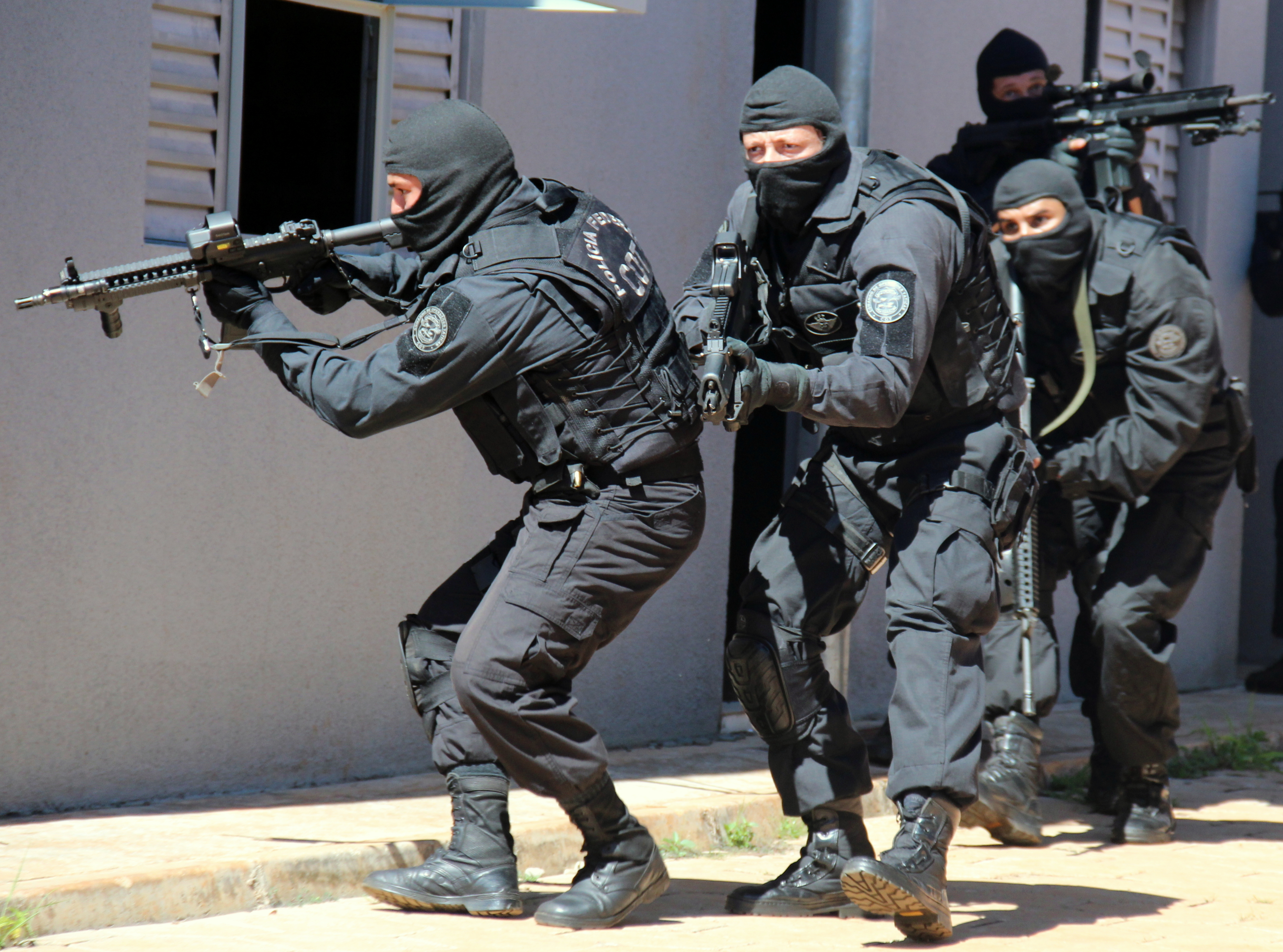
عملاء ميدانيون تابعون لقيادة العمليات التكتيكية في الشرطة الفيدرالية.

يحدد الدستور البرازيلي خمس وكالات شرطة مختلفة لإنفاذ القانون: الشرطة الفيدرالية، وشرطة الطرق السريعة الفيدرالية، وشرطة السكك الحديدية الفيدرالية، والشرطة العسكرية، والشرطة المدنية. تتبع الوكالات الثلاثة الأولى للسلطات الفيدرالية، بينما تتبع الوكالتان المتبقيتان حكومات الولايات. تقع مسؤولية جميع قوات الشرطة على عاتق السلطة التنفيذية الخاصة بالسلطات الفيدرالية أو بسلطات الولاية. تمتلك قوى الأمن العام الوطنية صلاحية التصرف في حالات الإخلال بالنظام العام في أي مكان في البلاد.
ما تزال معدلات جرائم العنف في البلاد أعلى من المتوسط، خاصة حوادث العنف المسلح والقتل. قدرت منظمة الصحة العالمية (دبليو إتش أو) في عام 2012 ما يعادل 32 جريمة قتل لكل 100,000 نسمة؛ إحدى أعلى معدلات جرائم القتل في العالم، مقارنةً بالمعدل المقبول حسب منظمة الصحة العالمية بواقع 10 جرائم قتل لكل 100,000 نسمة. سجلت البرازيل رقمًا قياسيًا بعدد جرائم القتل في عام 2018، إذ وصل عددها إلى 63,880 جريمة قتل. على أي حال، تختلف معدلات الجريمة بين الولايات البرازيلية؛ وصل معدل جرائم القتل في ساو باولو عام 2013 إلى 10.8 جريمة لكل 100,000 نسمة، في حين يرتفع هذا الرقم ليصل في ألاغواس إلى 64.7 حالة قتل لكل 100,000 نسمة.
يرتفع عدد المساجين في البرازيل أيضًا بصورة ملحوظة، إذ تضم ثالث أكبر عدد من السجناء في العالم (بعد الصين والولايات المتحدة)، مع عدد سجناء إجمالي يقدر بنحو 700,000 سجين في جميع أنحاء البلاد (يونيو 2014)، بزيادة قدرها 300٪ تقريبًا مقارنة بمؤشر عام 1992. أدى العدد الكبير من السجناء إلى زيادة العبء على نظام السجون البرازيلي، ومن ثم نقص مقدر بنحو 200,000 مكان للإقامة للسجناء.

### التقسيمات الإدارية
البرازيل اتحاد يتكون من 26 ولاية ومنطقة فيدرالية واحدة و5570 بلدية. تتمتع الولايات بإدارات مستقلة، إذ تجمع الضرائب الخاصة بها وتتلقى حصة من الضرائب التي تجمعها الحكومة الفيدرالية، ولكل ولاية حاكم وهيئة تشريعية من مجلس واحد، يُنتخبوا مباشرة من قبل ناخبيهم. تضم الولايات أيضًا محاكم مستقلة لتطبيق العدالة العامة. تتمتع الولايات بدرجة أقل من الاستقلالية عندما يتعلق الأمر بإنشاء قوانينها الخاصة مقارنة بالولايات المتحدة الأمريكية، فلا يمكن مثلًا التصويت على القوانين الجنائية والمدنية إلا ضمن الكونغرس الفيدرالي المكون من مجلسين فقط، في حين أن هذه القوانين موحدة في جميع أنحاء البلاد.
يمكن تصنيف الولايات والمقاطعة الفيدرالية في أقاليم: الشمالية، والشمالية الشرقية، والوسطى الغربية، والجنوبية الشرقية، والجنوبية؛ أقاليم جغرافية فقط وليست سياسية أو إدارية، ولا تضم أي شكل من أشكال الحكم. تفيد هذه الأقاليم التي حددها القانون للأغراض الإحصائية، ولتحديد توزيع الأموال الفيدرالية في مشاريع التنمية.
تتمتع البلديات، مثل الولايات، بإدارات مستقلة، وتجمع الضرائب الخاصة بها وتتلقى حصة من الضرائب التي يجمعها الاتحاد وحكومة الولاية، ولكل منها رئيس بلدية وهيئة تشريعية منتخبة، لكن دون وجود محكمة مستقلة، ويمكن للمحكمة القانونية التي تنظمها الولاية أن تشمل العديد من البلديات ضمن قسم إداري قضائي واحد يسمى كوماركا (مقاطعة).

## اقتصاديًا
تُعد البرازيل صاحبة أكبر اقتصاد وطني في أمريكا اللاتينية، وتاسع أكبر اقتصاد في العالم وثامن أكبر اقتصاد حسب تعادل القوة الشرائية (بّي بّي بّي) وفقًا لتقديرات عام 2018. يتميز اقتصاد البرازيل بتنوعه مع الموارد الطبيعية الوفيرة. دخلت البلاد في ركود مستمر عام 2014 وسط فضيحة فساد سياسي واحتجاجات على مستوى البلاد، بعد النمو السريع الذي حققته في العقود السابقة.
بلغ نصيب الفرد من الناتج المحلي الإجمالي 15.919 دولارًا أمريكيًا في عام 2017، ما جعل البرازيل في المرتبة 77 وفقًا لبيانات صندوق النقد الدولي. يصل عدد القوى العاملة في البرازيل إلى أكثر من 107 مليون عامل (المرتبة السادسة على مستوى العالم)، مع وجود قسم كبير منهم في قطاعات الزراعة والتعدين والصناعة والخدمات، بينما استقرت نسبة البطالة عند 6.2٪ (المرتبة 64 عالميًا).
عززت الدولة وجودها في أسواق المال والسلع الدولية، وهي إحدى دول البريكس الأربعة ذات الاقتصادات الناشئة. تستمر البرازيل بكونها أكبر منتج للبن في العالم منذ 150 عامًا، وتشكل مصدرًا رئيسيًا لفول الصويا وخام الحديد واللب (السليلوز) والذرة ولحم البقر ولحوم الدجاج ووجبات فول الصويا والسكر والقهوة والتبغ والقطن وعصير البرتقال والأحذية والطائرات والسيارات وقطع غيار المركبات والذهب والإيثانول، والحديد نصف المُصنّع، ومنتجات أخرى.
يشمل الاقتصاد البرازيلي المتنوع الزراعة والصناعة ومجموعة واسعة من الخدمات. شكلت الزراعة والقطاعات المرتبطة بها مثل التحريج وقطع الأشجار وصيد الأسماك 5.1٪ من الناتج المحلي الإجمالي في عام 2007، وتعد البرازيل المنتج الأكبر لعدد من السلع الزراعية، ولديها أيضًا جمعية تعاونية ضخمة توفر 50٪ من المواد الغذائية في البلاد. توجد أكبر جمعية تعاونية للرعاية الصحية في العالم، يونيميد، في البرازيل، وتمثل 32٪ من سوق التأمين الصحي في البلاد.
تعد البرازيل اليوم إحدى أكبر البلدان المنتجة للبروتينات الحيوانية في العالم؛ كانت أكبر مصدر للحوم الدجاج عالميًا عام 2019. على الصعيد العالمي أيضًا، كانت البرازيل ثاني أكبر منتج للحوم البقر، وثالث أكبر منتج للحليب، ورابع أكبر منتج للحم الخنزير، وسابع أكبر منتج للبيض.
تبرز البرازيل في قطاع التعدين من طريق استخراج خام الحديد (إذ تُعد ثاني أكبر مُصدِّر عالمي)، والنحاس، والذهب، والبوكسيت (إحدى أكبر 5 منتجين في العالم)، والمنغنيز (إحدى أكبر 5 منتجين في العالم)، والقصدير (إحدى أكبر المنتجين في العالم)، والنيوبيوم (يتركز فيها 98٪ من الاحتياطيات العالمية المعروفة) والنيكل. إضافة إلى ما سبق، تُعد البرازيل أكبر منتج في العالم لعدد من الأحجار الكريمة، مثل الجمشت والتوباز والعقيق، ومن أكبر المنتجين للتورمالين والزمرد والزبرجد والغارنيت.
شكلت الصناعة في البرازيل -من السيارات والصلب والبتروكيماويات إلى أجهزة الكمبيوتر والطائرات والسلع الاستهلاكية- 30.8٪ من الناتج المحلي الإجمالي. تتركز الصناعة بصورة كبيرة في مدن ساو باولو وريو دي جانيرو وكامبيناس وبورتو أليغري وبيلو هوريزونتي. أصبحت البرازيل رابع أكبر سوق للسيارات في العالم. تشمل منتجات التصدير الرئيسية الطائرات، والمعدات الكهربائية، والسيارات، والإيثانول، والمنسوجات، والأحذية، وخام الحديد، والصلب، والبن، وعصير البرتقال، وفول الصويا، ولحم البقر. تحتل البرازيل المرتبة 23 في جميع أنحاء العالم من ناحية قيمة الصادرات. بالانتقال إلى صناعة المواد الغذائية، أصبحت البرازيل في عام 2019 ثاني أكبر مصدر للأغذية المصنعة في العالم، وكانت ثاني أكبر منتج للب الورق في العالم والمنتج الثامن للورق في عام 2016. في صناعة الأحذية، احتلت البرازيل المرتبة الرابعة في قائمة الإنتاج العالمي في عام 2019، وكانت في العام ذاته المنتج الثامن للسيارات والمنتج التاسع للصلب في العالم. احتلت الصناعة الكيميائية البرازيلية المرتبة الثامنة في العالم في عام 2018. إن صناعة المنسوجات البرازيلية حاليًا قليلة الانخراط في التجارة العالمية، مع أنها كانت من بين أكبر 5 منتجين عالميين في عام 2013.
شكّل القطاع الثالث (التجارة والخدمات) 75.8٪ من الناتج المحلي الإجمالي للبلاد في عام 2018، وفقًا للمعهد البرازيلي للجغرافيا والإحصاء (آي بي جي إي). كان قطاع الخدمات مسؤولاً عن 60٪ من الناتج المحلي الإجمالي، بينما استقر إسهام القطاع التجاري عند 13٪. يغطي القطاع الثالث مجموعة واسعة من الأنشطة: التجارة، والإقامة، والمطاعم، والنقل، والاتصالات، والخدمات المالية، والأنشطة العقارية والخدمات المقدمة للشركات، وإدارة الشؤون العامة (تنظيف المدن، والصرف الصحي) وغيرها من الخدمات مثل التعليم، والخدمات الاجتماعية والصحية، والبحث والتطوير والأنشطة الرياضية وما إلى ذلك، لأنها تتكون من أنشطة مكملة لقطاعات أخرى. تمثل الشركات الصغيرة ومتناهية الصغر 30٪ من الناتج المحلي الإجمالي للبلاد، ففي القطاع التجاري مثلًا، تشكل هذه الشركات 53٪ من الناتج المحلي الإجمالي ضمن أنشطة القطاع.
ربطت البرازيل عملتها الريال بالدولار الأمريكي في عام 1994. على أي حال، غيّر البنك المركزي البرازيلي بعدها سياسته النقدية مؤقتًا، لتأخذ شكل نظام تعويم منظم خلال تعرض البرازيل لأزمة عملة نجمت عن مجموعة من الظروف المختلفة، مثل الأزمة المالية في شرق آسيا، والتخلف الروسي عن السداد في عام 1998 وما تلاه من أحداث سلبية، ليتحول لاحقًا نظام الصرف بشكل نهائي إلى التعويم الحر في يناير 1999.
تلقت البرازيل حزمة إنقاذ من صندوق النقد الدولي في منتصف عام 2002 بلغت 30.4 مليار دولار، مبلغ قياسي في ذلك الوقت. سدد البنك المركزي البرازيلي قرض صندوق النقد الدولي في عام 2005، مع أن سداده لم يكن مقررًا حتى عام 2006. من القضايا التي عالجها البنك المركزي البرازيلي مؤخرًا هي زيادة تدفقات رأس المال المضاربة قصيرة الأجل إلى البلاد، والتي ربما تكون قد أسهمت بانخفاض قيمة الدولار الأمريكي مقابل الريال خلال تلك الفترة. على أي حال، قُدّر الاستثمار الأجنبي المباشر (إف دي آي)، المتعلق باستثمار الإنتاج على المدى الطويل مع مضاربة أقل، بمبلغ 193.8 مليار دولار عام 2007. تلعب مراقبة التضخم والسيطرة عليه حاليًا دورًا رئيسيًا في وظيفة البنك المركزي المتمثلة في تحديد أسعار الفائدة قصيرة الأجل كإجراء للسياسة النقدية.
كلّف الفساد البرازيل ما يقرب من 41 مليار دولار سنويًا في عام 2010، إضافةً إلى اتفاق 69.9٪ من شركات البلاد على أنه العائق الرئيسي الذي يحول دون دخولها السوق العالمية بنجاح. بات انتشار الفساد في الحكومات المحلية أمرًا عاديًا لا يرى فيه الناخبون مشكلة إلا عند تجاوزه حدًا معينًا أو كشفه عبر وسائل الإعلام المحلية مثل المحطات الإذاعية التي تعلن عن نتائج تهم الفساد. تعزز مبادرات كشف الفساد الوعي الذي تنوه به منظمة الشفافية الدولية عبر مؤشر مدركات الفساد؛ حلت البرازيل في المرتبة 69 من أصل 178 دولة في عام 2012. تضعف القوة الشرائية في البرازيل بسبب ما يسمى تكلفة البرازيل.

### الطاقة
تُعد البرازيل عاشر أكبر مستهلك للطاقة في العالم، إذ تأتي معظم طاقتها من مصادر متجددة، ولا سيما الطاقة الكهرومائية والإيثانول؛ يمثل سد إيتايبو أكبر مصنع مولد للطاقة الكهرومائية في العالم، وتملك البرازيل مصانع كبيرة أخرى مثل بيلو مونتي وتوكوروي. تم إنتاج أول سيارة بمحرك يعمل بالإيثانول في عام 1978 وأول محرك طائرة يعمل بالإيثانول في عام 2005.
وصل إجمالي الطاقة الكهربائية التي ولدتها البرازيل في عام 2019 إلى 170 ألف ميغاواط من السعة المركبة، مع توليد أكثر من 75٪ منها من مصادر متجددة (أغلبها من محطات الطاقة الكهرومائية). امتلكت البرازيل في عام 2019 مئتين وسبع عشرة محطة لتوليد الطاقة الكهرومائية في الخدمة، بسعة مركبة بلغت 98,581 ميغاواط، أي 60.16٪ من إجمالي الطاقة المولدة في البلاد. تُعد البرازيل من أكبر 5 منتجين للطاقة الكهرومائية في العالم (المرتبة الثانية في عام 2017).
وفقًا لإدارة شبكة الكهرباء الوطنية (أو إن إس)، بلغ إجمالي السعة المركبة لطاقة الرياح 16.3 غيغاواط بحلول سبتمبر 2020، بمتوسط معامل حمل 58٪. في حين أن متوسط معامل حمل إنتاج الرياح في العالم 24.7٪، توجد مناطق في شمال البرازيل، خاصة في ولاية باهيا، حيث يصل متوسط معامل الحمل في بعض مزارع الرياح إلى أكثر من 60٪؛ يصل متوسط معامل الحمل في المنطقة الشمالية الشرقية إلى 45٪ في الساحل و49٪ في الداخل.
مثلت طاقة الرياح 9٪ من الطاقة المولدة في البلاد عام 2019، عام قُدرت فيه قدرة البلاد على توليد طاقة رياح تصل إلى 522 غيغاواط (فقط على اليابسة)؛ أي ما يكفي من الطاقة لتلبية ثلاثة أضعاف حاجة البلاد. تعد البرازيل من أكبر 10 منتجين لطاقة الرياح في العالم (المرتبة الثامنة في عام 2019، بنسبة 2.4٪ من الإنتاج العالمي).
وفقًا لإدارة شبكة الكهرباء الوطنية (أو إن إس)، بلغ إجمالي السعة المركبة للطاقة الشمسية الكهروضوئية 6.9 غيعاواط بحلول سبتمبر 2020، بمتوسط معامل حمل 23٪. تُعد ميناس جيرايس وباهيا وغوياس من الولايات البرازيلية الأكثر تعرضًا للإشعاع الشمسي. مثلت الطاقة الشمسية 1.27٪ من الطاقة المولدة في البلاد في عام 2019.
فتحت الاكتشافات النفطية الحديثة في طبقة ما قبل الملح الباب أمام زيادة كبيرة في إنتاج النفط. تتضمن الهيئات الحكومية المسؤولة عن سياسة الطاقة وزارة المناجم والطاقة، والمجلس الوطني لسياسة الطاقة، والوكالة الوطنية للبترول والغاز الطبيعي والوقود الحيوي، والوكالة الوطنية للكهرباء. تجاوزت البلاد مع بداية عام 2020 حاجز 4 ملايين برميل من المكافئ النفطي يوميًا للمرة الأولى، إذ استُخرج في يناير 3.168 مليون برميل من النفط يوميًا و138.753 مليون متر مكعب من الغاز الطبيعي.

### السياحة
تمثل السياحة في البرازيل قطاعًا متناميًا ومفتاحًا اقتصاديًا للعديد من مناطق البلاد. استقبلت البلاد 6.36 مليون زائر في عام 2015، لتحتل المرتبة الأولى من ناحية عدد السياح الدوليين الوافدين كوجهة رئيسية في أمريكا الجنوبية والثانية في أمريكا اللاتينية بعد المكسيك. بلغت عائدات السياح الدوليين 6 مليارات دولار أمريكي في عام 2010، ما دل على التعافي من الأزمة الاقتصادية 2008-2009. وصلت أعداد الزوار إلى أرقام قياسية عام 2011، بواقع 5.4 مليون زائر، ضخوا 6.8 مليار دولار من العائدات السنوية. احتلت البرازيل المرتبة 48 في قائمة أكثر الوجهات السياحية زيارةً في العالم عام 2018، إذ بلغ عدد السياح 6.6 مليون سائح (وعائدات تُقدر بنحو 5.9 مليار دولار).
تُعد المناطق الطبيعية أشهر مناطق البرازيل السياحية، إذ توفر مزيجًا من السياحة البيئية مع الترفيه والاستجمام، وخاصة الشواطئ المشمسة، ورحلات المغامرة، والسياحة الثقافية. يُذكر من بين الوجهات الأكثر شعبية كل من غابات الأمازون المطيرة، والشواطئ والكثبان الرملية في المنطقة الشمالية الشرقية، والبانتانال في المنطقة الوسطى الغربية، وشواطئ ريو دي جانيرو وسانتا كاتارينا، والسياحة الثقافية في ميناس جيرايس، ورحلات العمل إلى ساو باولو.
احتلت البرازيل المرتبة 28 على مستوى العالم، والثالثة في الأمريكيتين، بعد كندا والولايات المتحدة، وفق مؤشر تنافسية السفر والسياحة (تي تي سي آي) لعام 2015، مؤشر يقيس العوامل التي تجعل البلدان جذابة لتطوير الأعمال التجارية في قطاع السفر والسياحة.
تتمثل المزايا التنافسية الرئيسية للبرازيل في مواردها الطبيعية، التي احتلت المرتبة الأولى في هذا المعيار من بين جميع البلدان المدروسة، والمرتبة 23 بالنسبة إلى معيار الموارد الثقافية، بسبب احتوائها على العديد من مواقع التراث العالمي. يشير تقرير تي تي سي آي إلى نقاط الضعف الرئيسية في البرازيل: ما تزال البنية التحتية للنقل البري غير متطورة (المرتبة 116)، مع تصنيف جودة الطرق في المرتبة 105؛ ما تزال البلاد تعاني نقصًا في القدرة التنافسية السعرية (المرتبة 114)، ويرجع ذلك جزئيًا إلى ارتفاع ضرائب التذاكر ورسوم المطارات، فضلاً عن ارتفاع الأسعار والضرائب. تقدمت البرازيل في معيار السلامة والأمن تقدمًا ملحوظًا: وصلت إلى المرتبة 75 في عام 2011، بعد أن كانت في المرتبة 128 في عام 2008.

## البنية التحتية

### العلوم والتكنولوجيا
تُجرى البحوث التكنولوجية في البرازيل بصورة أساسية في الجامعات العامة ومعاهد البحث، حيث تضخ مختلف الوكالات الحكومية معظم التمويل للبحوث الأساسية. يُذكر من أشهر المراكز التكنولوجية في البرازيل كل من معهد أوزوالدو كروز، ومعهد بوتانتان، والمركز التقني للفضاء الجوي التابع لسلاح الجو، ومؤسسة البحوث الزراعية البرازيلية، والمعهد الوطني لأبحاث الفضاء.
تتميز وكالة الفضاء البرازيلية ببرنامج الفضاء الأكثر تقدمًا في أمريكا اللاتينية، مع موارد كبيرة مخصصة لإطلاق المركبات وتصنيع الأقمار الصناعية. بصفتها سباقةً في مجال التطور التكنولوجي نسبيًا، تطور الدولة الغواصات والطائرات، وتشارك في أبحاث الفضاء، وتمتلك مركز إطلاق مركبات خفيفة، فضلًا عن كونها الدولة الوحيدة في نصف الكرة الجنوبي التي شاركت في فريق محطة الفضاء الدولية (آي إس إس).
تعد البرازيل رائدة في التنقيب عن النفط في المياه العميقة، إذ تستخرج منها 73٪ من احتياطاتها. يجري تخصيب اليورانيوم في مصنع ريسيندي للوقود النووي، غالبًا لأغراض بحثية (إذ تحصل البرازيل على 88٪ من الكهرباء من الطاقة الكهرومائية)، وتم تسليم أول غواصة نووية للبلاد في عام 2015 (من فرنسا).
تُعد البرازيل إحدى ثلاث دول في أمريكا اللاتينية تضم مختبرًا سنكروترونيًا؛ منشأة بحثية في الفيزياء والكيمياء وعلوم المواد وعلوم الحياة، والدولة الوحيدة في أمريكا اللاتينية التي تملك شركة أشباه موصلات مع مصنع لها يحمل اسم المركز الوطني للتكنولوجيا الإلكترونية المتقدمة (سي إي آي تي إي سي). وفقًا للتقرير العالمي لتكنولوجيا المعلومات 2009-2010 الصادر عن المنتدى الاقتصادي العالمي، تحتل البرازيل المرتبة 61 في العالم بين أكبر مطوري تكنولوجيا المعلومات.
يُذكر من أشهر المخترعين البرازيليين كل من الكهنة بارتولوميو دي جوسماو، ولانديل دي مورا، وفرانسيسكو جواو دي أزيفيدو، إلى جانب ألبرتو سانتوس دومون، وإيفاريستو كونرادو إنجلبرغ، ومانويل دياز دي أبريو، وأندرياس بافيل، ونيليو خوسيه نيكولاي.
يقف خلف الإنتاج العلمي البرازيلي علماء من أمثال سيزار لاتيس (الفيزيائي البرازيلي الذي اكتشف باي ميزون)، وماريو شينبيرغ (يعد أعظم فيزيائي نظري في البرازيل)، وخوسيه ليتي لوبيز (الفيزيائي البرازيلي الوحيد الحائز على جائزة اليونسكو للعلوم)، وأرتور أفيلا (أول فائز من أمريكا اللاتينية بميدالية فيلدز)، وفريتز مولر (رائد في الدعم الواقعي لنظرية التطور التي قدمها تشارلز داروين).
حلّت البرازيل في المرتبة 49 في مؤشر الابتكار العالمي عام 2023، متقدمة من المركز 66 عام 2019، ثمّ تراجعت للمركز 50 في مؤشر عام 2024.

### المواصلات
تُعد الطرق البرازيلية الناقل الرئيسي لحركة الشحن والمسافرين، وبلغ إجمالي طول نظام الطرق 1.98 مليون كم (1.23 مليون ميل) في عام 2002. ارتفع إجمالي الطرق المعبدة من 35,496 كم (22056 ميل) في عام 1967 إلى 215,000 كم (133595 ميل) في عام 2018. تمتلك البلاد نحو 14,000 كم (8,699 ميل) من الطرق المزدوجة السريعة، منها 5000 كم (3,107 ميل) فقط في ولاية ساو باولو. يمكن حاليًا السفر من ريو غراندي، في أقصى جنوب البلاد، إلى برازيليا (2,580 كم (1,603 ميل)) أو كاسيميرو دي أبرو، في ولاية ريو دي جانيرو (2,045 كم (1,271 ميل))، على الطرق المزدوجة السريعة فقط. تخلت حكومة واشنطن لويس عن أول استثمارات البنية التحتية للطرق في عشرينيات القرن الماضي، مع متابعتها لاحقًا في حكومتي جيتوليو فارغاس ويوريكو غاسبار دوترا. أيد الرئيس جوسيلينو كوبيتشيك (1956-1961)، الذي صمم العاصمة برازيليا وبناها، بناء الطرق السريعة.
بدأ نظام النقل بالسكك الحديدية في البرازيل بالتدهور منذ عام 1945، عندما تحول التركيز إلى بناء الطرق السريعة. بلغ الطول الإجمالي لمسار السكك الحديد 30,875 كم (19,185 ميل) في عام 2002، مقارنة بطولها الإجمالي الذي وصل إلى 31,848 كم (19,789 ميل) في عام 1970. يتبع القسم الأكبر من منظومة النقل بالسكك الحديدية إلى مؤسسة السكك الحديدية الفيدرالية (أر إف إف إس إيه)، التي تم خصخصتها في عام 2007. يُعد مترو ساو باولو أول نظام تنقل تحت الأرض في البرازيل. توجد أنظمة المترو الأخرى في ريو دي جانيرو، وبورتو أليغري، وريسيفي، وبيلو هوريزونتي، وبرازيليا، وسالفادور، وفورتاليزا. تمتلك البلاد شبكة سكك حديدية واسعة يبلغ طولها 28,538 كيلومترًا (17,733 ميلًا)؛ عاشر أكبر شبكة في العالم. تسعى الحكومة البرازيلية حاليًا، على عكس توجهاتها السابقة، إلى دعم وسيلة النقل هذه عبر إجراءات عدة مثل مشروع قطار ريو-ساو باولو فائق السرعة الذي سينقل الركاب بين المدينتين الرئيسيتين في البلاد.
يوجد نحو 2500 مطار في البرازيل، متضمنة المهابط، ما يجعلها في المرتبة الثانية عالميًا بعد الولايات المتحدة في عدد المطارات. يعد مطار ساو باولو-غواروليوس الدولي، بالقرب من ساو باولو، من أكبر المطارات وأكثرها ازدحامًا مع نحو 20 مليون مسافر سنويًا، بالتزامن مع تسييره الغالبية العظمى من حركة المرور التجارية للبلاد.
تبرز أهمية المعابر المائية في نقل البضائع، فلا يمكن مثلًا الوصول إلى المناطق الصناعية في ماناوس إلا من طريق الممر المائي سوليمويس-أمازوناس (3250 كيلومترًا (2020 ميلًا) مع عمق 6 أمتار (20 قدمًا) على الأقل). تمتلك الدولة أيضًا ما يعادل 50,000 كيلومتر (31,000 ميل) من الممرات المائية. يربط النقل البحري الساحلي أجزاء واسعة من البلاد. حصلت بوليفيا وباراغواي على موانئ مجانية في سانتوس. يُذكر من أهم موانئ المياه العميقة البالغ عددها 36 ميناء، موانئ سانتوس، وإتاخايي، وريو غراندي، وباراناغوا، وريو دي جانيرو، وسبتيبا، وفيتوريا، وسوايب، وماناوس، وساو فرانسيسكو دو سول. يتعين على ناقلات السوائب الانتظار مدة تصل إلى 18 يومًا قبل صيانتها، بينما تنتظر سفن الحاويات 36.3 ساعة وسطيًا.

### الصحة

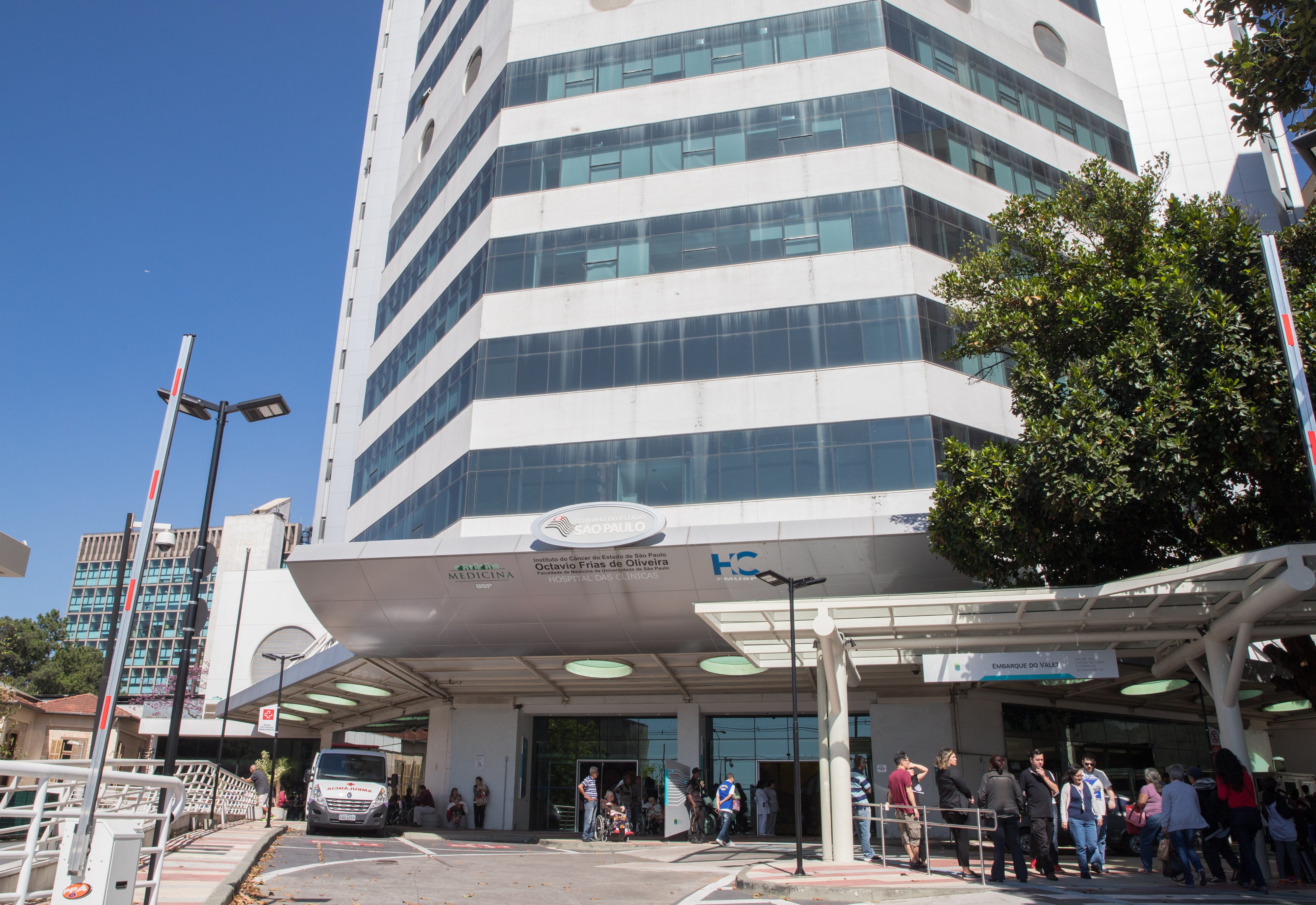
معهد الأمراض السرطانية التابع لمستشفى عيادات كلية الطب بجامعة ساو باولو؛ أكبر مجمع مستشفيات في أمريكا اللاتينية.

تدير قطاعات الحكومة المختلفة منظومة الصحة العامة البرازيلية وتعمل على توفيرها، وتُعرف باسم النظام الصحي الموحد (Sistema Único de Saúde – SUS)، ويُعد الأكبر من نوعه في العالم، في حين تلعب أنظمة الرعاية الصحية الخاصة دورًا تكميليًا.
إن خدمات الصحة العامة شاملة ومتاحة لجميع مواطني الدولة مجانًا. على أي حال، تمول الضرائب عمليات بناء المراكز الصحية والمستشفيات وصيانتها، إذ تنفق الدولة نحو 9٪ من ناتجها المحلي الإجمالي على القطاع الصحي.
أشارت إحصائيات عام 2012 إلى وجود 1.85 طبيبًا و2.3 سريرًا في المستشفيات البرازيلية لكل 1000 نسمة. تستمر مشكلات الصحة العامة في البرازيل رغم التقدم الذي أحزرته منذ إنشاء نظام الرعاية الصحية الشاملة في عام 1988، إذ تمثلت المشكلات الرئيسية التي يتعين حلها عام 2006 في ارتفاع معدلات وفيات الأطفال (2.51٪) ووفيات الأمومة (73.1 حالة وفاة لكل 1000 ولادة).
يتأثر القطاع الصحي البرازيلي بأرقام أخرى، مثل عدد الوفيات الناجمة عن الأمراض غير المعدية، مثل أمراض القلب والأوعية الدموية (151.7 حالة وفاة لكل 100,000 نسمة) والسرطان (72.7 حالة وفاة لكل 100,000 نسمة). تسببت العوامل الخارجية التي يمكن الوقاية منها مثل حوادث السيارات والعنف والانتحار في 14.9٪ من إجمالي الوفيات في البلاد. صُنف النظام الصحي البرازيلي في المرتبة 125 من بين 191 دولة قيمتها منظمة الصحة العالمية (دبليو إتش أو) في عام 2000.

### التعليم

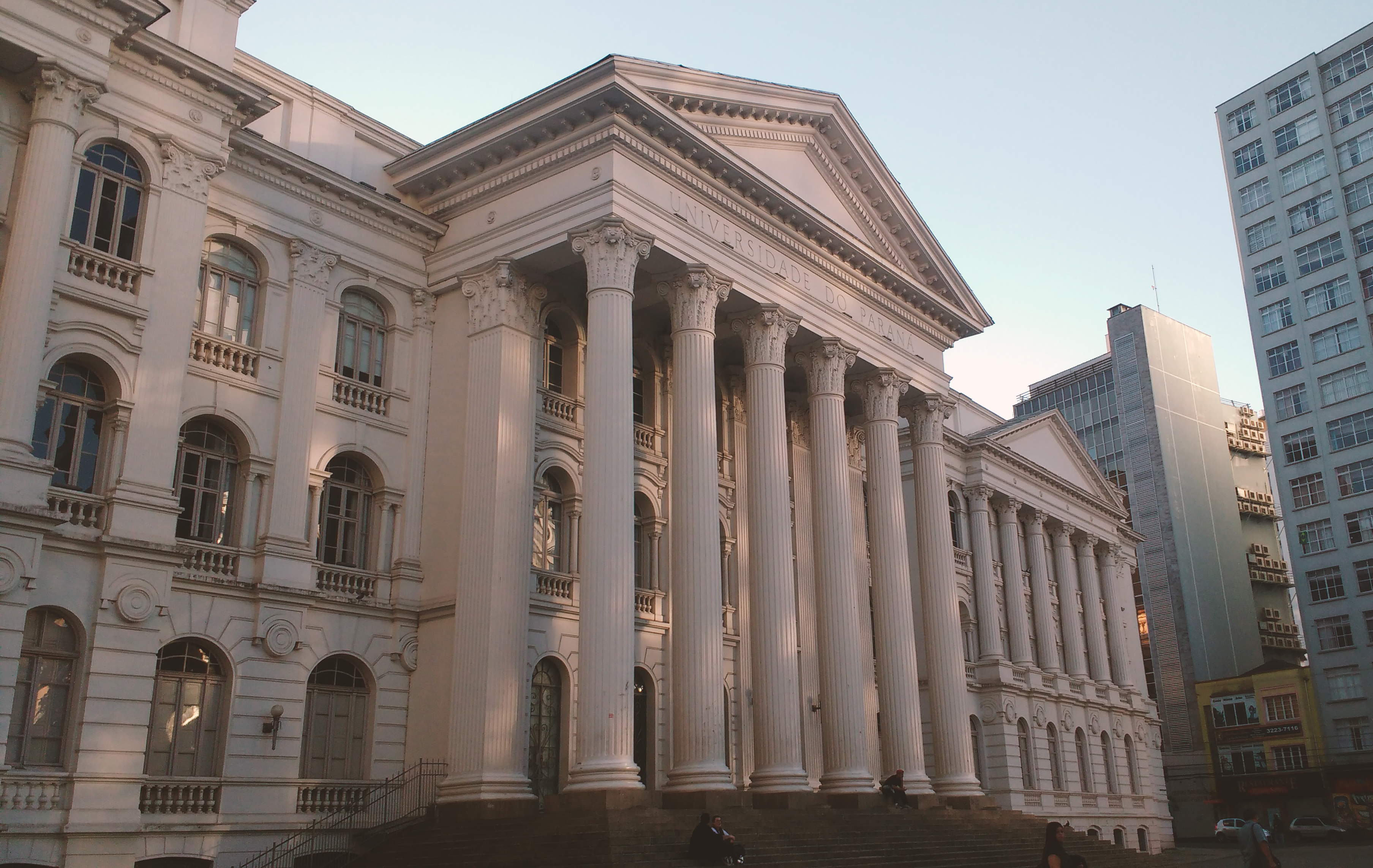
المبنى التاريخي لجامعة بارانا الاتحادية في كوريتيبا، إحدى أقدم جامعات البرازيل.

ينص الدستور الاتحادي وقانون ضوابط التعليم الوطني وأسسه على واجب حكومة البرازيل الاتحادية وولاياتها ومقاطعتها الفدرالية وبلدياتها المتمثل في إدارة أنظمة التعليم الخاصة بها وتنظيمها. تُعد هذه الأنظمة التعليمية العامة مسؤولة عن إعالة نفسها، عبر إدارة تمويلها الخاص والآليات المرتبطة به وتأمين مصادر التمويل. يخصص الدستور 25٪ من ميزانية الدولة و18٪ من الضرائب الفيدرالية والمحلية لقطاع لتعليم.
وصل معدل محو الأمية إلى 93.4٪ من البرازيليين، حسب الأرقام الصادرة عن المعهد البرازيلي للجغرافيا والإحصاء (آي بي جي إي) في عام 2019، ما يعني أن 11.3 مليون من السكان (6.6٪) ما يزالون أميين، مع وصول معدل محو الأمية إلى نحو 97٪ في بعض الولايات مثل ريو دي جانيرو وسانتا كاتارينا، علمًا أن نسبة الأمية الوظيفية تعادل 21.6٪ من السكان. تزداد الأمية في المنطقة الشمالية الشرقية، إذ تصل نسبة الأميين إلى 13.87٪ من السكان هناك، بينما تنخفض في المنطقة الجنوبية إلى 3.3٪.
تميل المؤسسات الخاصة في البرازيل إلى توفير التعليم بجودة أفضل وبأسلوب حصري أكثر، لذلك ترسل العديد من العائلات ذات الدخل المرتفع أطفالها إلى هناك، ما ينتج نظامًا تعليميًا منقسمًا يعكس التفاوتات الشديدة في الدخل ويعزز عدم المساواة الاجتماعية. على أي حال، بدأت الجهود المبذولة لتحسين هذا الوضع بإحداث تغيرات ملحوظة.
تعد جامعة ساو باولو ثاني أفضل جامعة في أمريكا اللاتينية، وفقًا لتصنيف كيو إس العالمي للجامعات عام 2019. توجد 8 جامعات برازيلية ضمن قائمة أفضل 20 جامعة في أمريكا اللاتينية، معظمها جامعات حكومية. يلزم قانون ضوابط التعليم الوطني وأسسه الطلاب الالتحاق بمؤسسة من مؤسسات التعليم العالي، وإكمال جميع الطلاب مراحل رياض الأطفال والتعليم الابتدائي والمتوسط.

### وسائل الإعلام والاتصالات

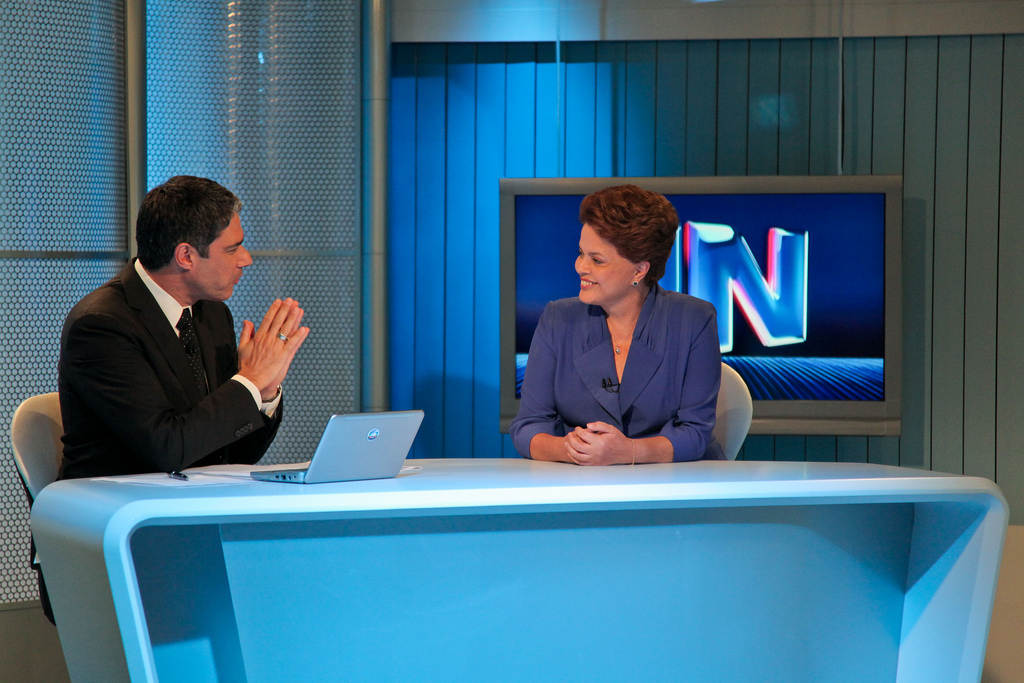
الرئيسة السابقة ديلما روسيف في برنامج جورنال ناسيونال الإخباري. تعد قناة غلوبو ثاني أكبر شبكة تلفزيونية تجارية في العالم.

ولدت الصحافة البرازيلية رسميًا في ريو دي جانيرو في 13 مايو عام 1808، مع إنشاء المطبعة الوطنية الملكية على يد ولي العهد الأمير دوم جواو السادس.
بدأت طباعة الأعداد الأولى من صحيفة غازيتا دو ريو دي جانيرو، أول صحيفة صادرة في البلاد، في 10 سبتمبر 1808. يُذكر من أشهر الصحف حاليًا فولا دي ساو باولو وسوبر نوتيسيا وأو جلوبو وأو استاداو دي ساو باولو.
بدأ البث الإذاعي في 7 سبتمبر 1922 بخطاب للرئيس بيسوا، وجرى إضفاء الطابع الرسمي عليه في 20 أبريل 1923 مع إنشاء «جمعية راديو ريو دي جانيرو».
بدأ البث التلفزيوني في البرازيل رسميًا في 18 سبتمبر 1950، عندما أسس أسيس شاتوبريان قناة توبي، لتبدأ بعدها القنوات التلفزيونية بالانتشار في البلاد، مع إنشاء شبكات بث تجارية كبيرة مثل قناة غلوبو، ونظام التلفزيون البرازيلي، وريكورد تي في، وقناة بانديرانتس، وقناة تي في. يُعد التلفزيون حاليًا أكثر العوامل أهمية في الثقافة الشعبية ضمن المجتمع البرازيلي، وذلك استنادًا إلى الأبحاث التي أظهرت متابعة ما يصل إلى 67٪ من عامة السكان بثًا يوميًا لمسلسل تلفزيوني طويل. جرى اعتماد التلفزيون الرقمي، وفقًا لمعيار إس بي تي في دي (بناءً على المعيار الياباني آي إس دي بي-تي)، في 29 يونيو 2006، ليبصر النور في 2 نوفمبر 2007. أنشأت الحكومة البرازيلية تلفزيون البرازيل الدولي في مايو 2010؛ محطة تلفزيونية دولية وصل بثها في البداية إلى 49 دولة. تشمل القنوات التلفزيونية التجارية التي تبث على المستوى العالمي كلًا من غلوبو انترناسيونال، وريكورد تي في انترناسيونال، وباند انترناسيونال.

## التركيبة السكانية

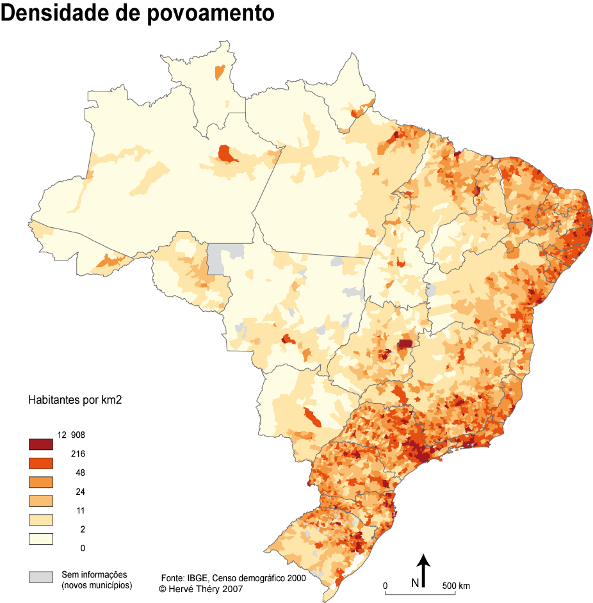
الكثافة السكانية للبلديات البرازيلية.

بلغ عدد سكان البرازيل نحو 190 مليون نسمة (22.31 نسمة لكل كيلومتر مربع أو 57.8 نسمة لكل ميل مربع) حسب أرقام المعهد البرازيلي للجغرافيا والإحصاء (بّي إن إيه دي) لعام 2008، مع نسبة رجال إلى نساء بلغت 0.95:1، وتصنيف 83.75٪ من السكان على أنهم حضريون. يتركز السكان بصورة ملحوظة في المناطق الجنوبية الشرقية (79.8 مليون نسمة) والمنطقة الشمالية الشرقية (53.5 مليون نسمة)، في حين أن عدد السكان في الوسط الغربي والشمال (المنطقتين الأكبر مساحةً، بواقع 64.12٪ من مساحة الأراضي البرازيلية) يصل إلى 29.1 مليون نسمة فقط.
أُجري أول تعداد سكاني في البرازيل عام 1872، مسجلًا 9,930,478 نسمة. وصل 4 ملايين شخص من أوروبا بين عامي 1880 و1930. زاد عدد سكان البرازيل زيادةً ملحوظة بين عامي 1940 و1970، بسبب انخفاض معدل الوفيات، رغم انخفاض نسبة الولادات انخفاضًا طفيفًا. بلغ معدل النمو السكاني السنوي 2.4٪ في أربعينيات القرن الماضي، وارتفع إلى 3.0٪ في الخمسينيات وظل عند 2.9٪ في الستينيات، حيث ارتفع متوسط العمر المتوقع من 44 عامًا إلى 54 عامًا، ثم إلى 72.6 عامًا في عام 2007. شهد معدل النمو السكاني انخفاضًا مطردًا منذ الستينيات، إذ انخفض من 3.04٪ سنويًا بين عامي 1950 و1960 ليصل إلى 1.05٪ في عام 2008، مع توقعات بوصوله إلى قيمة سالبة تبلغ -0.29٪ بحلول عام 2050 ليكتمل بذلك التحول الديموغرافي.
بلغ معدل الأمية في البرازيل 11.48٪ في عام 2008، و1.74٪ بين الشباب (الذين تتراوح أعمارهم بين 15-19عاما)، إذ وصل إلى أعلى أرقامه (20.30٪) في الشمال الشرقي، الذي يضم نسبة كبيرة من فقراء الريف. لوحظ أيضًا ارتفاع نسبة الأمية (24.18٪) بين سكان الريف مقارنة بالسكان الحضريين (9.05٪).

### العرق والإثنية

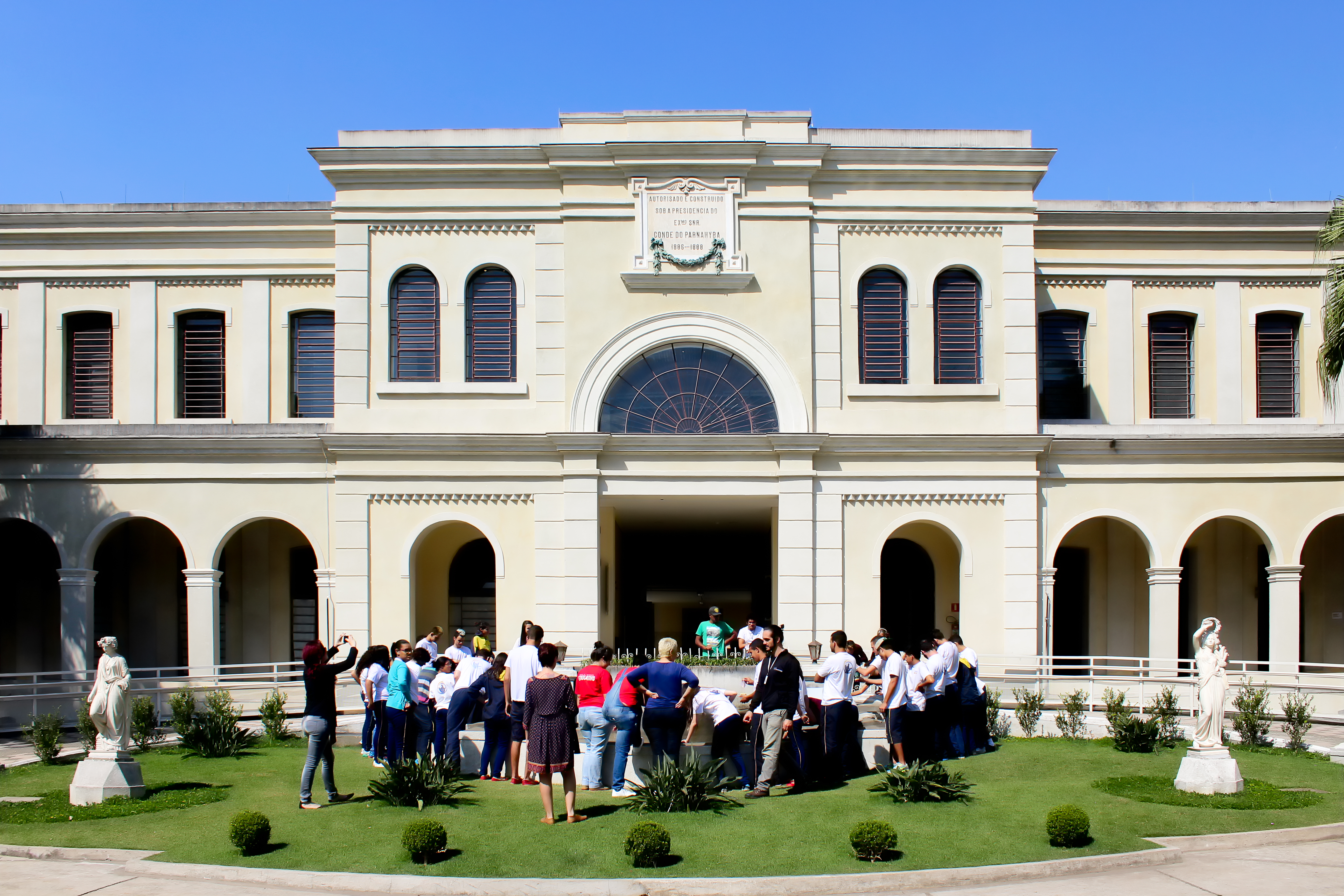
متحف الهجرة لولاية ساو باولو في حي موكا بمدينة ساو باولو. يشكل البرازيليون الإيطاليون 15٪ من السكان وأكبر جالية إيطالية خارج إيطاليا.

وفقًا للبحث الوطني حسب العينة الأسرية الذي أجراه المعهد البرازيلي للجغرافيا والإحصاء (بّي إن إيه دي) عام 2008، وصف 48.43٪ من السكان (نحو 92 مليون نسمة) أنفسهم بأنهم من البيض، وصنف 43.80٪ (نحو 83 مليون نسمة) أنفسهم من الباردو (أصحاب البشرة البنية)، بينما وصلت نسبة البرازيليين الأفارقة إلى 6.84٪ (نحو 13 مليون نسمة)، إضافة إلى نسبة 0.58٪ ( 1.1 مليون نسمة) من البرازيليين الآسيويين، و 0.28٪ (نحو 536 ألف نسمة) من الهنود الأمريكيين (يطلق عليهم رسميًا اسم الهنود، أو السكان الأصليين)، بينما لم يعلن 0.07٪ (نحو 130 ألف) من السكان عن عرقهم.
قدرت المؤسسة الوطنية الهندية عدد القبائل المنعزلة في البرازيل بما يعادل 67 قبيلة، بزيادة عن عام 2005 الذي سجل 40 قبيلة منعزلة. يسود الاعتقاد باحتواء البرازيل أكبر عدد من الشعوب المنعزلة في العالم.
حدث اختلاط جيني كبير بين الهنود الحمر والأوروبيين والأفارقة في جميع مناطق البلاد منذ وصول البرتغاليين في عام 1500 (مع سيطرة الأصول الأوروبية على جميع أنحاء البلاد وفقًا لنتائج الغالبية العظمى من الدراسات الجسدية التي شملت كامل السكان، إذ وصلت نسبتهم إلى 65٪-77٪).
ينقسم المجتمع البرازيلي انقسامًا ملحوظًا حسب الطبقات الاجتماعية، مع رصد تباين في الدخل بين المجموعات العرقية، ما يؤدي إلى الخلط أحيانًا بين العنصرية والامتياز الطبقي. يؤخذ التقارب الاجتماعي الملحوظ لمجموعة عرقية واحدة في عين الاعتبار بصورة أكبر استنادًا إلى المظهر (الأنماط الظاهرية) بدلاً من النظر في النسب، لدرجة قد يُصنف فيها الأشقاء ضمن مجموعات «عرقية» مختلفة.
تلعب العوامل الاجتماعية والاقتصادية دورًا مهمًا أيضًا، فمن المرجح أن تصنف أقلية من الباردو نفسها من البيض أو السود إن كان ذلك يحقق لها منافع اجتماعية. لا يتوافق لون البشرة وملامح الوجه توافقًا جيدًا مع الأنماط السائدة سابقًا لدى الأسلاف (عادةً ما يكون البرازيليون الأفارقة مختلطي الملامح بصورة متساوية، في حين يسود الأصل الأوروبي لدى البيض والباردو رغم التداخل الكبير مع الأصول غير الأوروبية، لكن التباين الفردي يبقى كبيرًا).
العرق والإثنية في البرازيل.
يمثل السكان أصحاب البشرة البنية (يطلق عليهم رسميًا اسم باردو بالبرتغالية، أو مورينو بالعامية) فئة واسعة تشمل الكابوكلوسيين (الهنود الأمريكيون الذين جرى استيعابهم عمومًا، وأحفاد البيض والسكان الأصليين)، والمولاتوسيين (أحفاد البرازيليين البيض والأفارقة بشكل أساسي) والزامبو (أحفاد البرازيليين الأفارقة والسكان الأصليين). يشكل أصحاب الأصول الأمريكية الهندية الغالبية العظمى من السكان في المناطق الشمالية والشمالية الشرقية والوسط الغربي.
يمكن العثور على نسب أعلى من السود والمولاتوسيين وثلاثيي العرق في الساحل الشرقي للمنطقة الشمالية الشرقية من باهيا وصولًا إلى بارايبا، وفي شمال مارانهاو، وجنوب ميناس جيرايس، وشرق ريو دي جانيرو. فُتحت الحدود للهجرة إلى البرازيل منذ القرن التاسع عشر؛ هاجر نحو خمسة ملايين شخص من أكثر من 60 دولة إلى البرازيل بين عامي 1808 و1972، معظمهم من البرتغاليين، والإيطاليين، والإسبان، والألمان، والأوكرانيين، والبولنديون، واليهود، والروس، والصينيين، واليابانيين، والعرب. تضم البرازيل ثاني أكبر جالية يهودية في أمريكا اللاتينية، إذ تشكل 0.06٪ من سكانها.

### الدين
الدين في البرازيل (إحصاء 2010)

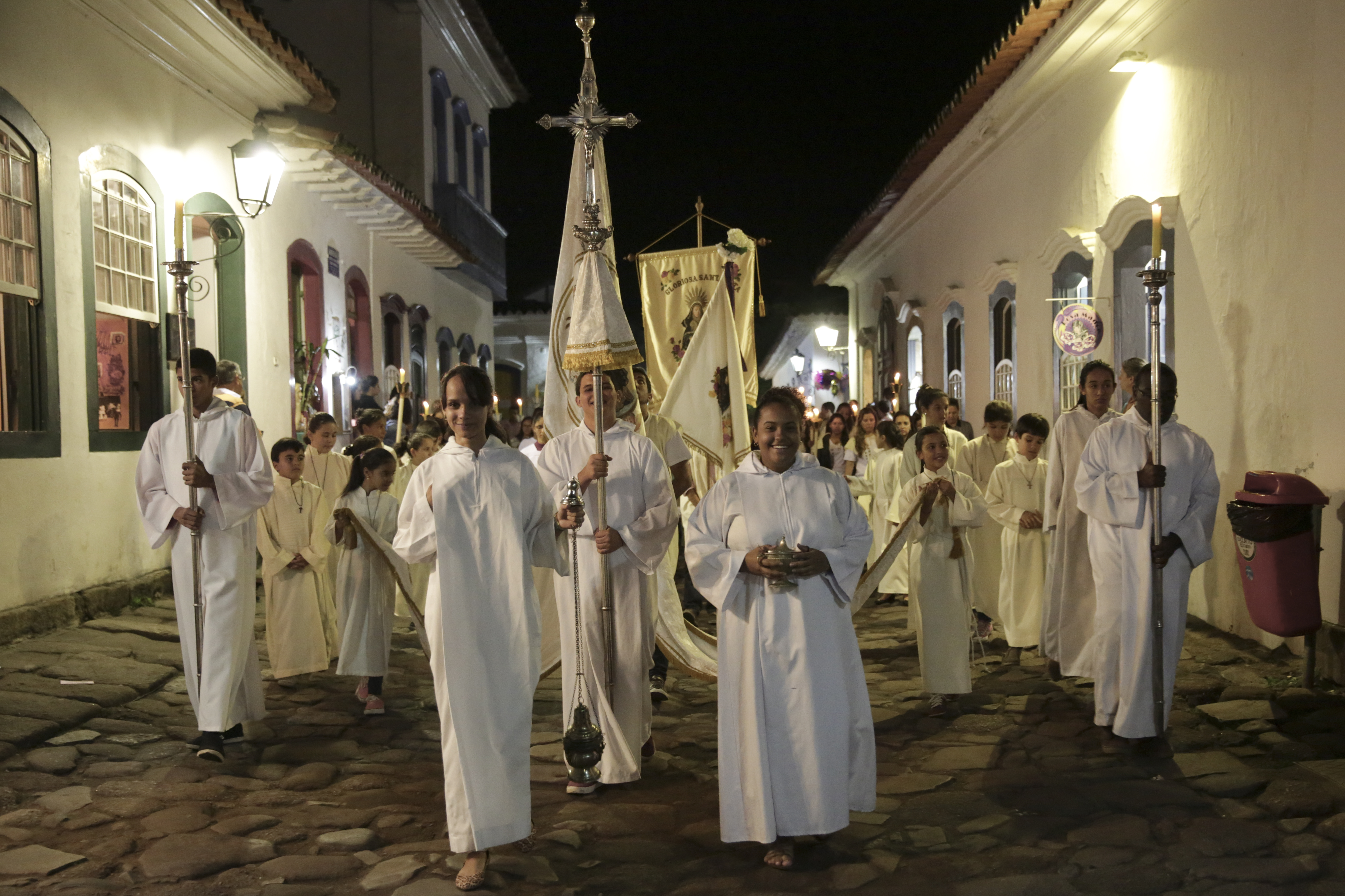
موكب مسيحي في البرازيل، تضم البرازيل أكبر عدد من السكان الكاثوليك في العالم.

تمثل الرومانية الكاثوليكية العقيدة السائدة في البلاد، إذ تضم البرازيل أكبر عدد من السكان الكاثوليك في العالم. وفقًا للتعداد السكاني لعام 2010 (لا يبحث مسح بّي إن إيه دي الاستقصائي في الجانب الديني)، يتبع 64.63٪ من السكان الرومانية الكاثوليكية في البرازيل، وينتمي 22.2٪ للبروتستانتية؛ إضافةً إلى 2.0٪ يؤمنون بالروحانية الكارديكية، و3.2٪ يتبعون ديانات أخرى غير معلنة أو غير محددة، بينما لا يتبع 8.0٪ من السكان أي دين.
تشكّل الدين في البرازيل من اجتماع الرومانية الكاثوليكية مع التقاليد الدينية للشعوب الأفريقية والأصلية المستعبدة. أدى التقاء الأديان خلال الاستعمار البرتغالي للبرازيل إلى تطوير مجموعة متنوعة من الممارسات التوفيقية بين الأديان تحت المظلة الشاملة للكنيسة البرازيلية الكاثوليكية، على رأسها الاحتفالات البرتغالية التقليدية.
زادت التعددية الدينية خلال القرن العشرين، ونما المجتمع البروتستانتي ليشمل أكثر من 22٪ من السكان. تُعد الخمسينية الإنجيلية أكثر الطوائف البروتستانتية شيوعًا، بينما تشمل الفروع البروتستانتية الأخرى في البلاد الكنيسة المعمدانية والسبتية واللوثرية والكالفينية.
على أي حال، انتشرت البروتستانتية في البرازيل خلال السنوات العشر الماضية، خاصة الخمسينية والإنجيلية، بينما انخفضت نسبة الكاثوليك انخفاضًا كبيرًا. بعد البروتستانتية، يمثل اللادينيون مجموعة مهمة أيضًا، تتجاوز نسبتها 8٪ من السكان حسب التعداد السكاني لعام 2010. ضمت مدن بوا فيستا، وسالفادور، وبورتو فاليو أكبر نسبة من السكان اللادينيين في البرازيل، بينما ضمت تيريسينا وفورتاليزا وفلوريانوبوليس العدد الأكبر من السكان الروم الكاثوليك في البلاد. تعد منطقة ريو دي جانيرو الكبرى، دون أن تشمل المدينة نفسها، أكثر المناطق المحيطية لادينية وأقلها من ناحية تعداد الروم الكاثوليك في البرازيل، في حين تُعكس هذه الحقائق في منطقتي بورتو أليغري الكبرى وفورتاليزا الكبرى على التوالي.

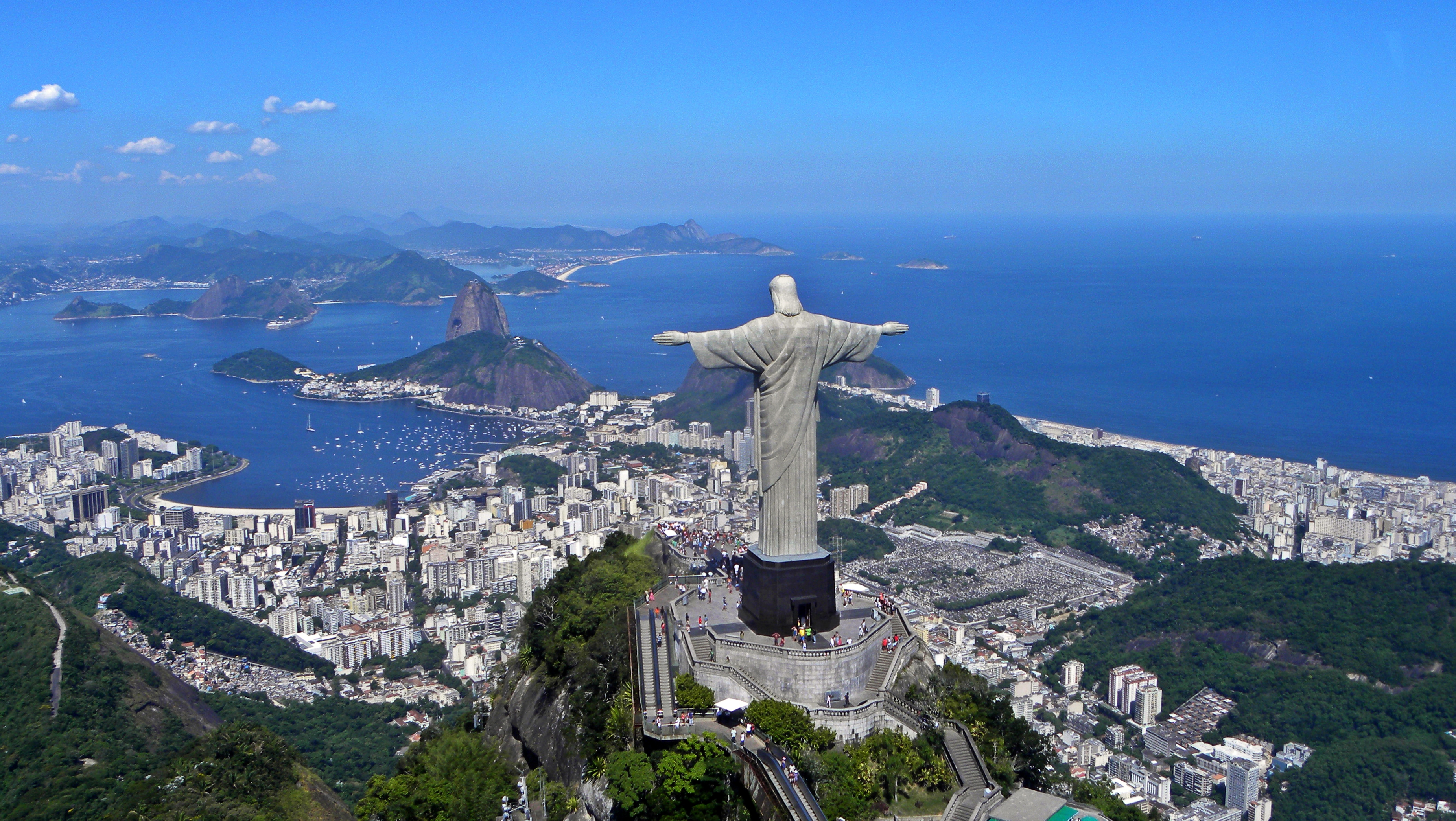
يعد تمثال المسيح الفادي في ريو دي جانيرو أحد أشهر التماثيل الدينية في جميع أنحاء العالم.

وافق مجلس الشيوخ الاتحادي البرازيلي في أكتوبر 2009 على عقد اتفاقية مع الكرسي الرسولي، اتفاقية شرعها رئيس البلاد في فبراير 2010، واعتُرف من خلالها بالأنظمة القانونية للكنيسة الكاثوليكية في البرازيل. أكدت الاتفاقية على الأعراف التي جرى الالتزام بها عادة في سياقات مختلفة، مثل التعليم الديني في المدارس الابتدائية العامة (مع ضمانها أيضًا تدريس المعتقدات الدينية الأخرى)، والزواج، والمساعدة الروحية في السجون والمستشفيات. انتقد عدد من البرلمانيين هذه الاتفاقية التي رأوا فيها نهاية الدولة العلمانية.

### التحضر
وفقًا لإحصائيات آي بي جي إي (المعهد البرازيلي للجغرافيا والإحصاء)، تستوعب المناطق الحضرية 84.35٪ من السكان، بينما يظل إقليم الجنوب الشرقي المنطقة الأكثر اكتظاظًا بالسكان، حيث يزيد عدد سكانه عن 80 مليون نسمة. تضم قائمة أكبر التجمعات الحضرية في البرازيل كلًا من ساو باولو وريو دي جانيرو وبيلو هوريزونتي -جميعها في الإقليم الجنوبي الشرقي- مع تعداد سكاني وصل فيها إلى 21.1 مليون، و 12.3 مليون، و5.1 مليون نسمة على التوالي. عادة ما تكون عواصم الولايات أكبر مدنها، باستثناء فيتوريا عاصمة إسبيريتو سانتو، وفلوريانوبوليس عاصمة سانتا كاتارينا.
| أكبر التجمعات الحضرية في البرازيل تقديرات المعهد البرازيلي للجغرافيا والإحصاء لعام 2017 |                |                   |              |        |                      |                     |              |
| رتبة                                                                                    | الاسم          | الولاية           | تعداد السكان | الرتبة | الاسم                | الولاية             | تعداد السكان |
| 1                                                                                       | ساو باولو      | ساو باولو         | 21,314,716   | 11     | بليم                 | بارا                | 2,157,180    |
| 2                                                                                       | ريو دي جانيرو  | ريو دي جانيرو     | 12,389,775   | 12     | ماناوس               | الأمازون            | 2,130,264    |
| 3                                                                                       | بيلو هوريزونتي | ميناس جرايس       | 5,142,260    | 13     | كامبيانس             | ساو باولو           | 2,105,600    |
| 4                                                                                       | ريسيفي         | بيرنامبوكو        | 4,021,641    | 14     | فيتوريا              | إسبيريتو سانتو      | 1,837,047    |
| 5                                                                                       | برازيليا       | القطاع الفدرالي   | 3,986,425    | 15     | سانتوس               | ساو باولو           | 1,702,343    |
| 6                                                                                       | بورتو أليغري   | ريو غراندي دو سول | 3,894,232    | 16     | ساو جوزيه دوس كامبوس | ساو باولو           | 1,572,943    |
| 7                                                                                       | سالفادور       | باهيا             | 3,863,154    | 17     | ساو لويز             | مارانهاو            | 1,421,569    |
| 8                                                                                       | فورتاليزا      | سيارا             | 3,594,924    | 18     | ناتال                | ريو غراندي دو نورتي | 1,349,743    |
| 9                                                                                       | كوريتيبا       | بارانا            | 3,387,985    | 19     | ماسايو               | ألاغواس             | 1,231,965    |
| 10                                                                                      | غويانيا        | غوياس             | 2,347,557    | 20     | جواو بيسوا           | بارايبا             | 1,168,941    |

### اللغة
إن اللغة البرتغالية هي اللغة الرسمية في البرازيل (المادة 13 من دستور البرازيل)، ويتحدث بها جميع السكان تقريبًا، واللغة الوحيدة المستخدمة عمليًا في الصحف والإذاعة والتلفزيون والأعمال التجارية والإدارية. تُعد البرازيل الدولة الوحيدة الناطقة بالبرتغالية في الأمريكيتين، ما يجعل اللغة جزءًا مهمًا من الهوية الوطنية البرازيلية منحها ثقافة وطنية متميزة عن جيرانها الناطقين بالإسبانية.

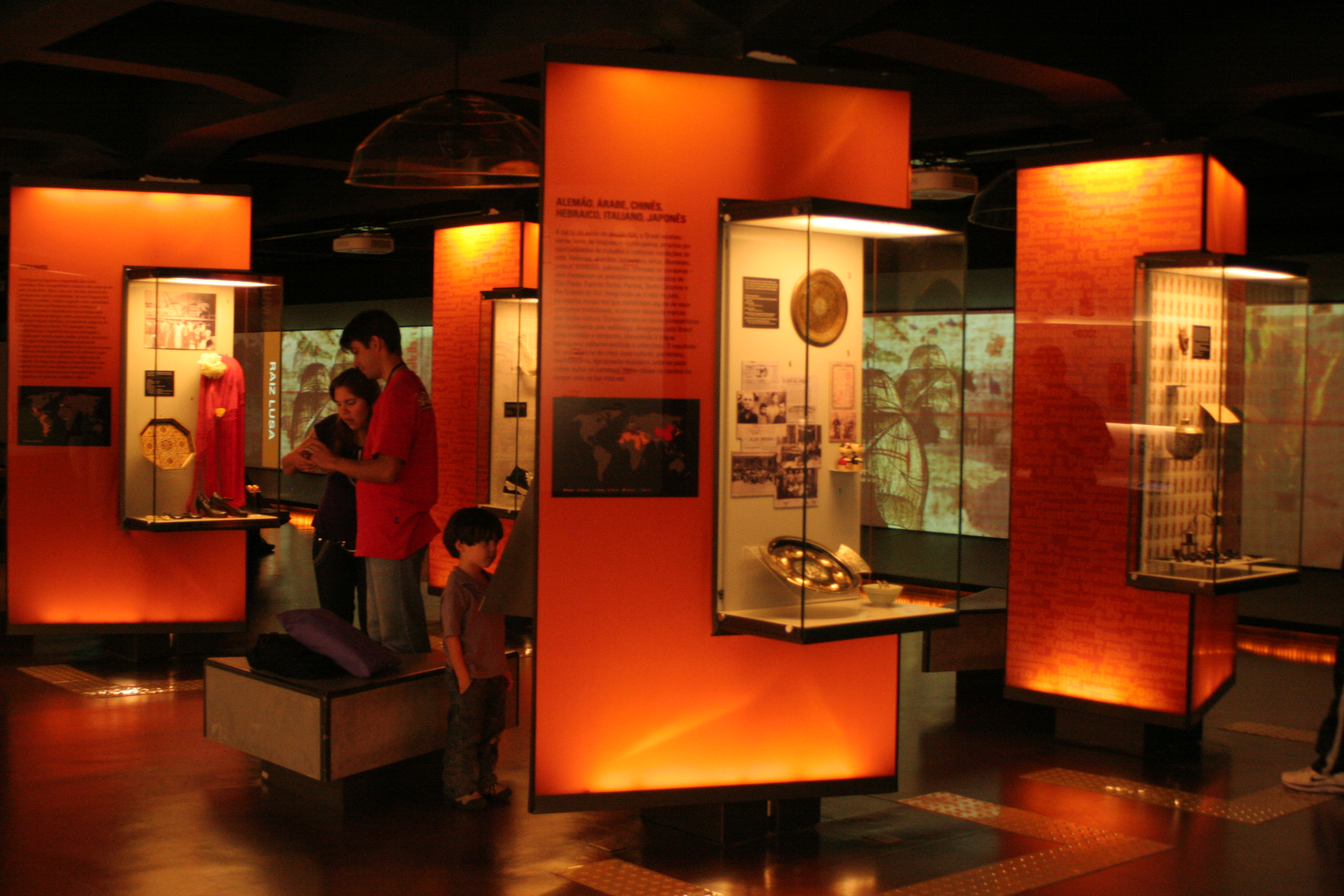
متحف اللغة البرتغالية في مدينة ساو باولو، ساو باولو.

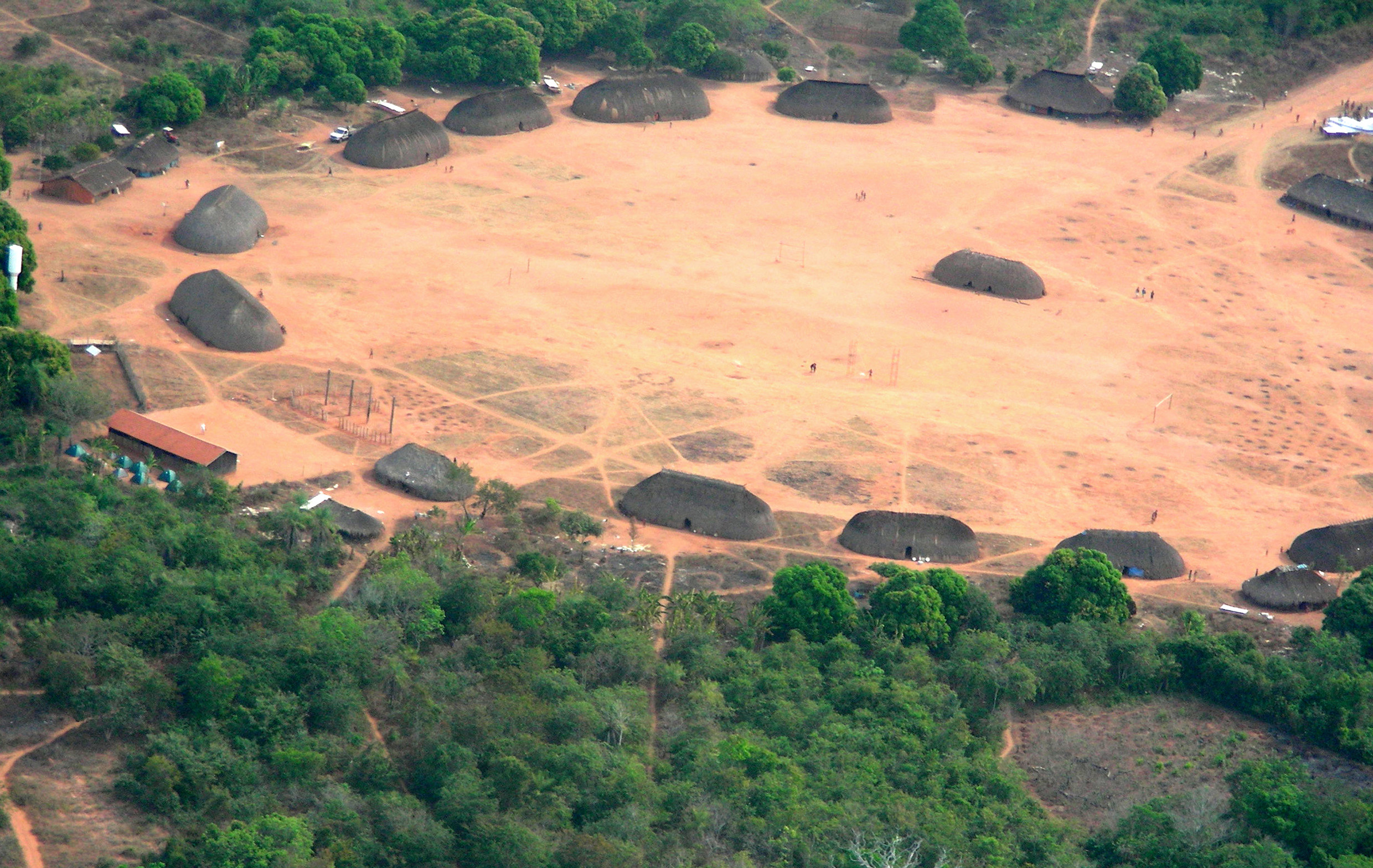
مساكن الأوكا الخاصة بشعب كويكورو في منتزه شينغو للشعوب الأصلية، ماتو غروسو.

اتسمت اللهجات البرتغالية البرازيلية بنهج تطوري خاص بها، يشبه غالبًا تطور اللهجات البرتغالية الأوروبية الوسطى والجنوبية في القرن السادس عشر (رغم وجود عدد كبير جدًا من المستوطنين البرتغاليين الاستعماريين، وغيرهم من المهاجرين الجدد القادمين من المنطقة الشمالية، وبدرجة أقل من ماكارونيسيا البرتغالية)، مع تأثرها الجزئي من ناحية المفردات فقط باللغات الأصلية لسكان الأمريكيتين واللغات المستخدمة في أفريقيا، وخاصة لغات غرب إفريقيا ولغات البانتو. نتيجة لذلك، تختلف اللغة إلى حد ما، خاصة في علم الأصوات، عن لغة البرتغال ومجموعة البلدان الناطقة بالبرتغالية (تتسم لهجات البلدان الأخرى هذه بصلات أقوى بالبرتغالية الأوروبية المعاصرة، ويرجع ذلك جزئيًا إلى النهاية الحديثة نسبيًا للإمبراطورية البرتغالية في هذه المناطق). يمكن مقارنة هذه الاختلافات مع تلك الموجودة بين الإنجليزية الأمريكية والإنجليزية البريطانية.
في عام 1990، توصلت مجموعة البلدان الناطقة باللغة البرتغالية (سي بّي إل بّي)، والتي تضم ممثلين من جميع البلدان التي تستخدم اللغة البرتغالية بمثابة لغة رسمية، إلى اتفاق بشأن إصلاح قواعد الكتابة البرتغالية لتوحيد المعيارين المستخدمين في البرازيل من جهة والبلدان اللوزوفوينة المتبقية من جهة أخرى. دخل هذا الإصلاح القواعدي حيز التنفيذ في البرازيل في 1 يناير 2009، بينما وقع الرئيس البرتغالي على الإصلاح ليصبح قانونًا رسميًا في 21 يوليو 2008، مع السماح بفترة انتقالية مدتها ست سنوات، تُستخدم خلالها القواعد الجديدة والقديمة. يُذكر أن بقية البلدان في مجموعة سي بّي إل بّي حرة في وضع جداول زمنية انتقالية خاصة بها.
شرّع قانون لغة الإشارة في عام 2002 (تم تنظيم القانون في 2005) استخدام لغة الإشارة البرازيلية، المعروفة أكثر بالاسم المختصر البرتغالي ليبراس، في التعليم والخدمات الحكومية. نص القانون على تدريس اللغة كجزء من المناهج التعليمية التي تتطرق إلى علم أمراض النطق واللغة، مع تصنيف مدرسي هذه اللغة ومدربيها ومترجميها بمثابة اختصاصيين معترف بهم. يجب أيضًا تسهيل وصول (دمج) الصم إلى الخدمات الصحية والخدمات التعليمية في المدارس.

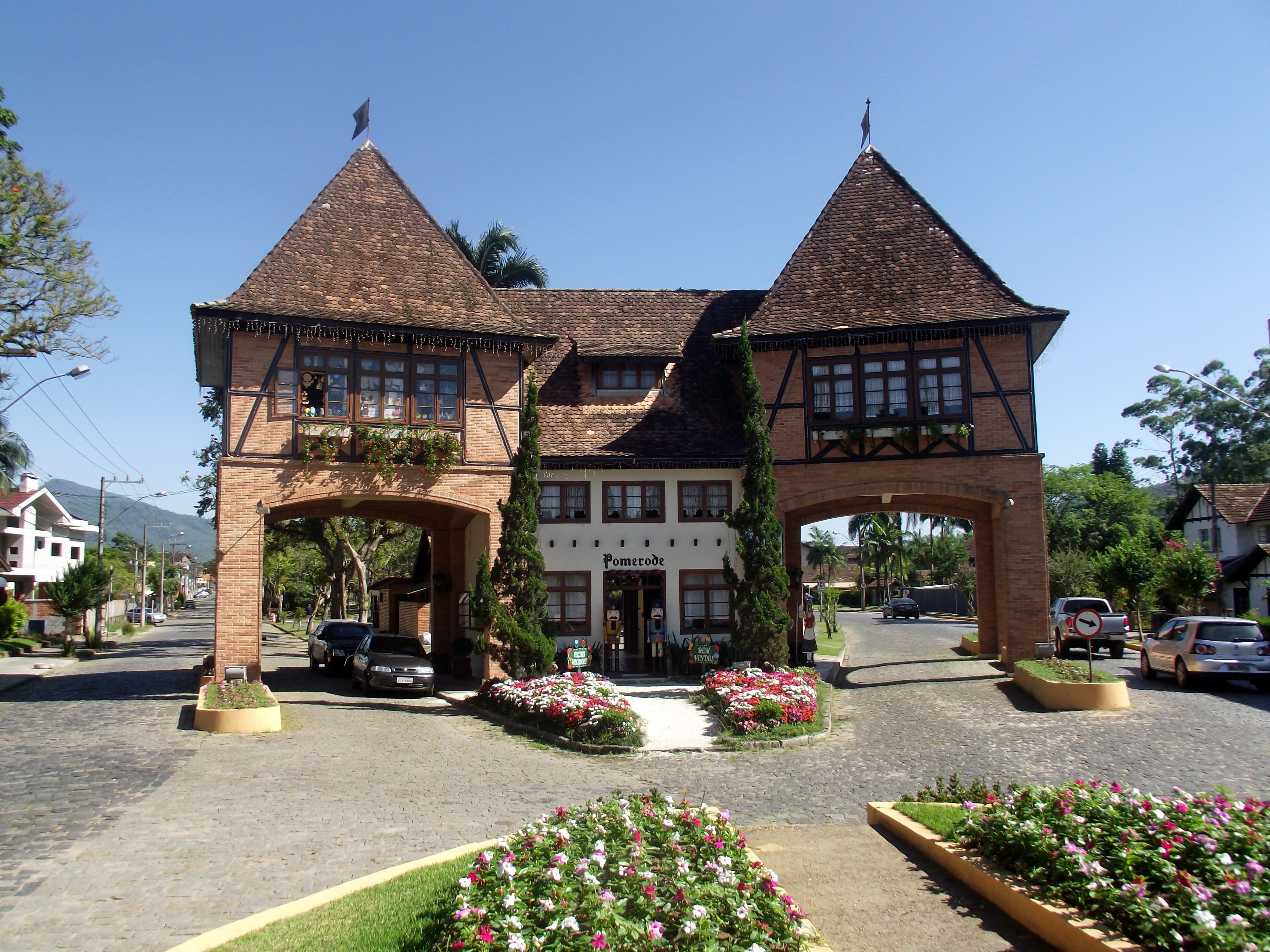
تعد بوميرود، في سانتا كاتارينا، إحدى البلديات التي تستخدم لغات إضافية رسمية. من لغات الأقليات المستخدمة في هذه المنطقة يُذكر لغتين ألمانيتين هما اللهجة الهونسروكية (نسبة إلى هونسروك) ولهجة بوميرانيا الشرقية (انظر اللغة الألمانية البرازيلية).

تنتشر لغات الأقليات في جميع أنحاء البلاد؛ تُستخدم 180 لغة أصلية من لغات الأمريكيتين في المناطق النائية وغيرها الكثير من اللغات الأخرى التي يستخدمها المهاجرون وذريتهم. حصلت لغات عدة على الصفة الرسمية كلغة مستخدمة إلى جانب اللغة البرتغالية في بلدية ساو غابريل دا كاشويرا، مثل لغة بانيوا ولغة توكانو ولغة نيغاتو (لغة كريولية مُستخدمة في أمريكا الجنوبية ومهددة حاليًا بالانقراض -أو «لغة مناهضة للكريولية» وفقًا لبعض اللغويين– وتتسم بقائمة مفردات مشتقة من لغات برازيلية أصلية، وقواعد مستندة إلى اللغة البرتغالية، إذ مثلت مع شبيهتا الجنوبية لغة ساوباولو العامة (Língua Geral Paulista) ذات يوم لغة تواصل مشترك رئيسية في البرازيل، لكن اللغة البرتغالية حلت محلهما لاحقًا بعد الحظر الحكومي الذي قادته تغييرات سياسية كبيرة).
توجد مجتمعات كبيرة ذات أصول ألمانية (معظمها ناطق بالهونسروكية البرازيلية؛ لهجة ألمانية عليا) وإيطالية (ناطقة إجمالًا باللهجة التاليانية، من اللغة البندقية) في الإقليمين الجنوبي والجنوبي الشرقي، إذ انتقلت لغاتهم هذه مع أسلافهم الذين قدموا إلى البرازيل، وما تزال مستخدمة هناك، متأثرةً باللغة البرتغالية. تعد اللهجة التاليانية إرثًا تاريخيًا رسميًا لريو غراندي دو سول، وتوجد أيضًا لهجتان ألمانيتان تتمتعان بصفة رسمية في عدد قليل من البلديات. يمكن ملاحظة اللغة الإيطالية أيضًا بمثابة لغة عرقية في مايكروريجن سانتا تيريزا وفيلا فاليا (ولاية إسبيريتو سانتو)، وتُدرّس كلغة ثانية إلزامية في المدرسة.
يعد تعلم لغة ثانية واحدة على الأقل (عمومًا الإنجليزية أو الإسبانية) إلزاميًا لجميع الصفوف في نظام التعليم الإلزامي في البرازيل (التعليم الأساسي والتعليم الثانوي، اللذان يحملان اسمي ensino fundamental وensino médio على التوالي). تُعد البرازيل الدولة الأولى في أمريكا الجنوبية التي تقدم لغة الإسبرانتو لطلاب التعليم الثانوي.

## الثقافة

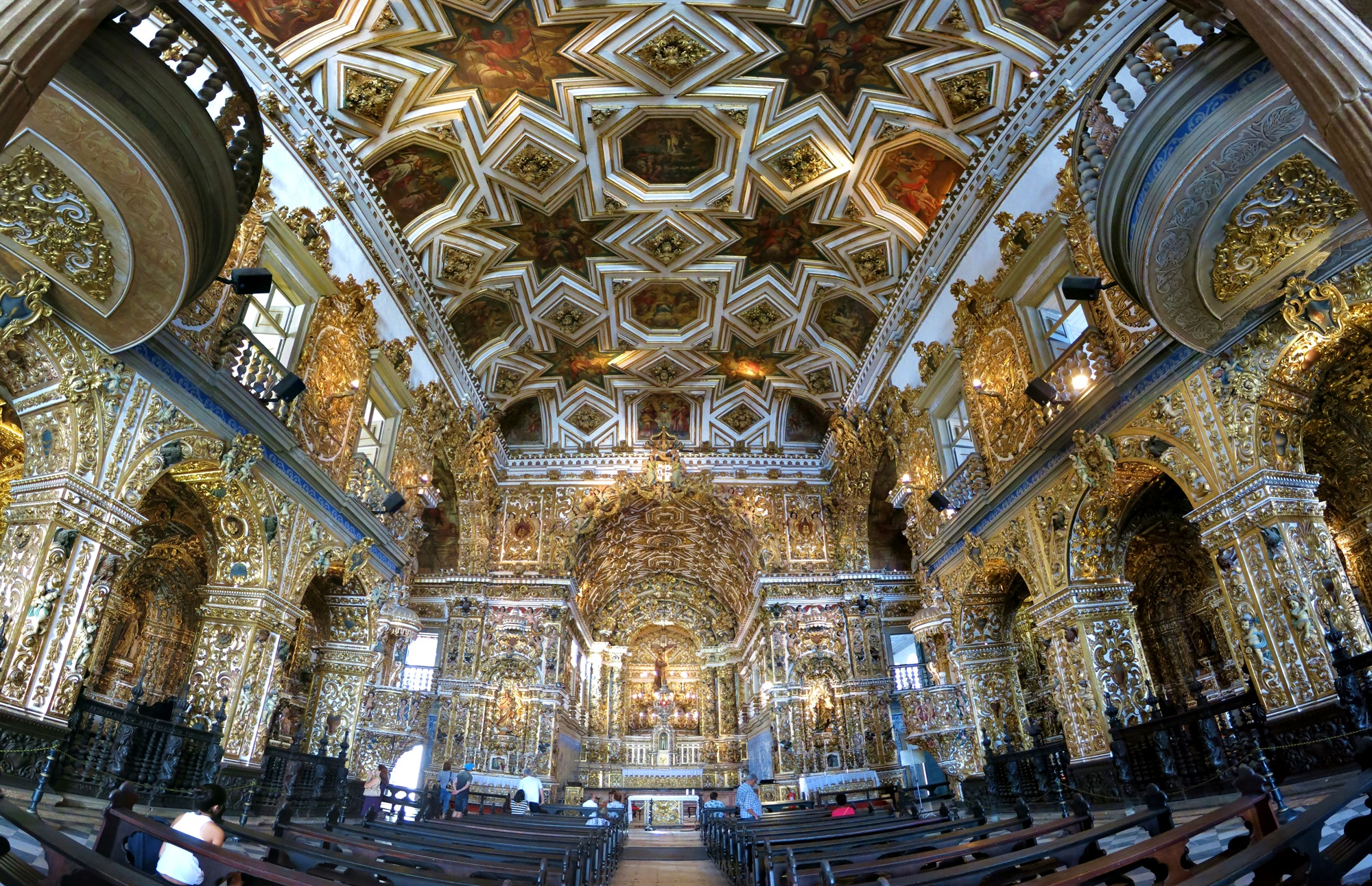
كنيسة ودير ساو فرانسيسكو في سالفادور، إحدى أبرز مظاهر الباروك.

يُشتق جوهر الثقافة البرازيلية من الثقافة البرتغالية، بسبب روابطها الاستعمارية القوية مع الإمبراطورية البرتغالية، التي قدمت اللغة البرتغالية، والكاثوليكية الرومانية والأساليب المعمارية الاستعمارية. على أي حال، تأثرت الثقافة أيضًا بالثقافات والتقاليد الأفريقية والأصلية والأوروبية غير البرتغالية.
تأثرت بعض جوانب الثقافة البرازيلية بإسهامات الإيطاليين والألمان وغيرهم من الأوروبيين، واليابانيين واليهود والعرب المهاجرين الذين وصلوا بأعداد كبيرة إلى جنوب البرازيل وجنوب شرقها خلال القرنين التاسع عشر والعشرين. أثر الهنود الحمر الأصليون في لغة البرازيل ومطبخها، وأثر الأفارقة في مجالات اللغة والمطبخ والموسيقى والرقص والدين.
تطور الفن البرازيلي منذ القرن السادس عشر إلى أنماط مختلفة تتراوح من الباروكية (النمط السائد في البرازيل حتى أوائل القرن التاسع عشر) وصولًا إلى أنماط الرومانسية والحداثة والتعبيرية والتكعيبية والسريالية والتجريدية. يعود تاريخ السينما البرازيلية إلى ولادة الوسائط في أواخر القرن التاسع عشر، علمًا أنها اكتسبت مستوى جديد من الإشادة الدولية منذ الستينيات.

### الهندسة المعمارية
تتأثر الهندسة المعمارية البرازيلية بأوروبا، وخاصة البرتغال، ويعود تاريخها إلى 500 عام حيث اكتشف بيدرو ألفاريز كابرال البرازيل في عام 1500. مثلت العمارة البرتغالية الاستعمارية أول موجة من الهندسة المعمارية التي انتقلت بعدها إلى البرازيل، وشكلت أساس العمارة البرازيلية في القرون اللاحقة. اتبعت البرازيل الاتجاهات الأوروبية في القرن التاسع عشر خلال فترة إمبراطورية البرازيل، وتبنت العمارة الكلاسيكية الجديدة والعمارة القوطية الحديثة. كان للبرازيليين تجارب في عمارة الحداثة خلال القرن العشرين، خاصة في برازيليا.
يعود تاريخ العمارة البرتغالية الاستعمارية في البرازيل إلى أوائل القرن السادس عشر عندما اكتشف البرتغاليون البرازيل لأول مرة ومن ثم غزوها واستوطنوها. أنشأ البرتغاليون بنى معمارية شبيهة بتجاربهم المعمارية في أوروبا بهدف استعمار البرازيل؛ تضمنت العمارة البرتغالية الاستعمارية الكنائس وأشكال العمارة المدنية مثل المنازل والحصون، في المدن البرازيلية والريف. شهدت العمارة البرازيلية خلال القرن التاسع عشر إدخال أساليب أوروبية إضافية إلى البرازيل مثل العمارة الكلاسيكية الجديدة والعمارة القوطية الحديثة، والتي امتزجت عادةً بالطابع البرازيلي المشتق من تراثهم الخاص، ما أنتج شكلاً فريدًا من العمارة البرازيلية. دخلت عمارة الحداثة في خمسينيات القرن الماضي مع بناء برازيليا كعاصمة اتحادية جديدة في المناطق الداخلية من البرازيل للمساعدة على تطوير هذه المناطق. تولى المهندس المعماري أوسكار نيماير مهمة تصميم وبناء المباني الحكومية والكنائس والمباني المدنية وفق الطراز الحديث.

### الموسيقى

أنطونيو كاهلوز جوبيم، أحد مؤسسي بوسا نوفا، وشيكو بواهكي، من رواد الموسيقى الشعبية البرازيلية (إم بّي بي).

نتجت موسيقى البرازيل بصورة أساسية عن اندماج العناصر الأوروبية والأفريقية. حتى القرن التاسع عشر، كانت البرتغال بوابة دخلت منها معظم العوامل المؤثرة التي أدت إلى بناء الموسيقى البرازيلية، مع أن العديد من هذه العوامل لم تكن برتغالية الأصل، بل حملت الطابع الأوروبي عمومًا. يُذكر من أوائل الموسيقيين خوسيه موريسيو نونيس غارسيا، الذي ألف قطعًا موسيقية مقدسة متأثرًا بالكلاسيكية الفيينية. تمثل جلّ الإسهام الأفريقي في التنوع الإيقاعي وبعض الرقصات والآلات الموسيقية التي أدت دورًا أكبر في تطوير الموسيقى الشعبية والفلكلورية، وازدهرت في القرن العشرين خاصةً.
بدأت الموسيقى الشعبية منذ أواخر القرن الثامن عشر بإظهار علامات على تكوين طابع برازيلي مميز، وعلى رأسها السامبا النموذجية والمدرجة ضمن قائمة اليونسكو للتراث الثقافي. يُذكر من الفنون الموسيقية التقليدية كل من الماراكاتو والأفوكسي، المأخوذين من تقاليد البرازيليين الأفارقة اللذين أسهموا بنشرهما عبر ظهورهما في الكرنفالات البرازيلية السنوية. عادة ما تُلعب رياضة الكابويرا على أنغام موسيقاها الخاصة التي يشار إليها باسم موسيقى الكابويرا؛ من أنواع الموسيقى الشعبية التي تعتمد على النداء والاستجابة. يُعد الفورو نوعًا من الموسيقى الشعبية التي ظهرت خلال مهرجان فيستا جونينا في المنطقة الشمالية الشرقية من البرازيل. يقول جاك إيه. دريبر الثالث، أستاذ اللغة البرتغالية بجامعة ميسوري، إن الفورو قد استُخدمت كوسيلة لكبت مشاعر الحنين إلى الحياة الريفية.
يُعد التشورو أسلوبًا موسيقيًا مشهورًا جدًا، تعود أصوله إلى القرن التاسع عشر في ريو دي جانيرو. رغم اسمها، غالبًا ما تتسم التشورو بأسلوب إيقاعي سريع وسعيد، يتميز بالبراعة والارتجال والتعديلات الدقيقة والغنى بالتزامن والطباق. يعد بوسا نوفا أيضًا أسلوبًا مشهورًا للموسيقى البرازيلية جرى تطويره وانتشاره في الخمسينيات والستينيات. تعني عبارة «بوسا نوفا» حرفيًا «اتجاه جديد»؛ مزيج غنائي من موسيقى السامبا والجاز، زادت شعبيته بين المتابعين بدءًا من الستينيات.

### الأدب

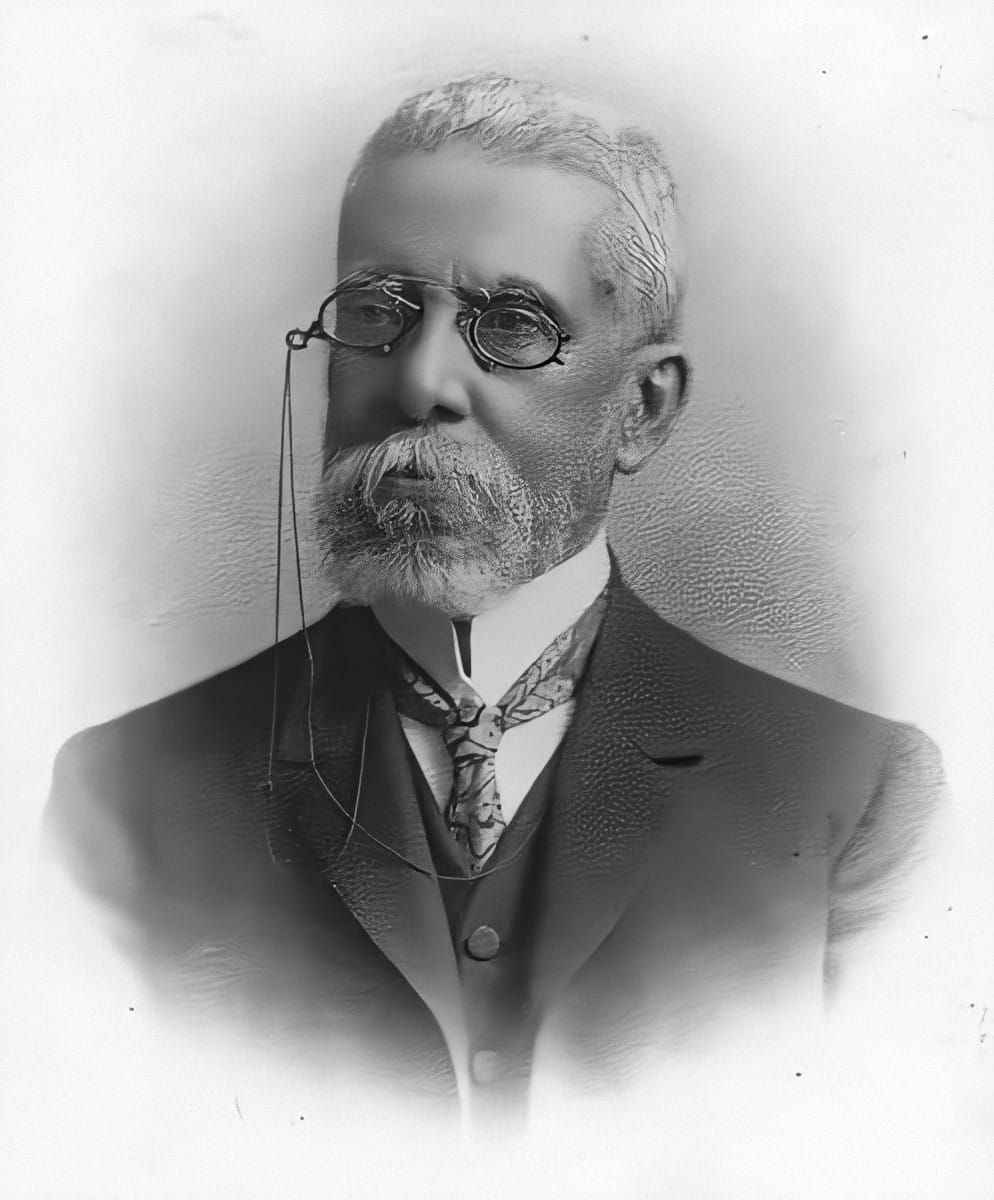
ماشادو ده أسيس، شاعر وروائي، ومؤسس الأكاديمية البرازيلية للآداب.

يعود تاريخ الأدب البرازيلي إلى القرن السادس عشر، تحديدًا إلى كتابات المستكشفين البرتغاليين الأوائل في البرازيل من أمثال بييرو فاز دي كامينيا، إذ امتلأت كتاباتهم بأوصاف المجموعة الحيوانية والنبيت النباتي وتعليقاتهم على السكان الأصليين التي أبهرت القراء الأوروبيين.
أنتجت البرازيل أعمالًا مهمة في الرومانسية، إذ كتب الروائيون مثل يواكيم مانويل دي ماسيدو وخوسيه دي ألينكار روايات عن الحب والألم. وصف ألينكار في حياته المهنية الطويلة السكان الأصليين كأبطال في رواياته ذات الطابع الاستنهادي مثل: أو غواراني وإيراسيما وإبيراجارا. كتب ماشادو ده أسيس، أحد معاصريه، في جميع الأنواع الأدبية تقريبًا وما يزال حتى اليوم يحظى بمكانة دولية بين النقاد في جميع أنحاء العالم.
تناول أدب الحداثة البرازيلي، الذي تجلى في أسبوع الفن الحديث في عام 1922، الأدب القومي الطليعي، بينما قدّم أدب ما بعد الحداثة جيلًا من الشعراء المتميزين مثل جواو كابرال دي ميلو نيتو، وكارلوس درموند دي آندرادي، وفينيسيوس دي مورايز، وكورا كارولينا، وغراسيليانو راموس، وسيسيليا ميريليس، وكتابًا معروفين دوليًا تطرقوا في أعمالهم إلى مواضيع عالمية وإقليمية، من أمثال جورجي أمادو، وجواو كيمارايس روزا، وكلاريس ليسبكتور، ومانويل بانديرا.

### المطبخ
يختلف المطبخ البرازيلي اختلافًا كبيرًا حسب المنطقة، ما يجسد مزيجًا برازيليًا متنوعًا من السكان الأصليين والمهاجرين. أدى هذا التنوع إلى خلق مطبخ وطني يتميز بالحفاظ على الاختلافات الإقليمية، ومن الأمثلة على ذلك فيجوادا، الذي يُعد الطبق الوطني للبلاد؛ والأطعمة الإقليمية مثل بيجو، وفيجاو تروبيرو، وفاتابا، وموكيكا، وعصيدة من دقيق الذرة (من المطبخ الإيطالي) وأكاراجي (من المطبخ الأفريقي).
تعد المشروبات الوطنية مثل القهوة والكاشاسا من المشروبات المقطرة المحلية في البرازيل، إذ يُقطر قصب السكر للحصول على الكاشاسا التي تُعد أيضًا المكون الرئيسي في المشروب الوطني المعروف باسم كايبيرينيا.
تتكون الوجبة البرازيلية النموذجية غالبًا من الأرز والفاصوليا مع لحم البقر والسلطة والبطاطا المقلية والبيض المقلي. تُمزج هذه المكونات في كثير من الأحيان مع دقيق الكاسافا (فاروفا). غالبًا ما تتضمن وجبة الغداء البطاطا المقلية والكاسافا المقلية والموز المقلي واللحوم المقلية والجبن المقلي، وتُقدم جميعها في معظم المطاعم التقليدية. تتضمن الوجبات الخفيفة الشعبية كلًا من الباستيل (معجنات مقلية)، والكوشينيا (نوع من دجاج كروكيت)، وباو دجي كايجو (خبز الجبن ودقيق الكاسافا/التابيوكا)، والبامونا (معجون الذرة والحليب)، والصفيحة (نوع من المعجنات اللبنانية)، والكبة (من المطبخ العربي)، والإمبانادا (من المعجنات) والإمباندا، فطائر مملحة صغيرة محشوة بالجمبري أو لب النخيل.
يوجد في البرازيل مجموعة متنوعة من الحلويات مثل بريغاديرو (كرات الشوكولاتة الهلامية)، وبولو دي رولو (كعكة ملفوفة مع عجينة الجوافة)، والكوكادا (حلوى جوز الهند)، وبيجينيو (جوز الهند مع الكمأة والقرنفل) وروميو وجولييت (عجينة الجوافة مع الجبن). يُستخدم الفول السوداني في صنع الباكوكا، والبانيلا وبي-دي-موليك. تُصنع العصائر من الفواكه المحلية الشائعة مثل نخل الآساي وكوبواسو والمنغا والببايا والكاكاو والكاجو والجوافة والبرتقال والليم والماراكويا والأناناس والسبوندياس، وتستخدم أيضًا لصنع الشوكولاتة والمصاصات المثلجة والمثلجات.

### السينما
بدأت صناعة السينما البرازيلية في أواخر القرن التاسع عشر، مع بداية الحقبة الجميلة (Belle Époque). مع وجود إنتاجات سينمائية وطنية خلال أوائل القرن العشرين، جرى إنتاج عدد من الأفلام الأمريكية مثل فيلم ريو العظيمة في ريو دي جانيرو للترويج للسياحة في المدينة. فشل فيلما حاجز (1931) والعصابة الوحشية (1933)، من إنتاج أدهمار غونزاغا عبر استوديو سينيدا ذي الإنتاج الغزير حينها، عند طرحهما في شباك التذاكر، لكنهما الآن يصنفان ضمن أفضل الأفلام البرازيلية مع الإشادة بهما عالميًا. قُسم الفيلم غير المنتهي هذا كله حقيقي عام 1941 إلى أربعة أجزاء، جرى تصوير اثنين منها في البرازيل من إخراج أورسون ويلز؛ جرى إنتاج الفيلم في الأصل ضمن سياسة حسن الجوار مع الولايات المتحدة خلال حكومة (الدولة الجديدة) التابعة لجيتوليو فارغاس.
خلال الستينيات، برزت حركة سينما نوفو مع مخرجين من أمثال غلاوبر روتشا ونيلسون بيريرا دوس سانتوس وباولو سيزار ساراسيني وأرنولد جابور. يُعد فيلما روتشا الله والشيطان في أرض الشمس (1964) والأرض في غيبوبة (1967) من أعظم الأفلام وأكثرها تأثيرًا في تاريخ السينما البرازيلية.
خلال التسعينيات، شهدت البرازيل طفرة في النجاح النقدي والتجاري مع أفلام مثل يا كواتريلو (فابيو باريتو، 1995)، وأربعة أيام في سبتمبر (برونو باريتو، 1997)، ووسط البرازيل (والتر سالس، 1998) التي ترشحت جميعها لجائزة الأوسكار لأفضل فيلم أجنبي، مع ترشح فرناندا مونتينيغرو لجائزة أفضل ممثلة عن دورها في فيلم وسط البرازيل. حاز فيلم الجريمة مدينة الرب (2002) من إخراج فرناندو ميريليس، على استحسان النقاد، إذ وصل تقييمه إلى 90٪ على موقع روتن توميتوز، وصُنف ضمن قائمة روجر إيبرت لأفضل أفلام العقد، وحصل على أربعة ترشيحات لجائزة الأوسكار في عام 2004، بما فيها ترشيح لجائزة أفضل مخرج. تشمل المهرجانات السينمائية البارزة في البرازيل مهرجان ساو باولو السينمائي الدولي، ومهرجان ريو دي جانيرو السينمائي الدولي ومهرجان غرامادو.

### المسرح
تعود أصول المسرح في البرازيل إلى فترة التوسع اليسوعي عندما استخدم المسرح لنشر العقيدة الكاثوليكية في القرن السادس عشر. ظهر الكتاب المسرحيون الأوائل على مسرح الاشتقاق الأوروبي في القرنين السابع عشر والثامن عشر ضمن عروض خاصة أو بهدف إمتاع البلاط الملكي. اكتسب المسرح الدرامي أهمية وثقلًا خلال القرن التاسع عشر، وتميز ممثله الأول لويس كارلوس مارتينز بينا (1813-1848) بقدرته على وصف الواقع المعاصر. فُرض دائمًا خلال هذه الفترة إنتاج الأعمال ذات الأزياء الكوميدية إلى جانب الأعمال الهزلية. برز الكاتب المسرحي أنطونيو غونسالفيس دياز أيضًا في القرن التاسع عشر. يُذكر أيضًا إجراء العديد من أعمال الأوبرا وعروض الأوركسترا. اشتُهر قائد الأوركسترا البرازيلي أنطونيو كارلوس غوميز دوليًا بأعمال أوبرالية مثل الغواراني. شاعت العروض الدرامية المنسقة في نهاية القرن التاسع عشر، وترافقت مع أغاني لفنانين مشهورين مثل المايسترو تشكوينا غونزاغا.
رغم الوجود الواضح للمسارح ورجال الأعمال وشركات التمثيل في أوائل القرن العشرين، تباينت جودة المنتجات المسرحية، ولم يستقبل المسرح البرازيلي دفعة من التجديد إلا في عام 1940، بفضل عمل باسكوال كارلوس مانغو ومسرح الطلاب البرازيلي الذي أسسه ومجموعة من الكوميديين والممثلين الإيطاليين ضمت أدولفو سيلي، وروجيرو جاكوبي وألدو كالفو؛ مؤسسو المسرح الكوميدي البرازيلي. منذ ستينيات القرن الماضي، خُصص الحضور المسرحي للقضايا الاجتماعية والدينية ولازدهار مدارس الفن الدرامي. كان خورخي أندرادي وأريانو سواسونا من أبرز المؤلفين في هذه المرحلة.

### الفنون البصرية

الليلة المصحوبة بعباقرة الحب والدراسة، للفنان بيدرو أمريكو.

بدأ ظهور اللوحات الفنية البرازيلية في أواخر القرن السادس عشر، متأثرة بالباروك، والروكوكو، والكلاسيكية الجديدة، والرومانسية، والواقعية، والحداثة، والتعبيرية، والسريالية، والتكعيبية، والتجريدية لتنتج جميعها أسلوبًا فنيًا بارزًا يحمل اسم الفن الأكاديمي البرازيلي. وصلت البعثة الفنية الفرنسية (Missão Artística Francesa) إلى البرازيل في عام 1816، واقترحت إنشاء أكاديمية فنية على غرار أكاديمية الفنون الجميلة الفرنسية عالية الشأن، مع إقامة دورات تخرّج فنانين وحرفيين على حد سواء في أنشطة ومجالات مختلفة مثل النمذجة والديكور والنجارة وغيرها، فضلًا عن جلب فنانين مثل جان بابتيست ديبريه.
تلا إنشاء الأكاديمية الإمبراطورية للفنون الجميلة انتشار حركات فنية جديدة في جميع أنحاء البلاد خلال القرن التاسع عشر وبعده، خاصة الحدث الفني الذي حمل اسم أسبوع الفن الحديث والذي لعب دورًا كبيرًا في كسر التقاليد الأكاديمية في عام 1922 وظهور اتجاه قومي تأثر بالفنون الحداثية. يُذكر من بين أشهر الرسامين البرازيليين ريكاردو دو بيلار، ومانويل دا كوستا أتايد (نمطا الباروك والروكوكو)، وفيكتور ميريليس، وبيدرو أمريكو، وألميدا جونيور (نمطا الرومانسية والواقعية)، وأنيتا مالفاتي، وإسماعيل نيري، ولاسار سيغال، وإميليانو دي كافالكانتي، وفيسنتي دو ريغو مونتيرو، وتارسيلا دو أمارال (الأنماط التعبيرية والسريالية والتكعيبية)، وألدو بونادي وخوسيه بانسيتي وكانديدو بورتيناري (نمط الحداثة).

### الرياضة
تُعد كرة القدم الرياضة الأكثر شعبية في البرازيل. صُنف المنتخب البرازيلي للرجال ضمن أفضل المنتخبات في العالم وفقًا لتصنيفات الفيفا العالمية، علمًا أنه حقق رقمًا قياسيًا بفوزه ببطولة كأس العالم خمس مرات.
تجذب رياضات أخرى مثل الكرة الطائرة وكرة السلة وسباق السيارات وفنون الدفاع عن النفس أيضًا شريحة واسعة من الجماهير، فمثلًا يحمل المنتخب البرازيلي للكرة الطائرة للرجال حاليًا ألقاب الدوري العالمي وكأس الأبطال الكبرى وبطولة العالم للكرة الطائرة وكأس العالم للكرة الطائرة. في سباق السيارات، فاز ثلاثة سائقين برازيليين ببطولة العالم للفورمولا 1 ثماني مرات.
تعود أصول بعض أنواع الرياضة إلى البرازيل: ظهرت رياضات كرة القدم الشاطئية، وكرة الصالات (كرة القدم داخل الصالات) والكرة الطائرة بالأقدام في البرازيل كألعاب مشتقة من كرة القدم. في فنون الدفاع عن النفس، طور البرازيليون فنون الكابويرا القتالية، ورياضة فالي تودو القتالية، والجوجيتسو البرازيلي.

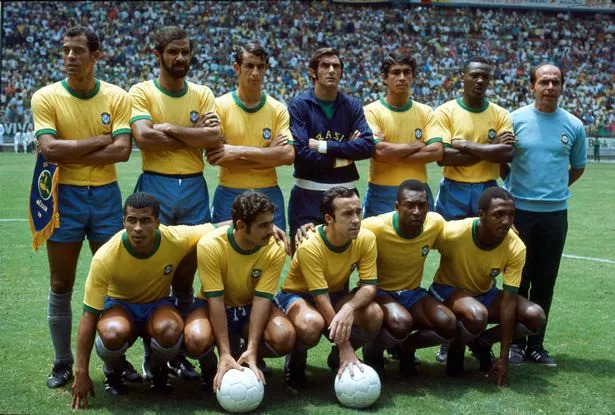
نجوم منتخب البرازيل 1970

استضافت البرازيل العديد من الأحداث الرياضية الدولية البارزة، مثل كأس العالم لكرة القدم 1950، وكأس العالم 2014 وكوبا أمريكا 2019. تستضيف حلبة جوزيه كارلوس بيس للسيارات في ساو باولو سباق جائزة البرازيل الكبرى السنوي. نظمت ساو باولو دورة الألعاب الأمريكية الرابعة في عام 1963، بينما استضافت ريو دي جانيرو الدورة الخامسة عشرة للألعاب الأمريكية في عام 2007. اختيرت ريو دي جانيرو في 2 أكتوبر 2009 لاستضافة الألعاب الأولمبية 2016 والألعاب البارالمبية الصيفية 2016، ما يجعلها أول مدينة في أمريكا الجنوبية تستضيف الألعاب والثانية في أمريكا اللاتينية، بعد مدينة مكسيكو. علاوةً على ذلك، استضافت البلاد نهائيات كأس العالم لكرة السلة (فيبا) في عامي 1954 و1963. فاز المنتخب البرازيلي لكرة السلة بأحد ألقاب بطولة العالم في بطولة عام 1963.

## وصلات خارجية
- البرازيل على مشروع الدليل المفتوح
- معلومات جغرافية متعلقة بالبرازيل على خريطة الشارع المفتوح